# Cleveland
Cleveland [ˈkliːvlənd] (bis 1831 Cleaveland) ist eine City im Nordosten des US-Bundesstaates Ohio. Sie liegt an der Mündung des Cuyahoga River in den Eriesee und ist 213,47 km² groß. Bei der Volkszählung 2020 hatte sie 372.624 Einwohner und war damit nach der Hauptstadt Columbus die zweitgrößte Stadt in Ohio. Cleveland ist County Seat des Cuyahoga County und geographischer, wirtschaftlicher und kultureller Mittelpunkt des Cleveland-Elyria-Mentor Metropolitan Statistical Area, des größten Ballungsraums in diesem Bundesstaat mit rund zwei Millionen Einwohnern.
Durch ihre verkehrsgünstige Lage wuchs die Stadt im 19. Jahrhundert rasch zu einem wichtigen Verkehrsknoten und Industriestandort. 1930 war sie mit 900.000 Einwohnern die fünftgrößte Stadt der USA. Infolge des wirtschaftlichen Strukturwandels setzte in der zweiten Hälfte des 20. Jahrhunderts ein fortwährender Niedergang und Bedeutungsverlust ein, verstärkt durch ethnische Konflikte und ein schlechtes Bildungssystem. Dem stehen Bemühungen gegenüber, Dienstleistungsunternehmen anzusiedeln, die Schulbildung zu verbessern und kulturelle Akzente zu setzen.
Cleveland ist Sitz zahlreicher nationaler Großunternehmen, eines der Großen Fünf Symphonieorchester, der United Church of Christ (UCC), eines katholischen Bischofs, mehrerer Profiliga-Sportmannschaften und der Rock and Roll Hall of Fame. Es gibt drei Universitäten, unter ihnen die private Forschungsuniversität Case Western Reserve University mit ihren Universitätskliniken. Der Hafen ist der drittgrößte im Bereich der Großen Seen und über den Sankt-Lorenz-Strom mit dem Atlantik verbunden.
Politisch gilt Cleveland als Hochburg der Demokraten. In der Vergangenheit hatten zudem progressivistische Strömungen und die Gewerkschaften großen Einfluss.

## Geographie

### Lage und Ausdehnung

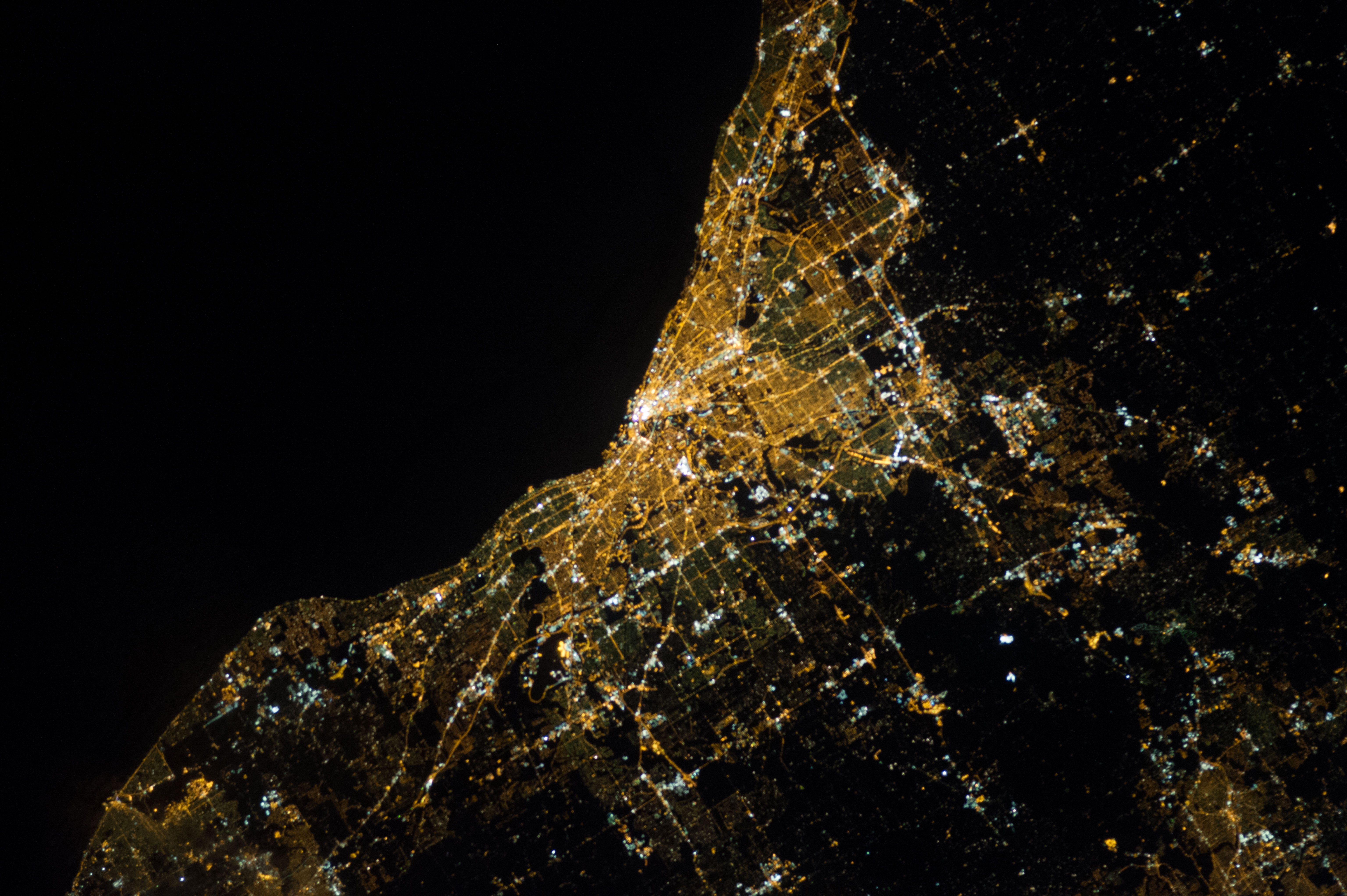
Satellitenaufnahme von Cleveland.

Cleveland liegt im Nordosten von Ohio am Südufer des Eriesees, 150 km Luftlinie von Toledo am westlichen und 280 km von Buffalo am östlichen Ende des Sees entfernt sowie rund 145 km südöstlich von Detroit und knapp 100 km westlich der Grenze von Ohio zu Pennsylvania. Das Stadtgebiet ist 213,47 km² groß (davon sind 200,93 km² Landfläche) und erstreckt sich mit einer Unterbrechung durch die Gemeinde Bratenahl über 22,5 Kilometer entlang des Seeufers sowie unregelmäßig bis zu 14,5 Kilometer tief ins Landesinnere. Die Stadt liegt zu beiden Seiten der Mündung des Cuyahoga in den See, wobei sich etwa zwei Drittel des Stadtgebietes und der Stadtkern östlich davon befinden. Der zugehörige Bezirk, das Cuyahoga County, umgibt die Stadt gleichmäßig von allen drei Seiten und bildet zusammen mit vier der fünf angrenzenden Countys das Cleveland-Elyria-Mentor Metropolitan Statistical Area, umgangssprachlich Greater Cleveland (deutsch Groß-Cleveland) genannt.
Wirtschaftsgeographisch gesehen liegt Cleveland inmitten des Rust Belt und früheren Manufacturing Belt, des dicht besiedelten, ersten Industriegebiets der USA, dessen einstige Zentren heute vielfach vom Niedergang der Schwerindustrie gekennzeichnet sind.

### Topographie
Die Gegend um Cleveland bildet den Schnittpunkt dreier Großlandschaften. Die Stadt selbst liegt am südlichen Rand der Ebene der Großen Seen. Richtung Südwesten öffnet sich das Zentrale Tiefland, die fruchtbare Prärielandschaft des Mittelwestens. Im Südosten schließt mit dem Allegheny-Plateau eine von eiszeitlichen Gletschern geformte Moränenhügellandschaft an, die bis zum Gebirgszug der Appalachen reicht.

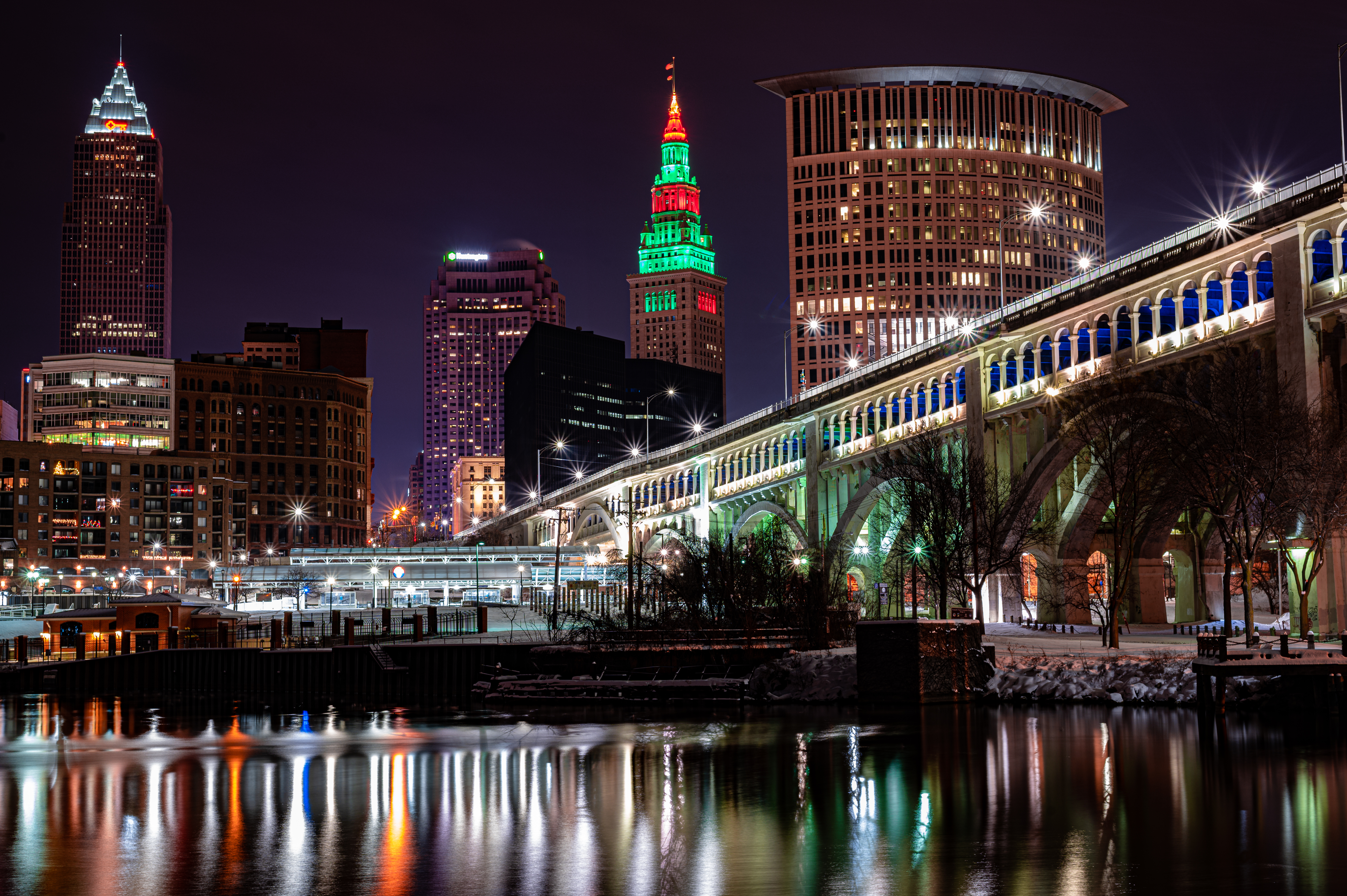
Die Detroit–Superior Bridge, eine der hohen Brücken über den Cuyahoga vor der Innenstadt.

Die Uferlinie des Eriesee beschreibt im Bereich der Flussmündung einen scharfen Knick von West-Ost-Richtung in nordöstliche Richtung. Die Böschung steigt in südöstlicher Richtung terrassenförmig an und fällt zum See hin steil ab. Das Stadtzentrum 750 Meter landeinwärts liegt bereits 25 Meter über dem Seespiegel. Die Böschung ist von einigen Fließgewässern durchzogen, die tiefe Schluchten geschaffen haben. Die mit Abstand größte bildet das Tal des Cuyahoga, die sogenannten Flats, mit einer Breite von rund 800 Metern. Dieses Tal hat die Stadtentwicklung in Richtung Südwesten lange Zeit behindert und wird heute von einigen hohen Brücken überspannt.

### Stadtgliederung
Die Stadt gliedert sich in 36 Stadtbezirke, die sogenannten Neighborhoods, verwaltungstechnisch Statistical Planning Areas (SPAs). Diese fassen jeweils mehrere Census Tracts der US-Volkszählung zusammen und haben zwischen 1.200 und 35.000 Einwohnern. Ihre Namen und Grenzen sind vielfach deckungsgleich mit ehemals selbständigen Verwaltungseinheiten, die in etwa zwischen 1850 und 1925 eingemeindet wurden. Verwaltungstechnisch haben die Neighborhoods heute bis auf den Streifendienst der Polizei keinerlei Bedeutung mehr. Auch ihre einstige kulturelle Eigenständigkeit ist infolge jahrzehntelanger Wanderungsbewegungen weitgehend verloren gegangen. Immer noch vorhanden ist dagegen eine gewisse soziale Identität. Unter anderem dienen sie als Bezeichnung für die einzelnen Wohnviertel, und auch verschiedene Programme zur Stadterneuerung orientieren sich an diesen Grenzen und Namen.
Darüber hinaus teilt der Cuyahoga die Stadt großräumig in eine östliche und eine westliche Hälfte, die als East Side und West Side (deutsch Ostseite und Westseite) bezeichnet werden. Der südwestliche Teil der East Side, der zwischen der Broadway Avenue und dem Cuyahoga liegt, wird auch als South Side (deutsch Südseite) bezeichnet.

### Bebauung

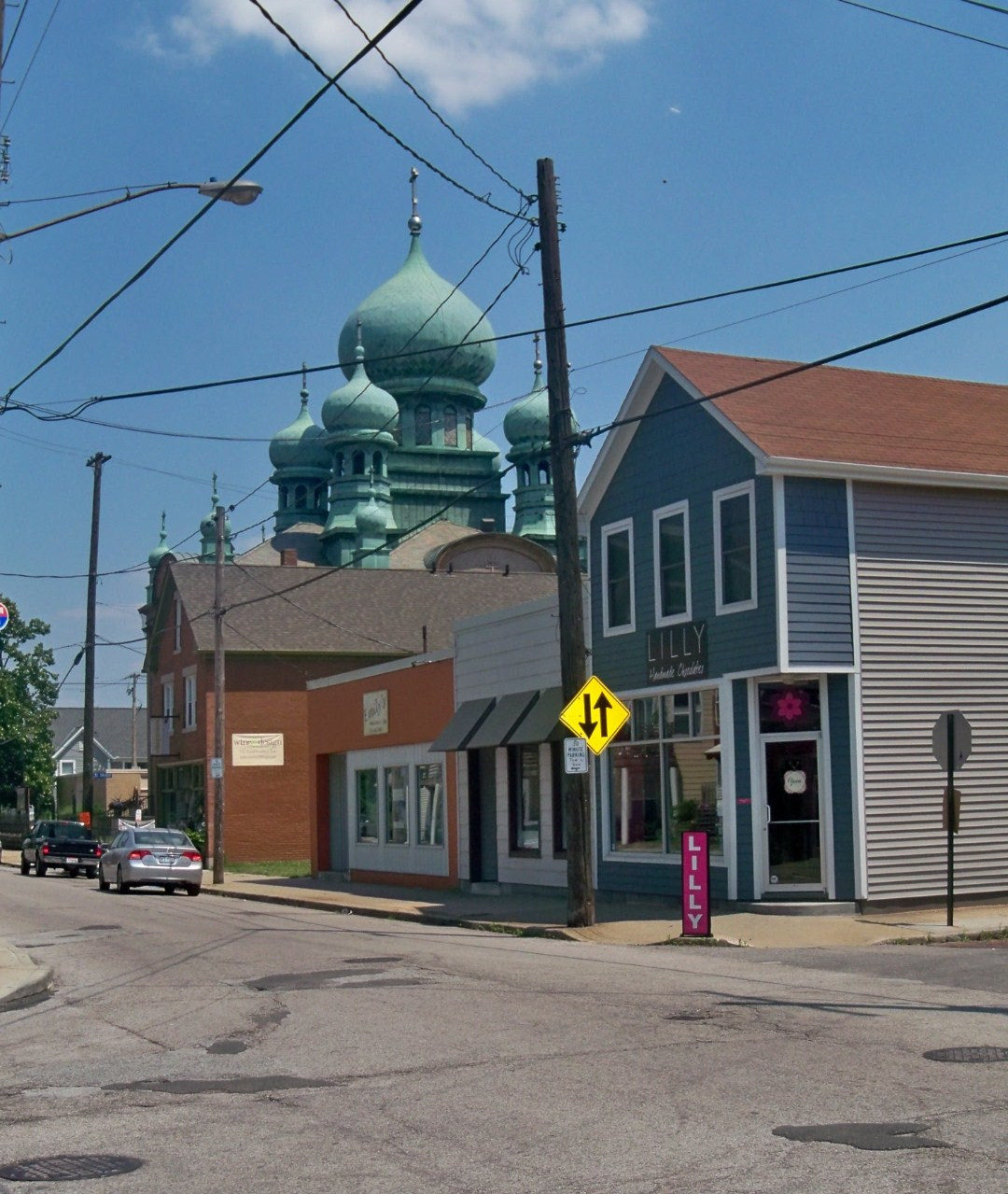
Straße im Stadtteil Tremont unweit der Innenstadt.

Die geschlossene Bebauung hat sich im Laufe zweier Jahrhunderte immer weiter nach außen ausgedehnt und erstreckt sich mittlerweile über einen Radius von etwa 25 km um das Stadtzentrum. Mit der Bebauung wuchs zu Beginn auch das Stadtgebiet durch entsprechende Eingemeindungen. Weil diese im Gegensatz zur Siedlungstätigkeit bereits um 1925 zu Ende gingen, erstreckt sich die zusammenhängende Bebauung heute bis weit über die Stadtgrenzen hinaus, nahezu auf den gesamten Cuyahoga County.
Die einst bedeutenden Industrieanlagen erstrecken sich hauptsächlich entlang des Seeufers im Bereich des Stadtkerns sowie entlang des Cuyahoga rund 15 Kilometer weit ins Landesinnere. Weitere Standorte befinden sich in der östlichen Vorstadt sowie entlang der sternförmig ausgehenden Bahnlinien. Infolge des Niedergangs der Schwerindustrie liegen diese Flächen zu erheblichen Teilen brach. Die Stadt bemüht sich, diese im Bereich der Innenstadt für kulturelle Zwecke nutzbar zu machen.
Die Bebauung ist im Bereich des Stadtzentrums sowie in den Flats am dichtesten, wobei das östliche Hochufer ein deutliches Übergewicht besitzt. An der East 55th Street bricht die geschlossene Bebauung nach Osten hin schlagartig ab und geht in einen rund 50 Häuserblocks breiten Streifen mit auffallend ausgedünnter Bebauung über. Den ideellen Mittelpunkt der Stadt bildet der quadratische Hauptplatz namens Public Square am östlichen Hochufer.

### Vororte im Umland

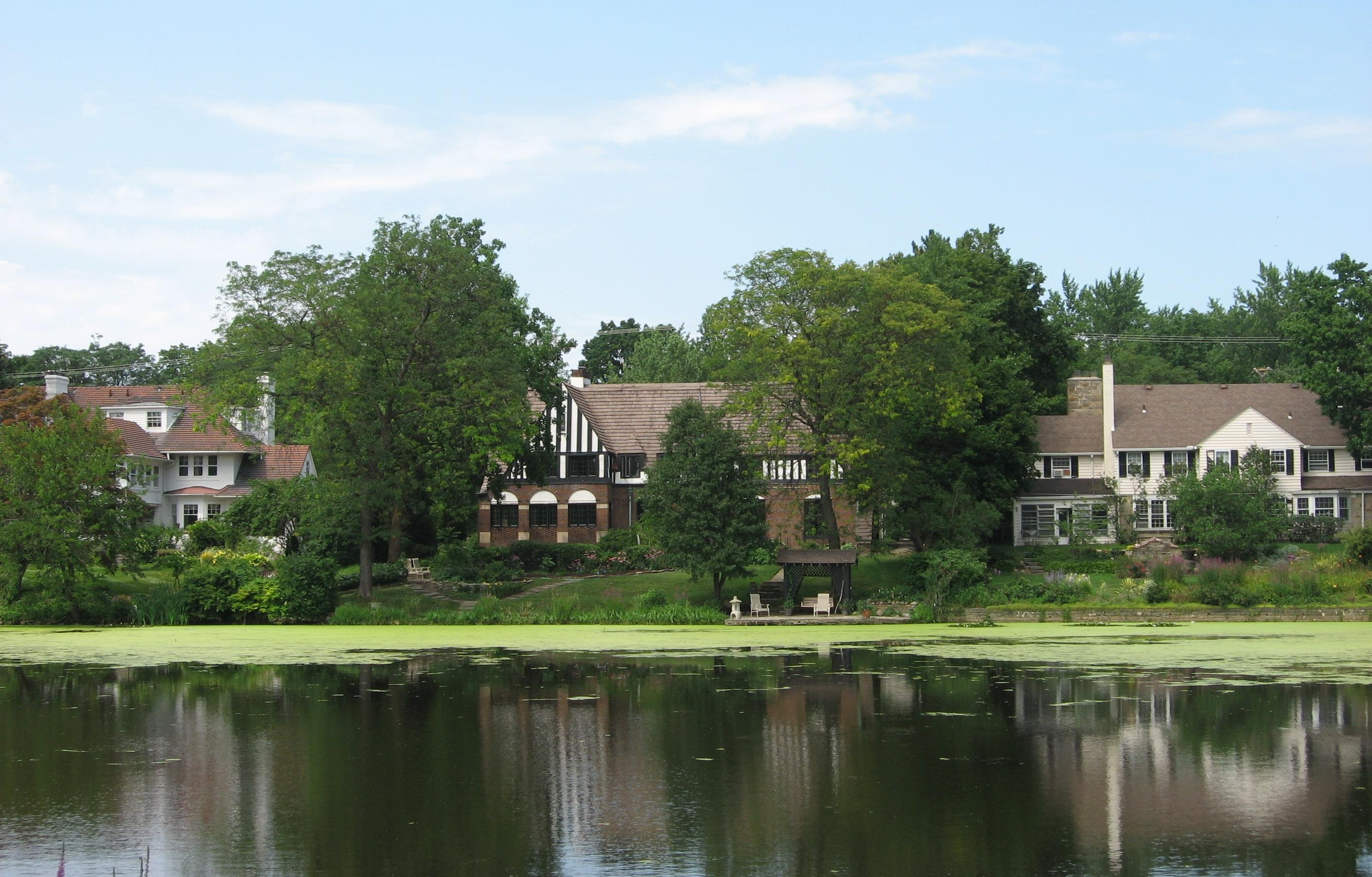
Der Vorort Shaker Heights im Osten Clevelands.

Die Vororte im Umland sind vorwiegend Wohngemeinden. Sie sind zwischen 0,2 und 64 km² groß und haben zwischen hundert und mehreren zehntausend Einwohnern. Die größten davon sind Parma im Südwesten mit rund 85.700 Einwohnern (Stand Census 2000), gefolgt von Lakewood im Westen (56.700 Einwohner), Euclid im Nordosten (52.700 Einwohner) sowie Cleveland Heights im Osten (50.000 Einwohner). Nennenswerte Industriegebiete befinden sich außer im Tal des Cuyahoga auch in Euclid im Nordosten, in Brook Park und in Parma im Südwesten sowie in Solon im äußeren Südosten. In einigen weiter außen liegenden Vororten sind zudem Einkaufszentren und Gewerbegebiete entstanden.
Die Bebauung geht an der Stadtgrenze fließend in die Vororte über. Mit zunehmender Entfernung zum Stadtzentrum werden dabei sowohl die Bevölkerung als auch die Bausubstanz tendenziell jünger. Auch die Bevölkerungsdichte nimmt nach außen hin spürbar ab, wohingegen der sichtbare materielle Wohlstand und der Anteil an selbstgenutztem Wohneigentum ansteigt.
Clevelands Vororte sind in insgesamt fünf Etappen entstanden. Ihre Lage zu den Hauptverkehrswegen und die Entfernung von Clevelands Stadtkern sind Ausdruck der in der jeweiligen Epoche vorherrschenden Verkehrsmittelwahl und der zugehörigen Reisegeschwindigkeit.

### Klima
Durch seine Lage, unweit der große Teile Südostkanadas umspannenden borealen Klimazone, herrscht in Cleveland ein kaltgemäßigtes Klima (effektive Klimaklassifikation Dfa). Die Jahreszeiten sind kontinentaltypisch stark ausgeprägt mit warmen, feuchten Sommern und kalten, schneereichen Wintern. In den ersten Wintermonaten tritt vor allem bei westlicher Windrichtung mit dem Lake Effect Snow ein regionales Klima auf, das durch heftige Schneefälle gekennzeichnet ist. Die Jahresdurchschnittstemperatur beträgt 10,5 Grad Celsius.

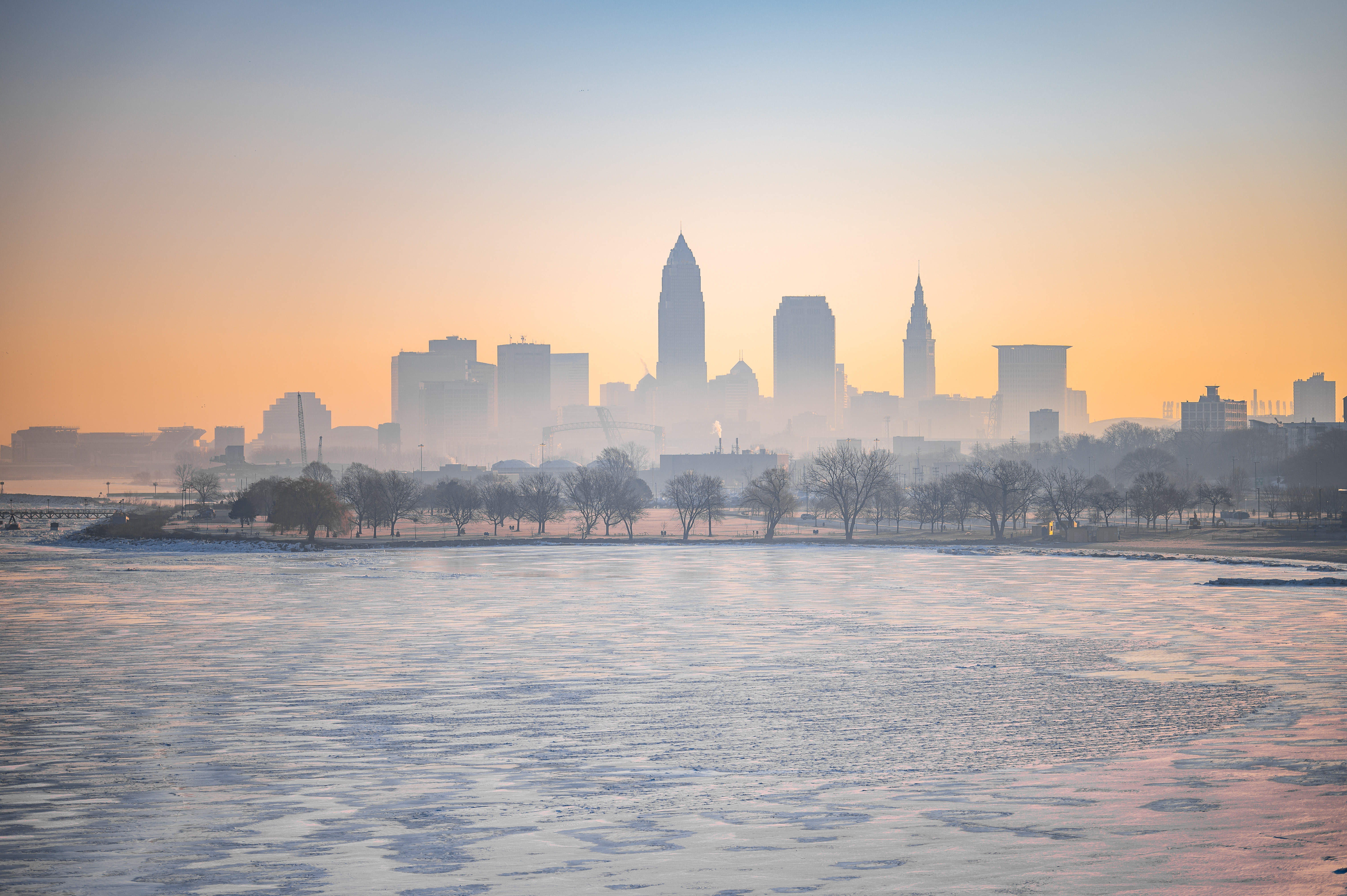
Blick auf Cleveland über den zugefrorenen Eriesee.

Cleveland hat den Ruf, ein sehr kalter Ort zu sein. Die Monatsmitteltemperaturen der Wintermonate Dezember, Januar und Februar liegen zwischen −0,5 und −3,5 °C; strenge Fröste bis unter −15 °C sind in dieser Jahreszeit keine Seltenheit. Häufig fühlen sich die Temperaturen durch den Windchill-Effekt noch kälter an. Jedoch können Wärmeeinbrüche die Temperaturen in den Wintermonaten vorübergehend bis jenseits der 15 °C ansteigen lassen. Die bisher niedrigste Temperatur wurde am 19. Januar 1994 mit −28,8 °C gemessen.
Die Sommermonate Juni, Juli und August sind am wärmsten mit Durchschnittshöchstwerten von 26,9 bis 29,3 °C. In dieser Zeit kann die Temperatur zeitweilig auf über 30 °C ansteigen. Die höchste Temperatur wurde am 25. Juni 1988 mit 40 °C gemessen. Außerdem wirkt das Wasser des Eriesee als Temperaturspeicher und zögert die Erwärmung der Luft im Frühjahr hinaus, während es im Herbst länger warm bleibt.
Die Niederschläge verteilen sich über das ganze Jahr, im Sommer als Regen und in den Wintermonaten als Schnee. Die geringsten Niederschläge sind im Oktober zu verzeichnen, sowie im Spätwinter, wenn der Eriesee zugefroren ist und der Lake Effect Snow nicht mehr auftritt. Die Jahresniederschlagsmenge liegt im Mittel bei moderaten 932 mm.
Cleveland liegt am westlichen Ende des sogenannten Snow Belt und ist damit vom Lake Effect Snow auf besondere Art betroffen. Die Ursachen sind der Knick in der Uferlinie Richtung Nordosten, die Lage auf der Leeseite des Sees und der starke Anstieg des Geländes nach Südosten hin. Somit treffen die feuchten Luftmassen bei westnordwestlicher Windrichtung des Seewindes nur auf den Bereich östlich und nordöstlich der Innenstadt. Dadurch können diese Stadtteile im Winter innerhalb weniger Stunden unter dezimeterhohen Schneemassen versinken, während südlich und westlich davon gleichzeitig nur geringer Niederschlag zu verzeichnen ist. Diese Verteilung der Niederschläge ist in abgeschwächter Form auch in den Sommermonaten zu beobachten.
|                       | Jan  | Feb  | Mär  | Apr  | Mai  | Jun  | Jul  | Aug  | Sep  | Okt  | Nov  | Dez  |   |       |
| Mittl. Tagesmax. (°C) | −0,1 | 1,7  | 7,9  | 14,4 | 20,3 | 25,7 | 28,0 | 26,9 | 23,1 | 16,7 | 10,0 | 3,0  | ⌀ | 14,9  |
| Mittl. Tagesmin. (°C) | −8,0 | −7,1 | −2,1 | 2,9  | 8,5  | 13,8 | 16,3 | 15,7 | 12,3 | 6,4  | 1,7  | −4,2 | ⌀ | 4,7   |
|                       |      |      |      |      |      |      |      |      |      |      |      |      |   |       |
| Niederschlag (mm)     | 51,8 | 55,6 | 73,9 | 79,8 | 88,6 | 94,0 | 89,4 | 86,4 | 87,4 | 64,5 | 80,5 | 78,5 | Σ | 930,4 |
|                       |      |      |      |      |      |      |      |      |      |      |      |      |   |       |
| Sonnenstunden (h/d)   | 3,3  | 4,3  | 5,4  | 7,2  | 8,5  | 9,8  | 9,9  | 8,5  | 7,3  | 5,5  | 3,0  | 2,2  | ⌀ | 6,2   |
|                       |      |      |      |      |      |      |      |      |      |      |      |      |   |       |
| Regentage (d)         | 9,9  | 9,1  | 11,3 | 10,8 | 10,2 | 8,5  | 7,7  | 8,1  | 8,3  | 8,8  | 10,7 | 11,7 | Σ | 115,1 |

| −8,0 |

| −7,1 |

| −2,1 |

| 2,9 |

| 8,5 |

| 13,8 |

| 16,3 |

| 15,7 |

| 12,3 |

| 6,4 |

| 1,7 |

| −4,2 |

| −8,0 |

| −7,1 |

| −2,1 |

| 2,9 |

| 8,5 |

| 13,8 |

| 16,3 |

| 15,7 |

| 12,3 |

| 6,4 |

| 1,7 |

| −4,2 |

## Geschichte

### Voreuropäische Besiedelung
Die ältesten Spuren menschlicher Besiedelung gehen auf die Paläoindianer zurück und datieren aus der Zeit zwischen 10500 und 7500 v. Chr., etwa 2500 Jahre nach Ende der letzten Eiszeit. Die Gruppen, wohl Großfamilien, lebten zunächst nomadisch, ab der mittleren Archaischen Periode nach 4500 v. Chr. wurden sie zunehmend sesshaft. Eine größere Siedlung bestand im äußersten Westen Clevelands, dort wo der Hilliard Boulevard den Rocky River überquert. Erstmals sind abgrenzbare Territorien nachweisbar, innerhalb derer saisonale Wanderungen inzwischen angewachsener und sozial stärker differenzierter Gruppen stattfanden. Sie betrieben einfachen Gartenbau, vor allem mit Kürbissen, Nüsse spielten ebenfalls eine wichtige Rolle.
Aus der Woodland-Periode (500 v. Chr.–1200 n. Chr.), die etwa durch die aufkommende Fertigung von Keramik gekennzeichnet ist, sind Begräbnishügel (Mounds) sowie Überreste befestigter Kleinsiedlungen zu verzeichnen, die der Adena- und vor allem der nachfolgenden, hochentwickelten Hopewell-Kultur zuzuordnen sind und mehrheitlich auf den Hochufern des Cuyahoga liegen. Großdörfer dominierten und ab etwa 400 der Anbau von Mais, der schon sehr früh vorhandene Fernhandel weitete sich aus.
Der Hopewell- folgte um 1200 die sogenannte Whittlesey-Kultur, die sich durch fortgeschrittene Landwirtschaft und Siedlungsbau auszeichnet. Sie war Teil der weiter südlich noch stärker vorherrschenden Mississippi-Kultur. Die Bevölkerung stieg bis etwa 1500 weiter an, zudem nahm die Sesshaftigkeit ab etwa 1350 deutlich zu und feste Gebiete bestimmter Familien werden fassbar.
Im Laufe der Kleinen Eiszeit (1500–1640) ging die Bevölkerung offenbar stark zurück, möglicherweise infolge der klimatischen Veränderungen oder im Zuge der Biberkriege der Irokesen. So ist zwischen 1640 und 1740 gar keine Siedlungstätigkeit zu verzeichnen. Auch bei der Ankunft der Europäer Ende des 18. Jahrhunderts war die Gegend immer noch nahezu unbewohnt.

### Gründung und Anfangsjahre

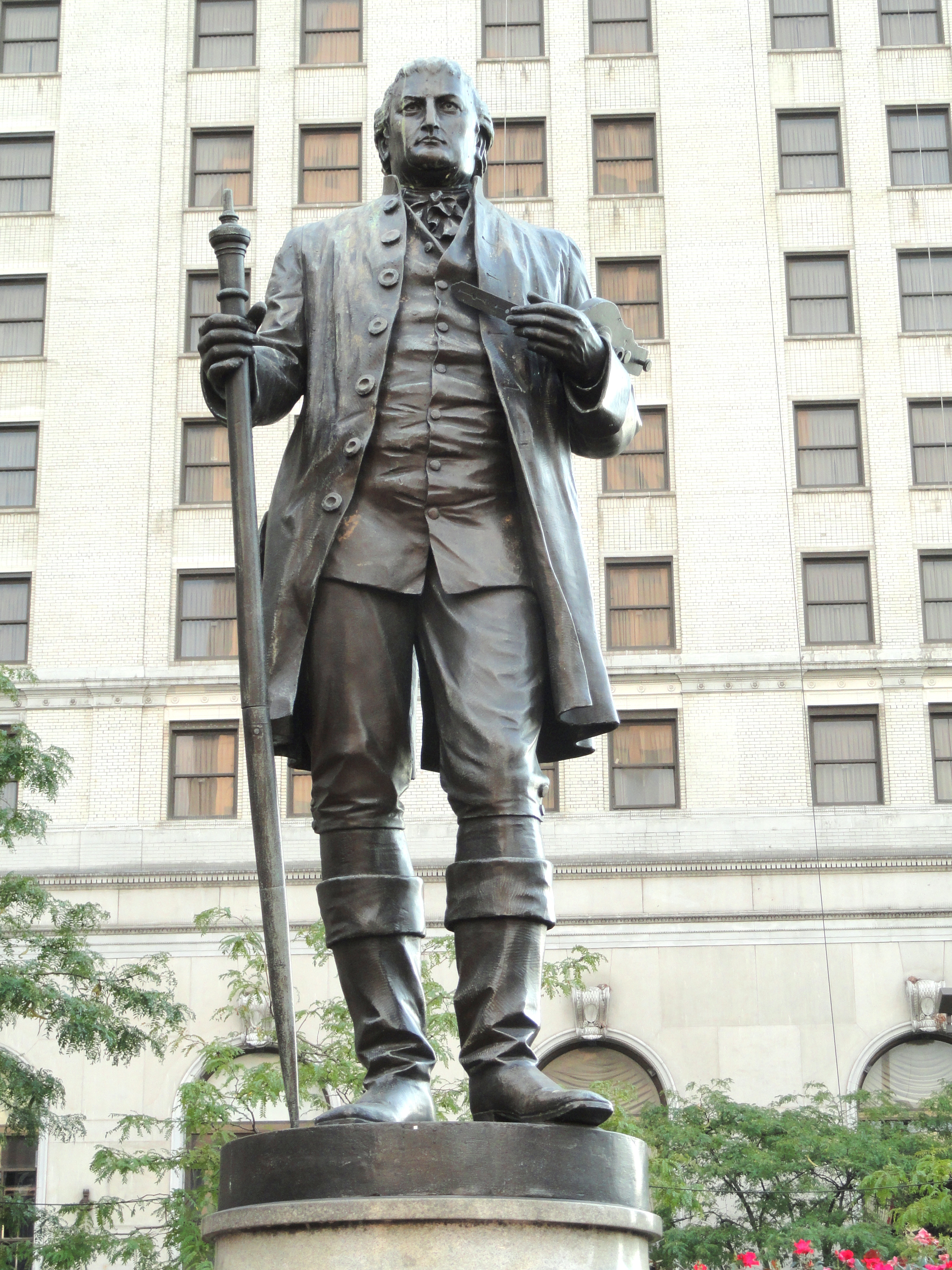
Statue von Moses Cleaveland auf dem Public Square.

Ende des 18. Jahrhunderts beanspruchte der US-Bundesstaat Connecticut einen Landstrich im Nordosten des heutigen Ohio, die Connecticut Western Reserve. Dieses Land wurde ab 1796 an Siedler vergeben. Im Zuge der Landvermessungen durch General Moses Cleaveland gründete dieser am 22. Juli 1796 an der Mündung des Cuyahoga in den Eriesee einen Hafen, der nach ihm zunächst „Cleaveland“ genannt wurde.
1818 wurden die ersten zwei Zeitungen gegründet; in den nächsten Jahren kamen neben weiteren englischsprachigen Zeitungen auch Blätter auf Deutsch, Hebräisch, Italienisch und Ungarisch hinzu. Einer dieser Zeitungen, dem Cleveland Advertiser, verdankt die Stadt ihre Umbenennung: da die ursprüngliche Schreibweise des Namens einen Buchstaben zu lang für die Titelzeile war, entfernte die Zeitung das erste ‚a‘ aus „Cleaveland“, behauptete, das sei amtlich – und kam damit durch. Am 6. Januar 1831 wurde die Stadt offiziell in „Cleveland“ umbenannt.
Cleveland war von Beginn an der geographische, wirtschaftliche und kulturelle Mittelpunkt der Western Reserve. So wurde etwa bei der Gründung des Cuyahoga County im Jahr 1810 Cleveland als Kreissitz gewählt, vier Jahre vor der Ausgründung als eigenständige Gemeinde. 1836 wurde Cleveland mit als erster Ort der Western Reserve zur Stadt erhoben, 1847 wurde das römisch-katholische Bistum Cleveland gegründet. Auch andere wichtige Einrichtungen wie Ärzte, Schulen oder Banken waren bis auf wenige Ausnahmen von Beginn an in Cleveland vorhanden. Einzig wirtschaftliche Rivalitäten mit der Stadt Ohio City am anderen Ufer des Cuyahoga sorgten in den ersten Jahrzehnten für teils gewalttätige politische Auseinandersetzungen. Diese entschied Cleveland letztlich für sich.

### Bürgerkrieg und Industrialisierung

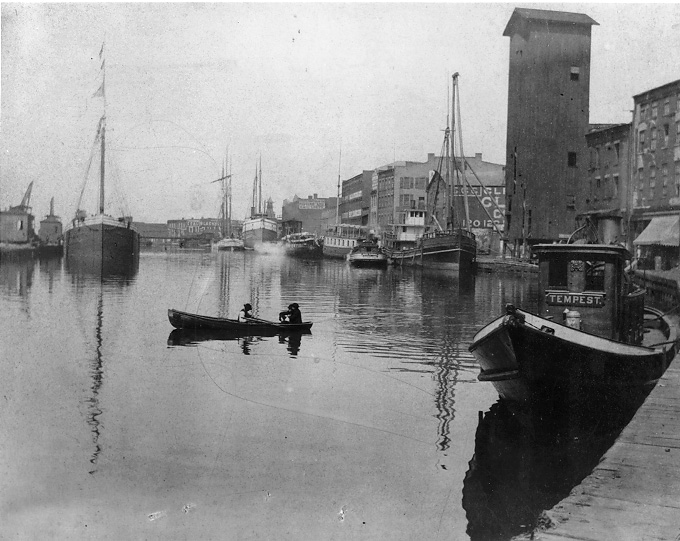
Der Hafen von Cleveland 1870.

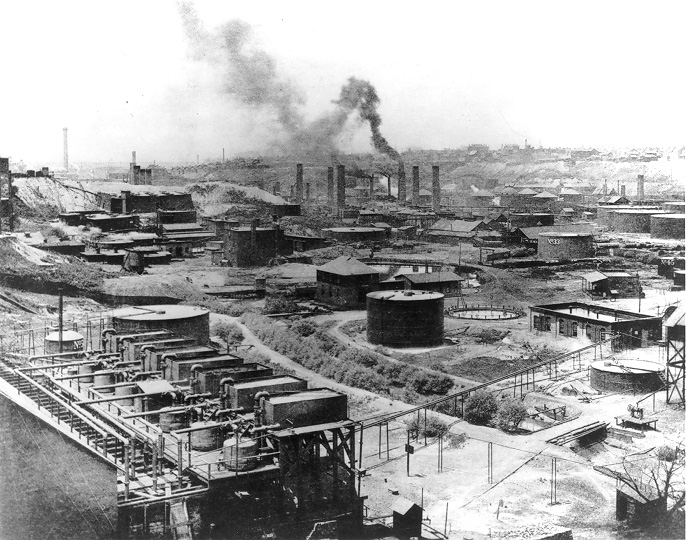
Raffinerie Nummer 1 der Standard Oil 1899.

Zunächst entwickelte sich Cleveland nur schleppend. Doch mit Eröffnung des Eriekanals 1825 und des Ohio-Erie-Kanals 1832 war die Stadt mit dem Atlantik und dem Mississippi verbunden und damit an internationale Seeschifffahrtswege angeschlossen. Das und der Bau der Eisenbahnverbindungen in die rohstoffreichen Appalachen ab 1849 führten zu einem raschen wirtschaftlichen Aufstieg der Stadt. Cleveland wurde ein wichtiges Zentrum der Rohstoff verarbeitenden Industrie. 1868 wurde das erste Stahlwerk eingeweiht, 1870 gründete die Standard Oil Company von John D. Rockefeller (1839–1937) hier ihre erste Erdölraffinerie. In den folgenden Jahrzehnten entwickelte sich Cleveland zu einem bedeutenden Standort der Stahl erzeugenden und der petrochemischen Industrie.
Wesentlichen Anteil an der Industrialisierung der Stadt hatte dabei der Sezessionskrieg (1861–1865). Ansässige Unternehmen produzierten Uniformen, Tabakwaren, Stahl, Dampfschiffe, Lafetten und Eisenbahnschienen. 1864 wurde mehr als die Hälfte der gesamten Eisenerzproduktion vom Oberen See in Cleveland verarbeitet. Ferner waren Reedereien und zahlreiche Handelsunternehmen ansässig, acht Bahngesellschaften unterhielten Niederlassungen.
Nach der Jahrhundertwende wuchs Cleveland zum – nach Detroit – zweitgrößten Standort der US-Automobilindustrie heran. Die ansässigen Betriebe konzentrierten sich dabei vor allem auf die Entwicklung und Produktion von Baugruppen, Autozubehör und Ersatzteilen. Bedeutende Fabriken unterhielten White Motor (Dampfwagen und später schwere Lkw), Eaton (Getriebe), Willard/EnerSys (Batterien), Fisher Body (Karosserien), Baker/Otis (Elektrofahrzeuge), Ford (Motoren), General Motors (Automatikgetriebe, Dieselmotoren) und Thompson/TRW. Ab 1910 kam als vierter wichtiger Wirtschaftszweig die elektrotechnische Industrie hinzu. Während des Zweiten Weltkriegs wurden zudem Boeing-B-29-Bomber und Jagdflugzeuge vom Typ Fisher P-75 in Cleveland montiert.

### Große Depression und wirtschaftliche Erholung
Erste Rückschläge ereilten Cleveland während der Weltwirtschaftskrise der frühen 1930er-Jahre. 1933 war fast ein Drittel aller Einwohner arbeitslos. Dazu hatte die Stadt mit wachsender Kriminalität zu kämpfen. Cleveland hatte sich in der Zeit der Prohibition (1919–1933) zu einem Zentrum der Organisierten Kriminalität und des illegalen Glücksspiels entwickelt. Dazu kam ein über Jahrzehnte hinweg korrupter und ineffizienter Polizeiapparat.

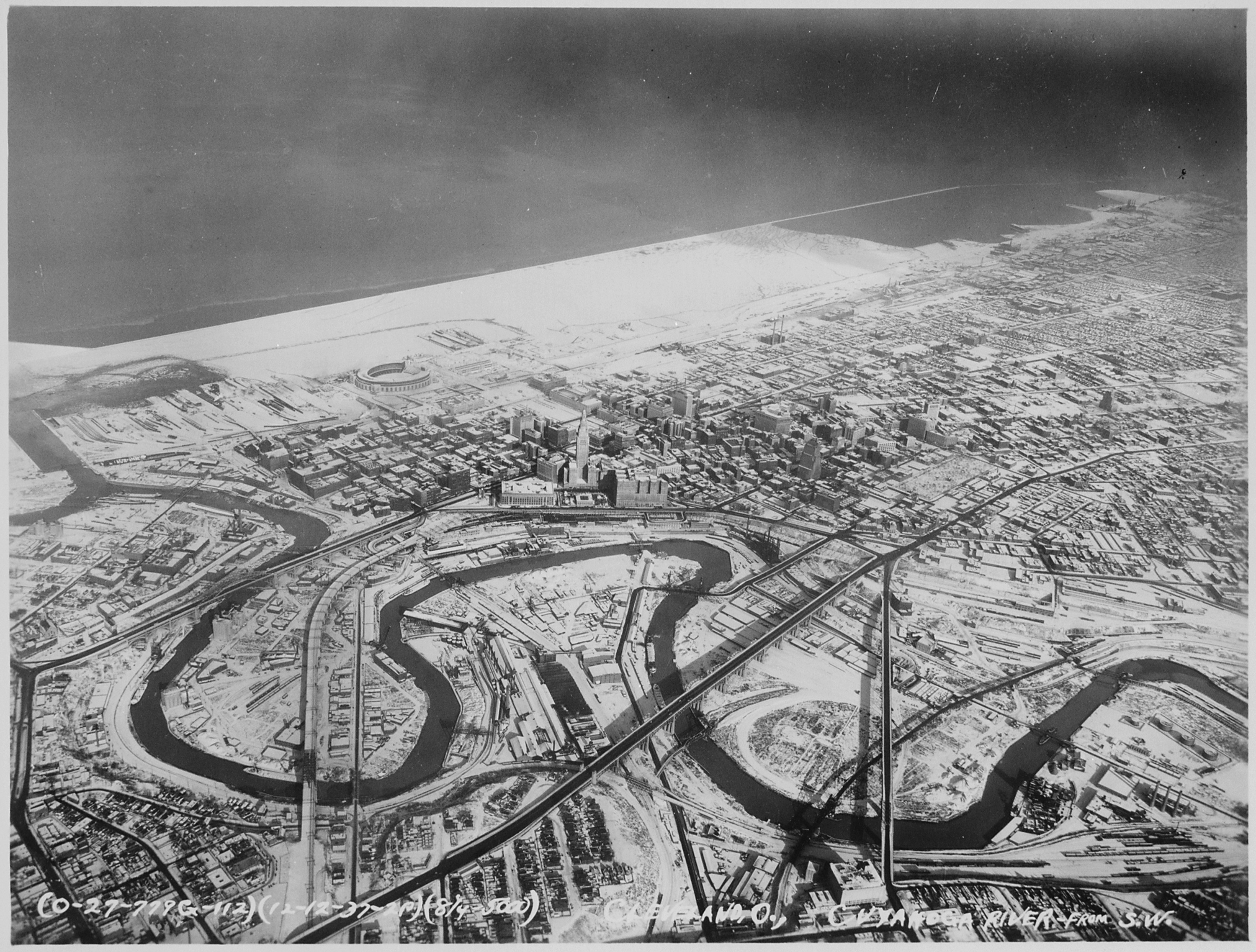
Die Innenstadt von Cleveland 1937. Vorn die Flats, hinten das Gelände der Great Lakes Exposition.

In den Jahren 1936/37 fand am Seeufer vor der Innenstadt die Great Lakes Exposition statt. Die Veranstaltung ähnlich einer Weltausstellung entstand auf Initiative der örtlichen Politik und Wirtschaft und zog innerhalb dieser zwei Jahre insgesamt 7 Millionen Besucher an. Zur gleichen Zeit wurde als Arbeitsbeschaffungsmaßnahme im Zuge des rooseveltschen New Deal am Seeufer vor der Innenstadt der Memorial Shoreway gebaut, Clevelands erste Schnellstraße. Auf der Baustelle waren zeitweise 10.000 Arbeitskräfte eingesetzt.
Ende der 1930er-Jahre erholte sich die Wirtschaft der Stadt nochmals. Die Einwohnerzahl wuchs weiter und erreichte 1950 mit rund 915.000 Personen ihren Höchststand. Cleveland war damit die fünftgrößte Stadt der USA. Die ansässigen American-Football- und Baseballmannschaften, die Browns und die Guardians (vormals Indians), gewannen die Finalrunden ihrer Ligen teils mehrmals hintereinander. 1949 gehörte Cleveland zu den ersten Preisträgern der All-American City, und in den Nachkriegsjahrzehnten wurde die Stadt als best location in the nation (deutsch: „die beste Lage der Nation“) vermarktet.

### Explosion bei der East Ohio Gas
Am Freitag, dem 20. Oktober 1944 nachmittags trat Gas aus einem großen Tank für Flüssigerdgas (LNG) der East Ohio Gas aus. Der Tank, einer von vieren, befand sich in der Nähe des Lake Erie in der East 61st Street, und der vom See kommende Wind drückte das Gas in ein Auffangbecken, von wo aus es in das Abwassersystem der Stadt gelang. Um 14:30 Uhr explodierte das Gas-Luft-Gemisch in den Abwasserkanälen unter den Straßen des Stadtviertels, wobei eine Schachtabdeckung später mehrere Kilometer weiter östlich aufgefunden wurde. Die Bevölkerung war der Meinung, die Feuerwehr habe die Lage unter Kontrolle und kehrte in ihre Wohnhäuser zurück, aber gegen 15:00 Uhr explodierte ein anderer der Tanks und dabei wurde ein etwa 2,5 Quadratkilometer großes Stadtgebiet dem Boden gleichgemacht. Dieses Unglück forderte 131 Tote, 225 Verletzte und es machte 700 Menschen obdachlos.

### Wirtschaftskrise und Strukturwandel

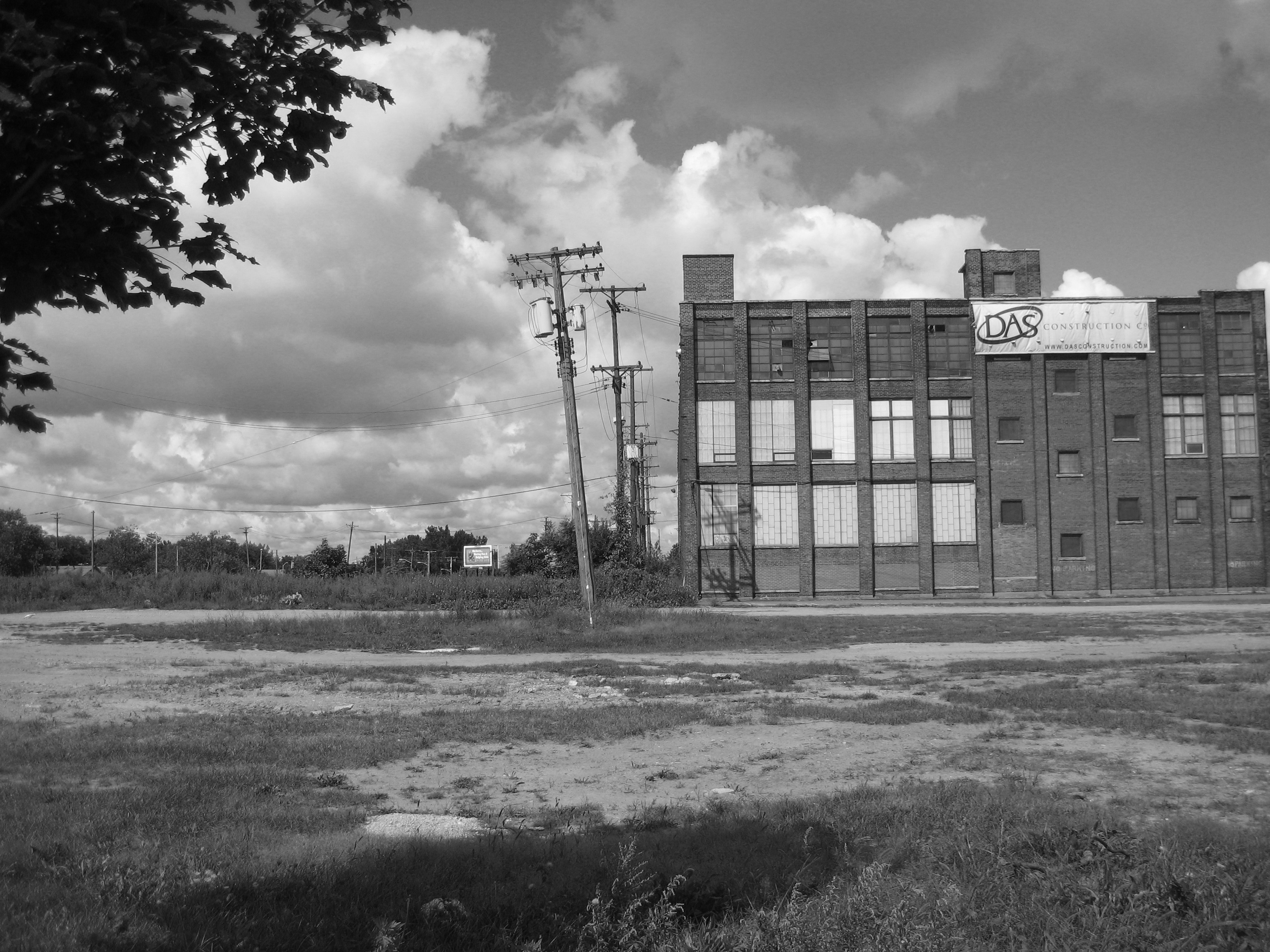
Eine der vielen stillgelegten Fabriken im Osten der Stadt.

Nach Ende des Booms in den Nachkriegsjahren geriet Clevelands Industrie jedoch infolge der zunehmenden Öffnung der Weltmärkte ins Hintertreffen. Viele der ansässigen Unternehmen waren im Vergleich zu internationalen Wettbewerbern nicht konkurrenzfähig. Die Stahlindustrie hatte im Zuge der Stahlkrise zu Beginn der 1970er-Jahre mit hohen Lohnkosten und der zunehmenden Konkurrenz durch billigen Importstahl aus Übersee zu kämpfen. Die Autohersteller hatten im Laufe der Zeit hohe Überkapazitäten aufgebaut, litten unter Missmanagement und gerieten durch die Ölkrise und neue Konkurrenten aus Europa und Japan unter Druck. Dazu kamen vielfach veraltete Produktionsanlagen und verschärfte Umweltauflagen. Der Cuyahoga war inzwischen so verschmutzt, dass seine brennbare Oberfläche 1952 und 1969 Feuer fing. Der brennende Fluss erregte im ganzen Land Aufsehen, was die Politik zum Handeln zwang. Die Industrie hatte jahrzehntelang insbesondere den Fluss bedenkenlos mit ungeklärten Abwässern belastet, nun standen kostspielige Umbauten an, die sich die Eigentümer vielfach nicht leisten konnten oder wollten. Viele Betriebe mussten schließen. Die Arbeitslosigkeit stieg und sehr viele Menschen wanderten ab. Cleveland verarmte. Aus dieser Zeit stammt auch ein zynischer Ausdruck, der bis heute oft als Synonym für die Stadt verwendet wird: The mistake on the lake (deutsch: „Der Irrtum am See“). Einige Jahre später widmete der Songwriter Randy Newman der Stadt den Song Burn On, in dem er den Ort 1972 sarkastisch als „City of Light, City of Magic“ verspottete und auf den Brand des Cuyahoga anspielte: „The Cuyahoga River runs smoking through my dreams“.
Zusätzlich zur schlechten Wirtschaftslage begannen Rassenunruhen die Bürger zu verunsichern. Ein einwöchiger Aufstand vom 18. bis zum 24. Juli 1966 führte zu Neuwahlen des Bürgermeisters, die 1967 mit Carl B. Stokes den ersten schwarzen Bürgermeister einer amerikanischen Großstadt hervorbrachten. Doch den wirtschaftlichen Niedergang der Stadt konnten auch er und seine Nachfolger nicht beenden: Am 15. Dezember 1978 musste sich Cleveland als erste Stadt nach der Großen Depression der 1930er-Jahre für zahlungsunfähig erklären. Erst 1987 konnte dieser Schritt zurückgenommen werden.
Mit dem Niedergang der Schwerindustrie verlagerte sich der ökonomische Schwerpunkt der Stadt im Laufe der Jahrzehnte zunehmend auf die Dienstleistungsbranche. Mittlerweile sind die größten Arbeitgeber in diesem Sektor zu finden, vornehmlich bei Banken, Versicherungen, im Öffentlichen Dienst und im Gesundheitswesen, dort vor allem bei den Universitätskliniken und der renommierten Cleveland Clinic.

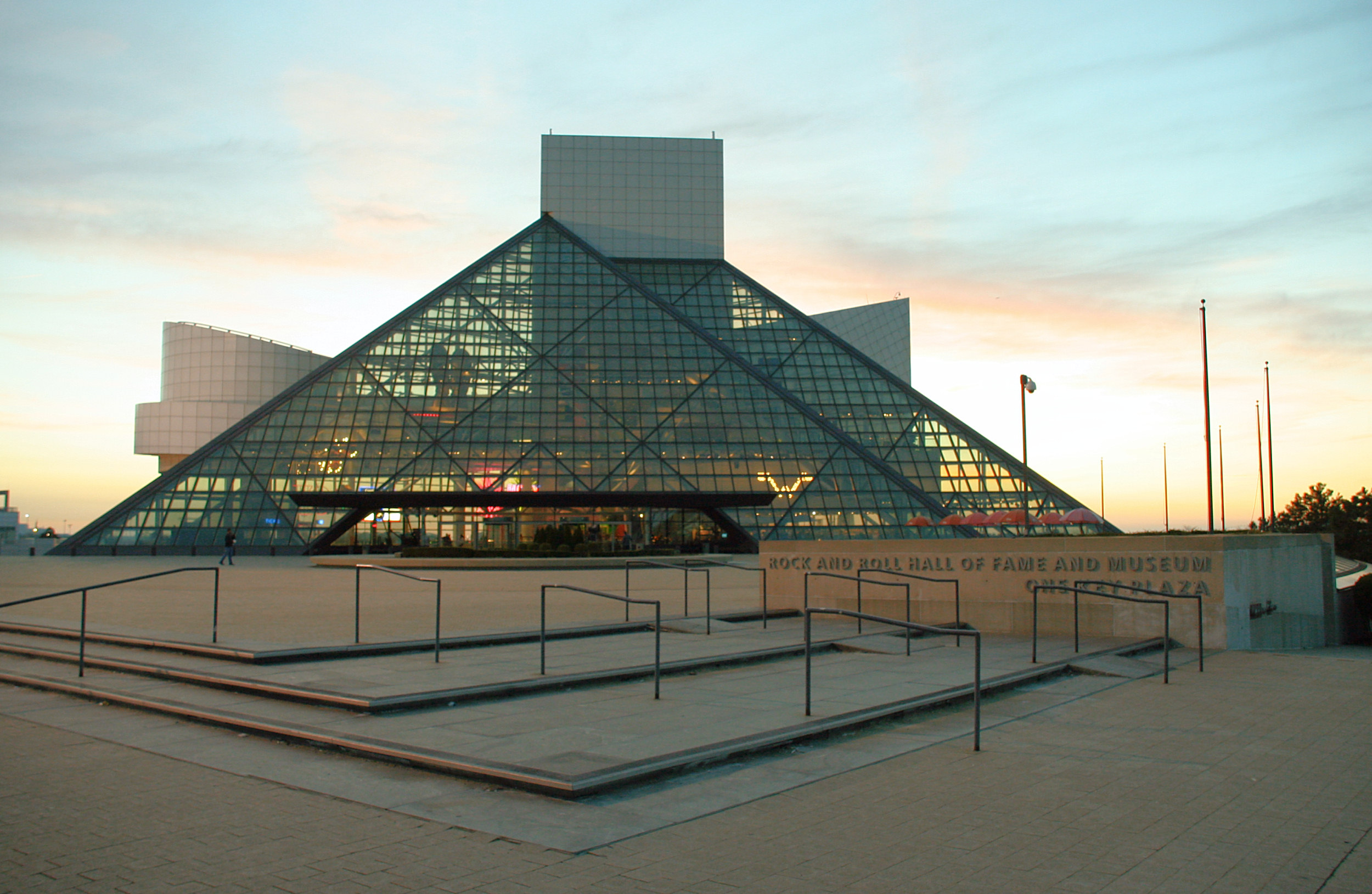
Die Rock and Roll Hall of Fame and Museum

Auch der Fremdenverkehr hat an Bedeutung gewonnen. Ein wichtiger Schritt in diese Richtung war die Gründung des Museums Rock and Roll Hall of Fame im Jahr 1995, das sich wichtigen und einflussreichen Persönlichkeiten im Umfeld des Rock ’n’ Roll widmet. Weitere touristische Bauten und Veranstaltungen sollen helfen, den Verfall der Stadt aufzuhalten. Doch die Stadt steht immer noch vor großen Problemen. Pro Jahr wandern mehrere Tausend Bewohner ab; die noch verbliebene Bevölkerung leidet vielfach unter Armut, schlechter Schulbildung und hoher, vor allem strukturell bedingter Arbeitslosigkeit. Dazu stehen Tausende Wohngebäude leer.
Der Niedergang Clevelands war mehrfach Gegenstand der Forschung. Die Ursachen werden dabei nicht nur in der verschärften Wettbewerbssituation gesehen, sondern auch in einer nachlassenden Innovationskraft der etablierten Industrien, einem sich verschlechterten sozialen und unternehmerischen Klima sowie in dem im Vergleich zu den südlichen Küstenregionen wie etwa dem Silicon Valley recht rauen meteorologischen Klima vor Ort. So wuchs etwa nach der Automobil- und Elektroindustrie kein neuer Industriezweig mehr nach. Bereits bei der nach dem Zweiten Weltkrieg wichtigen Luft- und Raumfahrttechnik konnte Cleveland nicht mehr mithalten. Abgesehen davon waren die negativen Langzeitwirkungen der Großen Depression auf die örtliche Wirtschaft offenbar weit größer als anfänglich gedacht und wurden lediglich vom Boom der Nachkriegsjahre überdeckt.
Für eine mögliche Trendumkehr müsse Kritikern zufolge vor allem die örtliche Bürokratie verringert und die Schulbildung verbessert werden. Darüber hinaus solle sich die Stadt gezielt um die Anwerbung qualifizierter Zuwanderer und ein besseres Investitionsklima bemühen. Potenzial habe Cleveland jedenfalls genug. Auch die Lebensqualität habe sich in den letzten Jahren stark verbessert.

## Bevölkerung

### Ethnische Struktur
Bei der letzten Volkszählung im Jahr 2010 kam Cleveland auf 396.815 Einwohner. Die Stadt ist mit einem Anteil von 51 % Afroamerikanern die einzige Großstadt in Ohio mit mehrheitlich schwarzer Wohnbevölkerung. Der Anteil liegt damit weit höher als etwa in Ohio (11,5 %) oder im US-Durchschnitt (12,3 %), wie es für industriell geprägte Großstädte im Norden der Vereinigten Staaten typisch ist. Zudem bilden die rund 244.000 Afroamerikaner die größte schwarze Gemeinde in Ohio überhaupt.
Zweitgrößte Bevölkerungsgruppe sind die Weißen mit einem Anteil von 41,5 %. Dazu kommen rund 1.500 Indianer und 6.500 Asiaten sowie 17.200 Angehörige anderer Ethnien und 10.700 Personen mit gemischtem ethnischen Hintergrund. Als Hispanics betrachten sich 7,3 % der Gesamtbevölkerung; knapp drei Viertel von ihnen stammen aus Puerto Rico.
Unter der weißen Bevölkerung haben Familien mit deutschen Vorfahren mit 22,25 % den größten Anteil, gefolgt von Iren (19,65 %), Polen (11,58 %) und Italienern (11,1 %). Englische Wurzeln gaben dagegen nur 6,63 % an. Der hohe Anteil deutschstämmiger Bevölkerung ist dabei typisch für Ohio (21,42 %), der vergleichsweise geringe Anteil an Engländern ist kennzeichnend für den Nordosten des Bundesstaates.
Das Stadtgebiet ist zwischen den verschiedenen Ethnien stark segregiert. Während die weißen Bevölkerungsgruppen im westlichen und südlichen Teil der West Side, an der South Side sowie am Ufer des Eriesee wohnen, leben die Schwarzen fast ausschließlich auf der East Side, vornehmlich östlich der East 55th Street. Die Hispanics wohnen an der inneren West Side, und die asiatischstämmigen Bevölkerungsgruppen konzentrieren sich auf der inneren East Side, unmittelbar hinter der Innenstadt.

### Situation der Indianer
Da Cleveland in einem Gebiet entstand, das auch für die dortigen Bewohner noch recht junges Siedlungsland war, blieb die Zahl der Indianer in der Stadt lange Zeit gering. Die Volkszählung von 1900 weist für Cleveland nur zwei Indianer auf, 1910 waren es 48 und 1920 nur 34. Erst nach dem Zweiten Weltkrieg wuchs die Zahl auf 109 im Jahr 1950, dazu kamen 57 Indianer im Cuyahoga County. Bis in die 1970er-Jahre stieg, entsprechend dem Bedarf an Arbeitskräften, auch die Zahl der Indianer. 1960 wohnten bereits 391 in der Stadt, im County 464. In dieser Zeit setzten verstärkt Assimilationsversuche ein, eingeleitet durch die Auflösung der Reservate im Zuge des Urban Indian Relocation Program. 1952 war Cleveland eine der ersten acht Städte in den USA, die an diesem Programm teilnahmen. Zahlreiche Indianer siedelten sich daraufhin in und um Cleveland an, ihre Zahl stieg bald auf über 5.000. Die meisten von ihnen kamen aus dem Westen. Um 1980 zogen jedoch viele Indianer, ihrer kulturellen Wurzeln bewusster geworden, wieder zu ihren Familien in die Reservate.
Russell Means, ein Dakota-Sioux, wurde im Rahmen der Bürgerrechtsbewegung der wichtigste Indianerführer in Cleveland. Er gründete 1969 das Kultur- und Sozialzentrum Cleveland American Indian Center, zu dem 1.200 Indianer gehörten. Zunächst standen soziale Aufgaben zugunsten der meist armen Mitglieder im Vordergrund, doch im Laufe der 1970er-Jahre kamen kulturelle Aufgaben hinzu. 1990 entstand zudem die Indianervereinigung Lake Erie Native American Council (LENAC), dazu kam 1992 anlässlich der 500-Jahr-Feier der Entdeckung Amerikas durch Christoph Kolumbus das 500-Year Committee.
Im Greater Cleveland wurden 1980 genau 1.603 Indianer gezählt, 1990 waren es bereits wieder 2.706. 2000 lebten 2.529 Indianer im County, davon 1.458 in Cleveland selbst.

### Bevölkerungsentwicklung

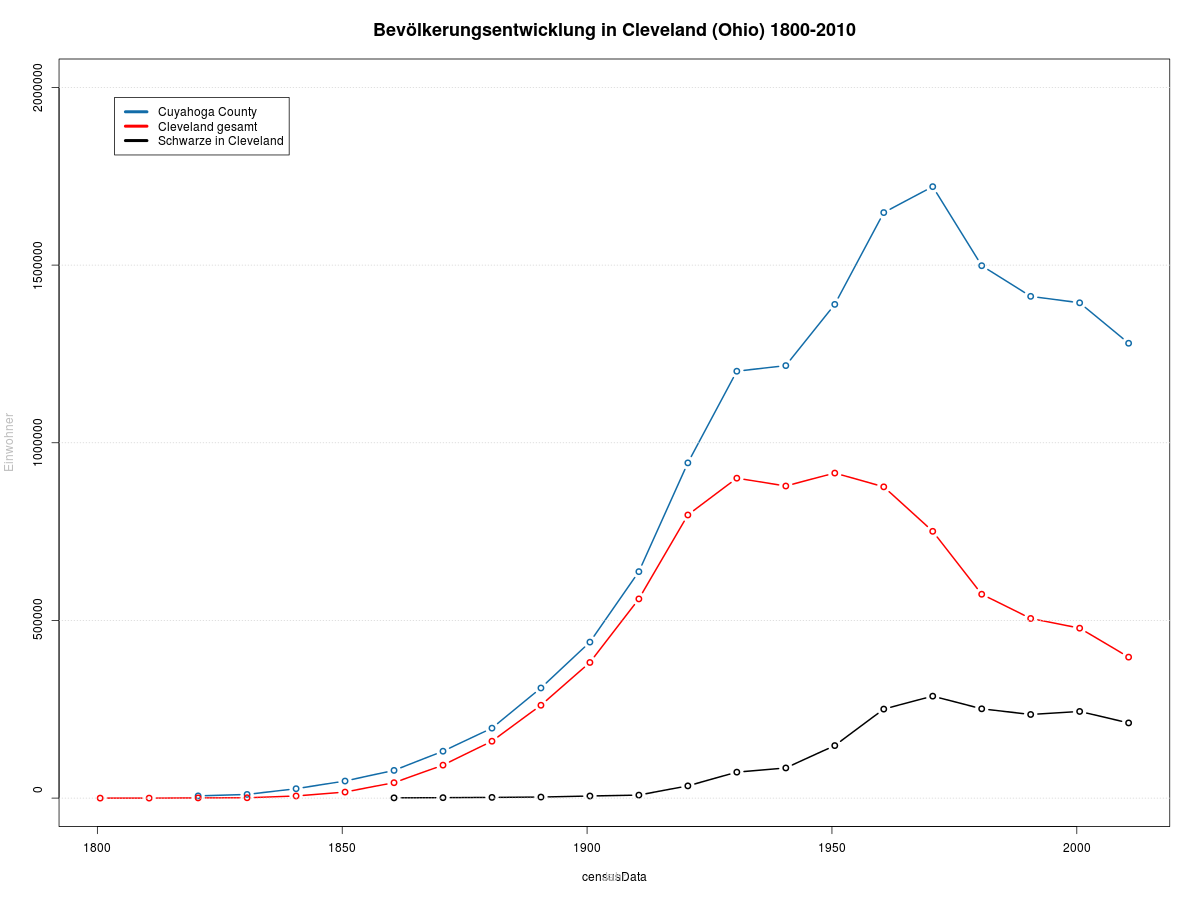
Entwicklung der Einwohnerzahl von 1800 bis 2010.

In den ersten Jahrzehnten nach seiner Gründung war Cleveland ein wirtschaftlich unbedeutender und für Zuwanderer wenig attraktiver Ort. Im Jahr 1800, vier Jahre nach der Gründung, wurden sieben Einwohner (und eine Schnapsbrennerei) verzeichnet, 1830 waren es gut 1000 Einwohner. Erst nach Eröffnung der Kanäle und dem Bau der Eisenbahnen stieg die Bevölkerungszahl rasch an. Schon 1850 fand sich Cleveland unter den 50 größten Städten der USA; um 1900 war Cleveland mit über 380.000 Einwohnern bereits die siebtgrößte Stadt des Landes. Das Jahr 1950 markierte mit 914.808 Einwohnern den Höhepunkt der Population – wie auch in vielen anderen Industriestädten im Nordosten der USA. Seit diesem Höchststand ist die Einwohnerzahl um mehr als die Hälfte gesunken.
| Jahr       | 1970    | 1980    | 1990    | 2000    | 2010    | 2020    |
| ---------- | ------- | ------- | ------- | ------- | ------- | ------- |
| Einwohner¹ | 750.903 | 573.822 | 505.616 | 477.450 | 396.697 | 372.624 |

¹ 1980–2020: Volkszählungsergebnisse des US Census Bureau

### Wanderungsbewegungen und soziale Probleme
Die Einwanderer der ersten Jahrzehnte stammten vornehmlich von den Britischen Inseln und Mitteleuropa. Ab 1870 wanderten verstärkt Osteuropäer und Deutsche ein. Die Deutschamerikaner bildeten um 1900 mit 40.000 Personen die größte Bevölkerungsgruppe in der Stadt. Um 1930 war Cleveland zudem mit 43.000 Personen die größte ungarische Siedlung außerhalb Europas. Mit dem Ersten Weltkrieg endete die Zuwanderung aus den meisten europäischen Staaten allerdings aufgrund der veränderten Gesetzeslage schlagartig.
Nachdem aber auch weiterhin Arbeitskräfte für die Industrie gebraucht wurden, wurden vermehrt Schwarze aus dem armen Südosten der USA angeworben, die im Rahmen der Great Migration in die Industriestädte des Nordens zogen. Diese wanderten bis etwa 1970 und in großer Zahl ein, blieben aber im Gegensatz zu den Europäern meistens sozial schlecht integriert, arm und schlecht ausgebildet. Als die industrielle Basis nach und nach wegbrach, blieben zehntausende Schwarze ohne Ausbildung in der Arbeitslosigkeit zurück.
Gleichzeitig setzte aufgrund sozialer und ethnischer Spannungen eine massive Abwanderung weißer Bevölkerungsgruppen in die Vororte (white flight) ein. Da die Schwarzen mehrheitlich in Cleveland blieben, stieg ihr Anteil bei rapide sinkender Gesamtbevölkerung von 28,5 % (1960) auf 51 % (2000) an. In den letzten Jahren wanderte jedoch auch die wachsende schwarze Mittelschicht in die östlichen Vororte ab, so dass die Stadt insgesamt immer weiter verarmt und sich entvölkert. Einige Stadtteile an der East Side haben dadurch seit 1950 über drei Viertel ihrer Einwohner verloren.
Der Niedergang der Industrie und die über Jahrzehnte andauernde Segregation und Abwanderung haben erhebliche Probleme mit sich gebracht. Cleveland hat für den anhaltenden Strukturwandel zu wenig qualifizierte Zuwanderer und zu wenig Hochqualifizierte. Stattdessen herrschen in weiten Bereichen soziale Randgruppen vor. Rund ein Drittel der Bevölkerung besitzt keinen Schulabschluss, viele Bewohner sind alleinerziehend oder stammen aus problematischen Familienverhältnissen und können somit auf dem Arbeitsmarkt nur sehr schwer vermittelt werden.

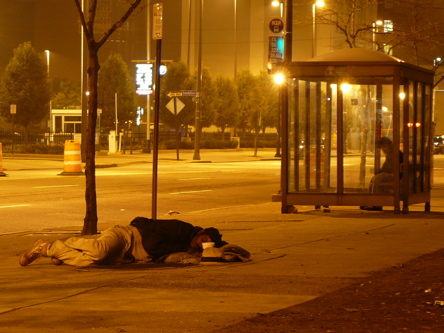
Ein Obdachloser nächtigt auf einer Straße in der Innenstadt.

Gleichzeitig mangelt es an billigem Wohnraum, was sich in einer hohen Zahl von Wohnungslosen bemerkbar macht. 2007 gab es im County schätzungsweise rund 20.000 Personen ohne gesicherten Wohnsitz, das entspricht etwa 1,5 % der Gesamtbevölkerung. Etwa ein Fünftel davon, 4.300 Personen, waren gänzlich obdachlos, lebten also dauerhaft auf der Straße. Rund 40 % der männlichen Wohnungslosen haben zwar eine Arbeitsstelle, können sich aber trotzdem keine Mietwohnung leisten.

### Kriminalität
Die Kriminalität ist in Cleveland im Laufe der letzten Jahre beinahe stetig zurückgegangen. 2009 wurden rund 20 % weniger Delikte verzeichnet als noch rund zehn Jahre zuvor. Dennoch gehört Cleveland immer noch zu den vergleichsweise gefährlichen Großstädten der USA. 2008 kamen statistisch gesehen 23,5 Morde auf 100.000 Einwohner, das waren mehr als etwa in Chicago (18,0), aber immer noch deutlich weniger als beispielsweise in den Problemstädten St. Louis (46,9) und Detroit (33,8) oder auch in Washington, D.C. (31,4). Bei Vergewaltigungen und Raubdelikten weist Cleveland allerdings mit 98 und 878 Delikten pro 100.000 Einwohner den jeweils höchsten Wert aus. Im Bereich Eigentumsdelikte gehört die Stadt mit 5.784 Fällen je 100.000 Einwohner zum oberen Mittelfeld.
Schwerpunkte und vorherrschende Delikte haben sich zusammen mit der Stadt im Laufe der Zeit deutlich verändert. Bevor Cleveland in der Zeit der Prohibition zu einem Zentrum der Organisierten Kriminalität und des illegalen Glücksspiels wurde, bereiteten im späten 19. Jahrhundert vor allem Trunkenheit, Schlägereien und illegale Prostitution Probleme. Nach dem Zweiten Weltkrieg blieb die Mafia zwar weiterhin aktiv, doch erwies sich nun vor allem die mangelnde Vertrauensbasis zwischen den zugewanderten Schwarzen und den weißen Polizeikräften in den Vorstädten als problematisch. Dazu ließen zerrüttete Familienverhältnisse die Jugendkriminalität ansteigen. Die Polizei begegnete diesen Problemen mit mehr schwarzem Personal und mittels Gewalt- und Drogenprävention.

### Religion

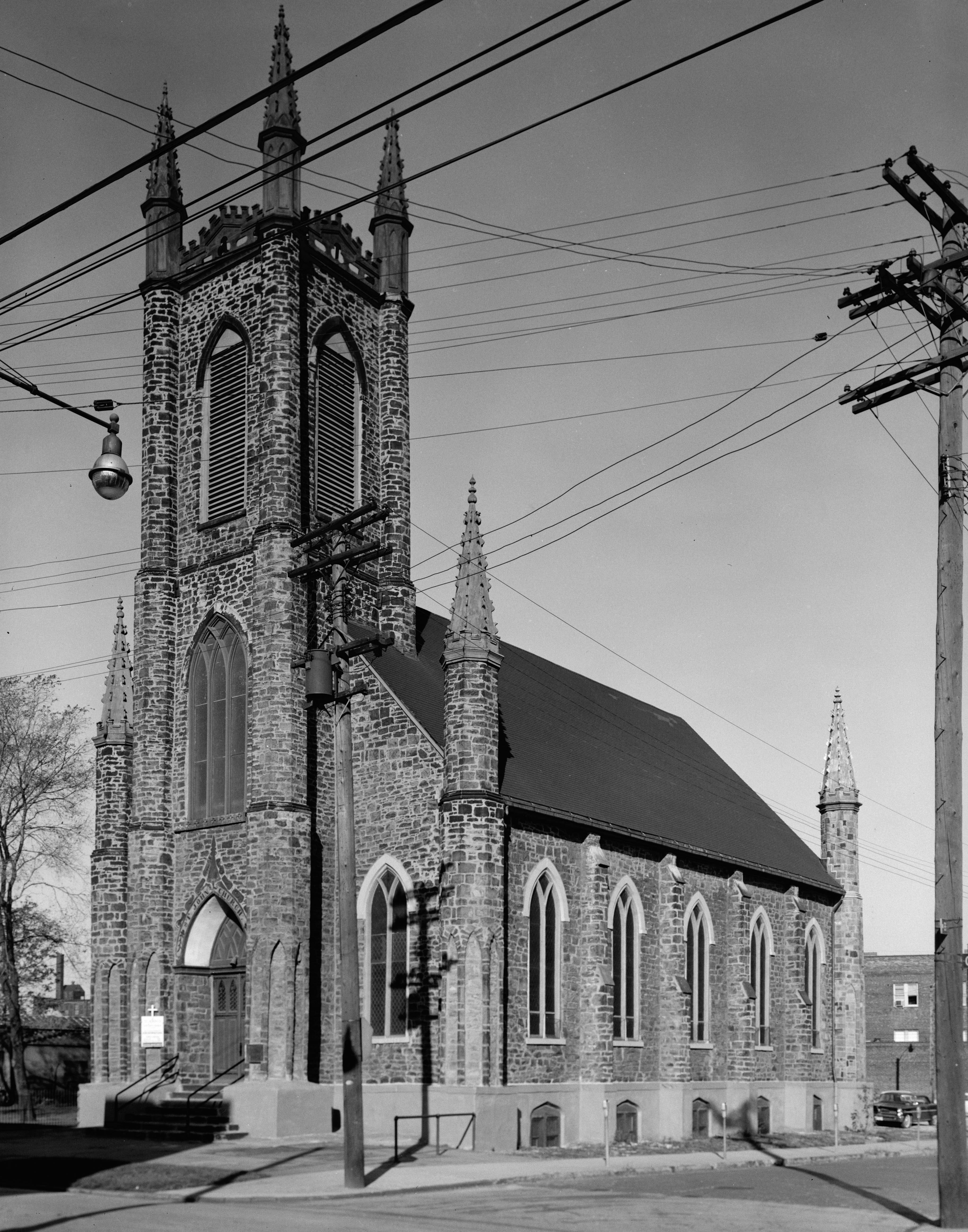
St. John’s Episcopal von 1838, der älteste erhaltene Kirchenbau der Stadt

Genaue Angaben zur Religionszugehörigkeit der Bewohner Clevelands selbst gibt es nicht. Bezogen auf den gesamten County bildet die römisch-katholische Kirche mit 35 % Anteil die größte religiöse Gruppierung. Damit erreicht sie verglichen mit Ohio (19,7 %) einen erheblich höheren Anteil an der Gesamtbevölkerung. Weitere 14,4 % bezeichnen sich als protestantisch, wobei durch den hohen Anteil an Baptisten unter den afroamerikanischen Bevölkerungsgruppen der Anteil der Protestanten in Cleveland selbst erheblich höher liegen dürfte. Gut 1 % der Bevölkerung bekennt sich zum orthodoxen Glauben. Zudem gibt es im County rund 79.000 Juden sowie etwa 20.000 Muslime, darunter 35 % Konvertiten. Fernöstliche Religionen wie die Buddhisten bilden kleine Randgruppen mit wenigen hundert Mitgliedern.
In seinen Anfangsjahren war Cleveland dagegen fast ausschließlich protestantisch geprägt. Die Bevölkerung gehörte beinahe geschlossen der kongregationalistischen und der presbyterianischen Kirche an. In der zweiten Hälfte des 19. Jahrhunderts stießen vor allem aus Deutschland und Irland vermehrt Katholiken hinzu und lösten um 1900 die New-England-Kirchen als vorherrschende Religionsgemeinschaft ab. Infolge der White flight verlor die katholische Kirche jedoch wieder an Gewicht, vornehmlich zugunsten der protestantischen, schwarzen Kirchen. Gleichzeitig verbreiterte sich das religiöse Spektrum durch Zuwanderer aus Ländern außerhalb Europas erheblich. Die islamische Glaubensgemeinschaft wuchs vor allem zwischen 1960 und 1990 zu ihrer heutigen Größe heran.

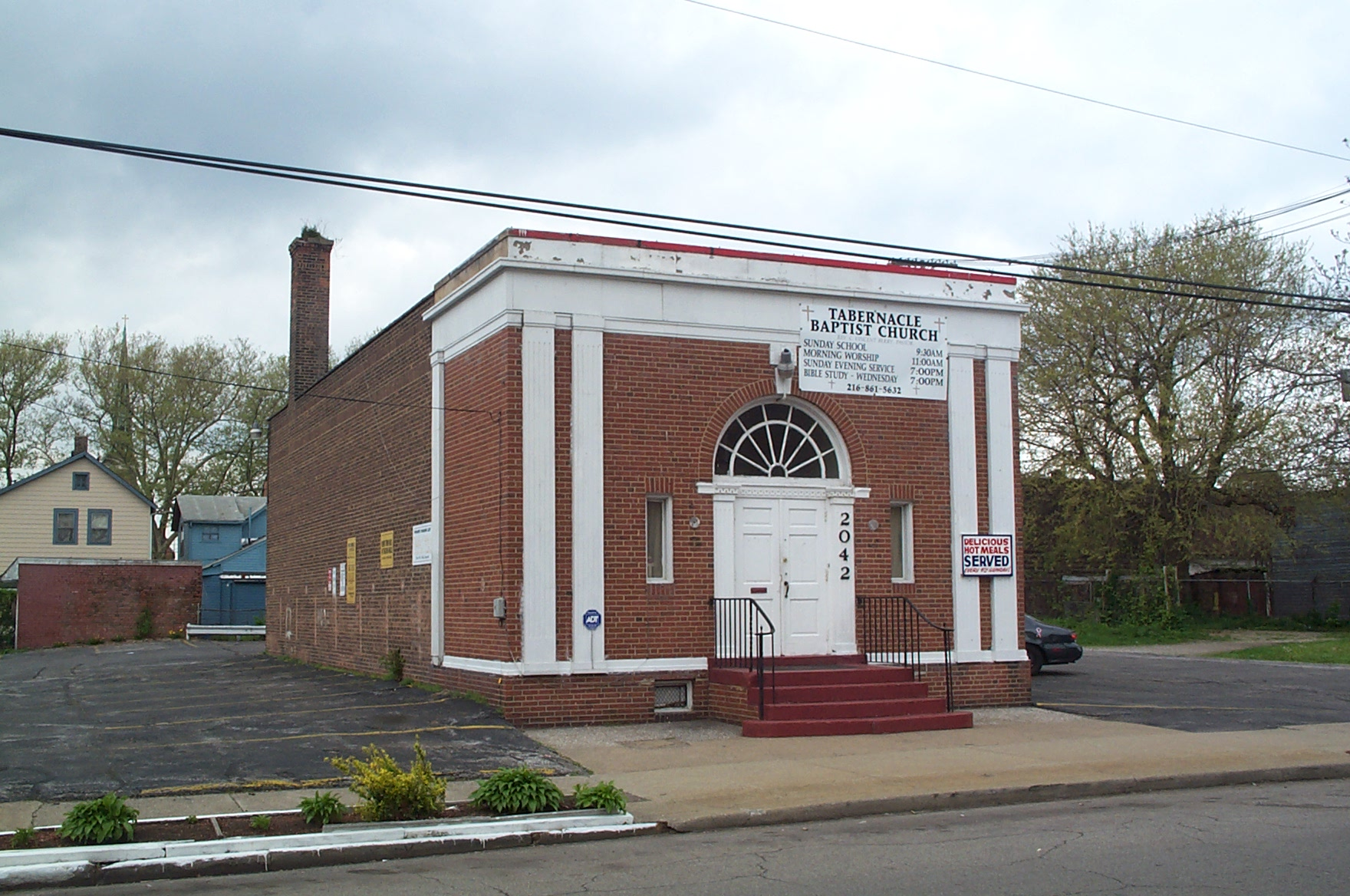
Typisches Gebetshaus in einer ärmeren Gegend

Besonders die christlichen Gruppierungen zeichnen sich durch ihre Zersplitterung aus; die Zugehörigkeit orientiert sich nicht nur an der Konfession, sondern auch an Herkunft, Ethnie, sozialem Status und dem Grad der Assimilation. So gibt es beispielsweise ähnlich viele orthodoxe Pfarreien nebeneinander wie Einwanderernationen mit entsprechendem Glaubenshintergrund. Der Grund liegt in der Autokephalie der orthodoxen Kirchen, wonach sich die meisten Pfarreien bis heute nicht als Mitglied der Orthodoxen Kirche in Amerika (OCA), sondern ihrer jeweiligen Heimatkirchen sehen. Auch waren die Schwarzen infolge der anfänglich praktizierten Rassentrennung trotz gleicher Konfession auf eigene Pfarreien angewiesen, wobei wiederum die Mittelschicht andere Kirchen besuchte als die Unterschicht. Und bei den Europäern verteilten sich die unterschiedlichen Einwanderergenerationen je nach Heimatbewusstsein auf verschiedene Kirchen gleicher Konfession. Lediglich die Puerto Ricaner integrierten sich mehrheitlich in etablierte Pfarreien.
Die räumliche Verteilung der Anhänger der Glaubensgemeinschaften orientiert sich an der Bevölkerungsstruktur. An der West Side wohnen weiße Protestanten und Katholiken nebeneinander, an der South Side vorwiegend Katholiken, und in den schwarzen Wohnvierteln auf der East Side bilden die Protestanten die stärkste Gruppe. Die einst bedeutende jüdische Gemeinde ist bis auf einen kleinen Rest in die östlichen Vororte abgewandert.

## Politik

### Politische Strömungen
Während große Teile Ohios vorwiegend die Republikaner unterstützen, gilt der Raum Cleveland seit dem New Deal als Hochburg der Demokraten. Die Demokraten haben im Stadtrat fast alle Sitze – ein Ratsherr trat 2010 zu den Grünen über – und stellten seit den 1930er-Jahren fast alle Bürgermeister. Ebenso sind alle zuständigen Mitglieder des Senats und des Repräsentantenhauses von Ohio sowie beide Kongressabgeordneten Demokraten. Bei den Präsidentschaftswahlen 2008 gewann Barack Obama im Cuyahoga County 68,69 % der Stimmen, während es in ganz Ohio nur 51,5 % waren.

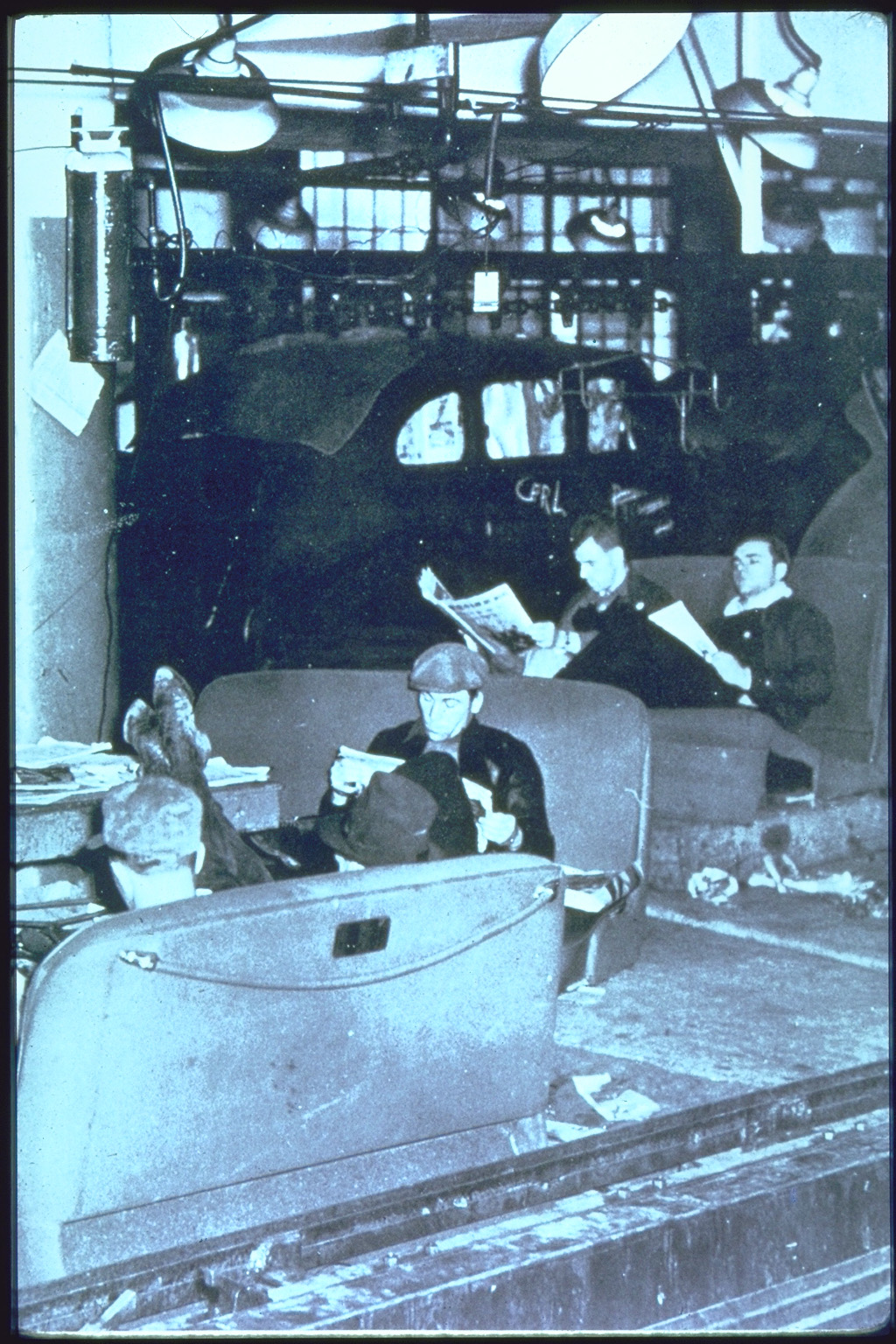
Der Sitzstreik bei General Motors–Fisher Body nahm Ende 1936 in Cleveland seinen Anfang.

Während der Industrialisierung entwickelten sich zudem die Gewerkschaften zu einer wichtigen gesellschaftlichen Größe. Zunächst nur in kleinen Gruppen organisiert verhalfen sie den Fabrikarbeitern ab Ende des 19. Jahrhunderts zu stetiger materieller Verbesserung ihrer Lebensverhältnisse. In den 1930er-Jahren bildeten sich mit den United Auto Workers (UAW) und den United Steelworkers (USW) die beiden wichtigsten Gewerkschaften heraus. Nach 1980 schwand ihr Einfluss mit dem Niedergang der Industrie jedoch wieder. Radikale, sozialistische Bewegungen wie in Europa konnten sich in Cleveland aufgrund der sichtbaren materiellen Zugewinne bei den Arbeitern nicht durchsetzen.
In der Spätphase der Industrialisierung war Cleveland zudem stark von linksliberalen, sogenannten progressivistischen Strömungen geprägt. Führende Kommunalpolitiker aus dieser Zeit setzten sich besonders für soziale Belange ein, was vornehmlich dem Justizapparat und dem Gesundheitswesen zugutekam. Ebenso führten sie einen langen Kampf für erweiterte Rechte der Stadt im Sinne einer kommunalen Selbstverwaltung. Das führte 1912 schließlich zu einer entsprechenden Änderung der Verfassung des Staates Ohio, dem Home Rule Amendment, die Cleveland 1914 mit als erste umsetzte.
Seit den 1920er-Jahren wuchs der politische Einfluss der zugewanderten afroamerikanischen Bevölkerungsgruppen. 1927 gab es bereits drei Schwarze im Stadtrat, seit Mitte der 1960er-Jahre halten sie rund die Hälfte der Sitze. 1967 stellten sie mit Carl Stokes erstmals den Bürgermeister. Allerdings standen dem wachsenden politischen Einfluss noch lange Zeit Armut, Diskriminierung und eine schlechte Wohnsituation gegenüber. Das führte in den 1960er-Jahren zu Rassenunruhen, die 1966 schließlich zum Aufstand führten.

### Stadtvertretung
Clevelands Stadtvertretung ist nach dem Mayor-Council-System organisiert und regiert nach dem Strong-Mayor-Prinzip. Dabei wird neben dem Stadtrat (City Council) auch der Bürgermeister (Mayor) direkt gewählt. Der Stadtrat bildet nur die Legislative, während der Bürgermeister als alleiniger Chef der Exekutive über weitreichende Befugnisse verfügt (Strong Mayor). Beider Amtszeiten betragen vier Jahre. Diese Form der Stadtregierung ist für US-amerikanische Großstädte typisch.
Der Stadtrat besteht aus 19 Mitgliedern und ist damit für US-amerikanische Verhältnisse sehr groß. Jedes Mitglied wird in einem der 19 Wahlbezirke Clevelands (Wards) durch Mehrheitswahl bestimmt. Die Anzahl der Wahlbezirke und der Wahlmodus der Ratsmitglieder wurde in den letzten 200 Jahren mehrfach und teils tiefgreifend verändert. Hintergrund waren die Bekämpfung der anfänglichen Korruption, die Bevölkerungsentwicklung sowie politische Auseinandersetzungen über die Systemfrage insgesamt. Die heutige Aufteilung in 19 Wahlbezirke wurde mit der Wahlperiode 2010–2013 eingeführt. Davor waren es noch 21 wards gewesen.

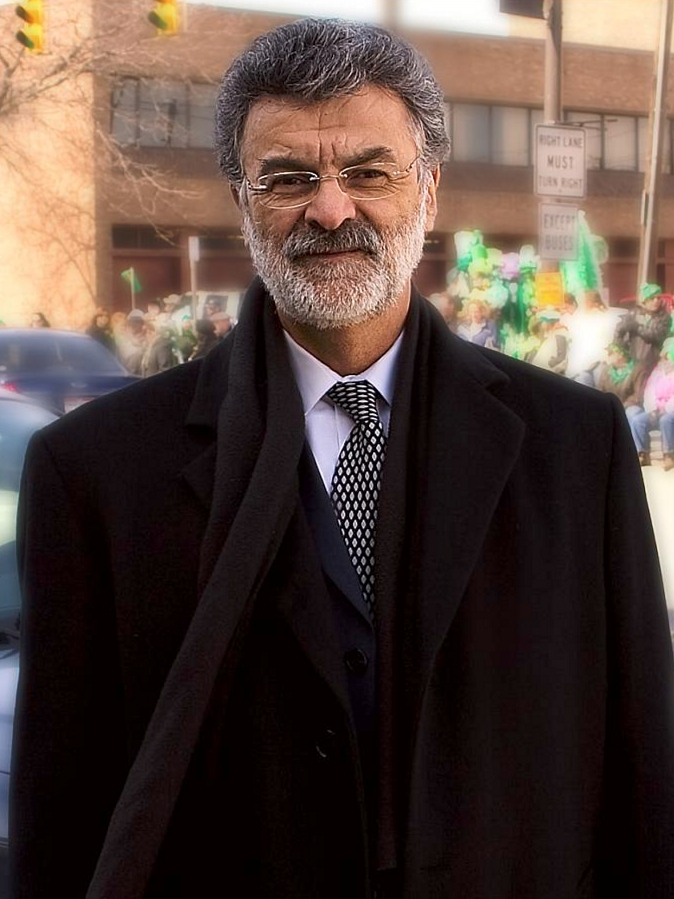
Bürgermeister Frank G. Jackson

Bürgermeister ist seit 2006 der Demokrat Frank G. Jackson (* 1946). Als langjähriges Mitglied und zuletzt Vorsitzender des Stadtrats setzte er sich mit annähernd 55 % gegen die damalige Amtsinhaberin Jane L. Campbell durch. Etliche seiner Amtsvorgänger machten später Karriere als Senatoren, Gouverneure oder Bundesrichter.
Der Bürgermeister wird seit 1977 mit absoluter Mehrheit und nicht parteipolitisch (non-partisan) gewählt. Bei den Vorwahlen treten unterschiedlichste Kandidaten an, die derselben oder auch gar keiner Partei angehören. So können sich wie bei der letzten Stichwahl zwei Mitglieder ein und derselben Partei gegenüberstehen.

### Verwaltungsstruktur

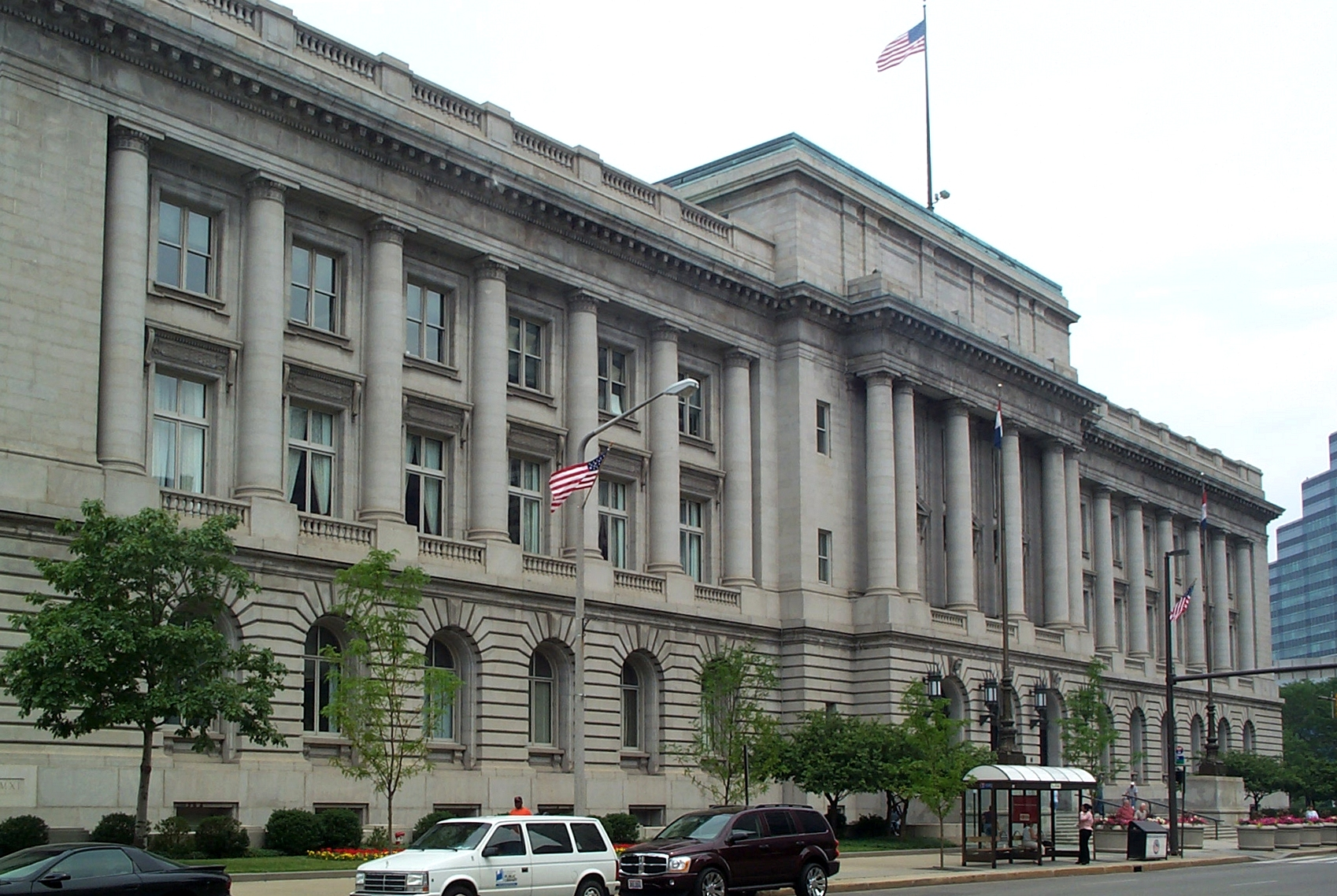
Das Rathaus

Eine zusammenhängende und geordnete Stadtverwaltung gibt es in Cleveland erst seit 1914. Das beruht auf der Verfassungsänderung von 1912, wodurch die heutige Rechtsgrundlage für die kommunale Selbstverwaltung geschaffen wurde. Davor bestand in der Stadt ein City-Commission Government, wonach die einzelnen Abteilungs- und Behördenleiter direkt gewählt wurden. Dieses Verfahren hatte sich wiederholt als chaotisch, ineffizient, korrupt und den komplexen Aufgaben einer Großstadt nicht gewachsen herausgestellt.
Die Verwaltung gliedert sich in insgesamt acht Hauptabteilungen und rund zwei Dutzend Unterabteilungen. Neben den laut Verfassung von Ohio vorgeschriebenen Abteilungen für Recht, Finanzen, öffentliche Sicherheit, Bauhof, Versorgungsbetriebe und Soziales nimmt vor allem der Bereich Wirtschaft und Stadtplanung breiten Raum ein. Für einige Zuständigkeiten wurden gemeinsam mit den Umlandgemeinden Zweckverbände eingerichtet. Dazu gehören der Nahverkehr in Gestalt der Greater Cleveland Regional Transit Authority (RTA), die Abwasserbeseitigung, der Soziale Wohnungsbau und die Regionalplanung.

### Haushalt
Der städtische Haushalt 2009 sah Einnahmen in Höhe von 512,1 Millionen und Ausgaben von in Höhe von 541,5 Millionen US-Dollar vor. Mit Abstand wichtigste Einnahmequelle war die Einkommensteuer (Income Tax) mit 290 Millionen; den größten Ausgabeposten bildete die öffentliche Sicherheit (Public Safety) aus Polizei, Feuerwehr und Rettungsdienst mit 317 Millionen. Dazu rechneten die kommunalen Versorgungsbetriebe mit 641,1 Millionen Dollar Umsatz. Ende 2007 betrugen die Schulden 3,32 Milliarden US-Dollar bei 2,36 Milliarden Dollar Eigenkapital.

### Städtepartnerschaften
Städtepartnerschaften bestehen zwischen Cleveland und folgenden Städten:
| - Lima, Peru, seit 1964 - Brașov, Rumänien, seit 1973 - Ibadan, Nigeria, seit 1974 - Ljubljana, Slowenien, seit 1975 - Taipeh, Republik China (Taiwan), seit 1975 - Bangalore, Indien, seit 1975 - Alexandria, Ägypten, seit 1977 - Cholon, Israel, seit 1977 - Cleveland, Vereinigtes Königreich, seit 1977 - Heidenheim an der Brenz, Deutschland, seit 1977 - Wolgograd, Russland, seit 1990 - Danzig, Polen, seit 1990 - Bratislava, Slowakei, seit 1990 - Conakry, Guinea, seit 1991 | - Segundo Montes, El Salvador, seit 1991 - Klaipėda, Litauen, seit 1992 - Miskolc, Ungarn, seit 1995 - Achill Island, Irland, seit 2003 - Bahir Dar, Äthiopien, seit 2004 - Fier, Albanien, seit 2006 - Rouen, Frankreich, seit 2008 - Vicenza, Italien, seit 2009 - Bet Scheʾan, Israel, seit 2019 - Novi Sad, Serbien, seit 2023 - Bursa, Türkei, seit 2023 - Kapstadt, Südafrika, seit 2023 - Kigali, Ruanda, seit 2023 - Tema, Ghana, seit 2023 |

## Kultur und Sehenswürdigkeiten

### Kunst und Museen

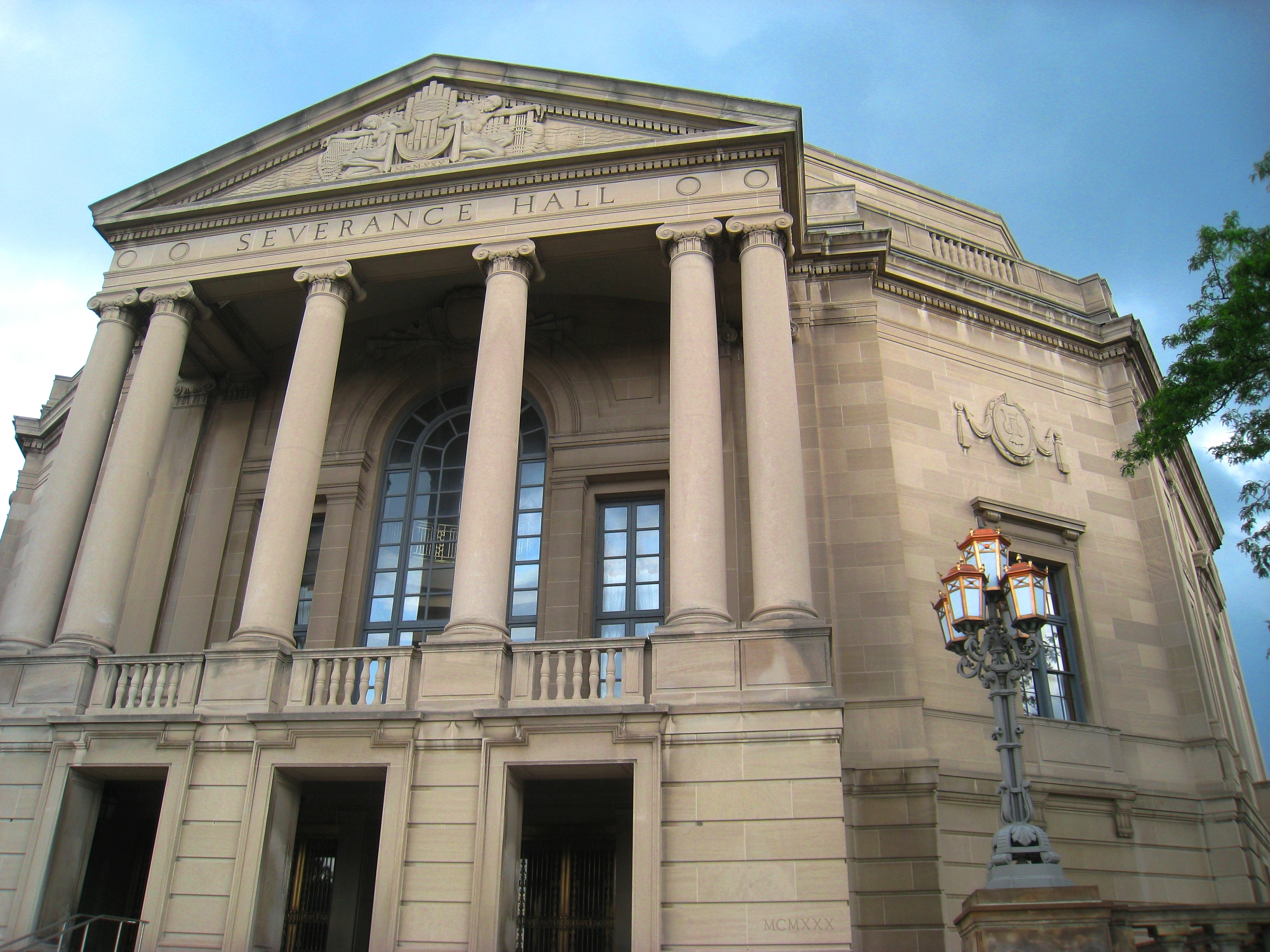
Die Severance Hall, das Konzerthaus des Cleveland Orchestra

Cleveland beherbergt zahlreiche kulturelle Institutionen. Viele von ihnen gehen auf die Zeit zwischen 1910 und 1925 zurück, als sich Cleveland auf dem ersten Höhepunkt seiner Entwicklung befand. In den darauffolgenden Zeiten des Niedergangs hatte die klassische Kultur dagegen keinen leichten Stand. Erst als die Wirtschaft der Stadt umstrukturiert werden musste und touristische Maßnahmen in den Blick der Öffentlichkeit rückten, gab es wieder Neugründungen wie die Oper (1976), das Ballett (1976), das Kammerorchester (1980) und den Sängerchor (1982). In den 1990er-Jahren kamen an der Lakefront, dem Seeufer vor der Innenstadt, neue Museen hinzu, darunter auch die 1995 eröffnete Rock and Roll Hall of Fame.
Das ansässige Symphonieorchester Cleveland Orchestra unter Leitung von Chefdirigent Franz Welser-Möst zählt zu den Großen Fünf (Big Five) klassischen Symphonieorchestern der Vereinigten Staaten. Es wurde 1918 gegründet und ist seit 1931 in der Severance Hall beheimatet und gehört zu den weltweit meistbeachteten Ensembles.

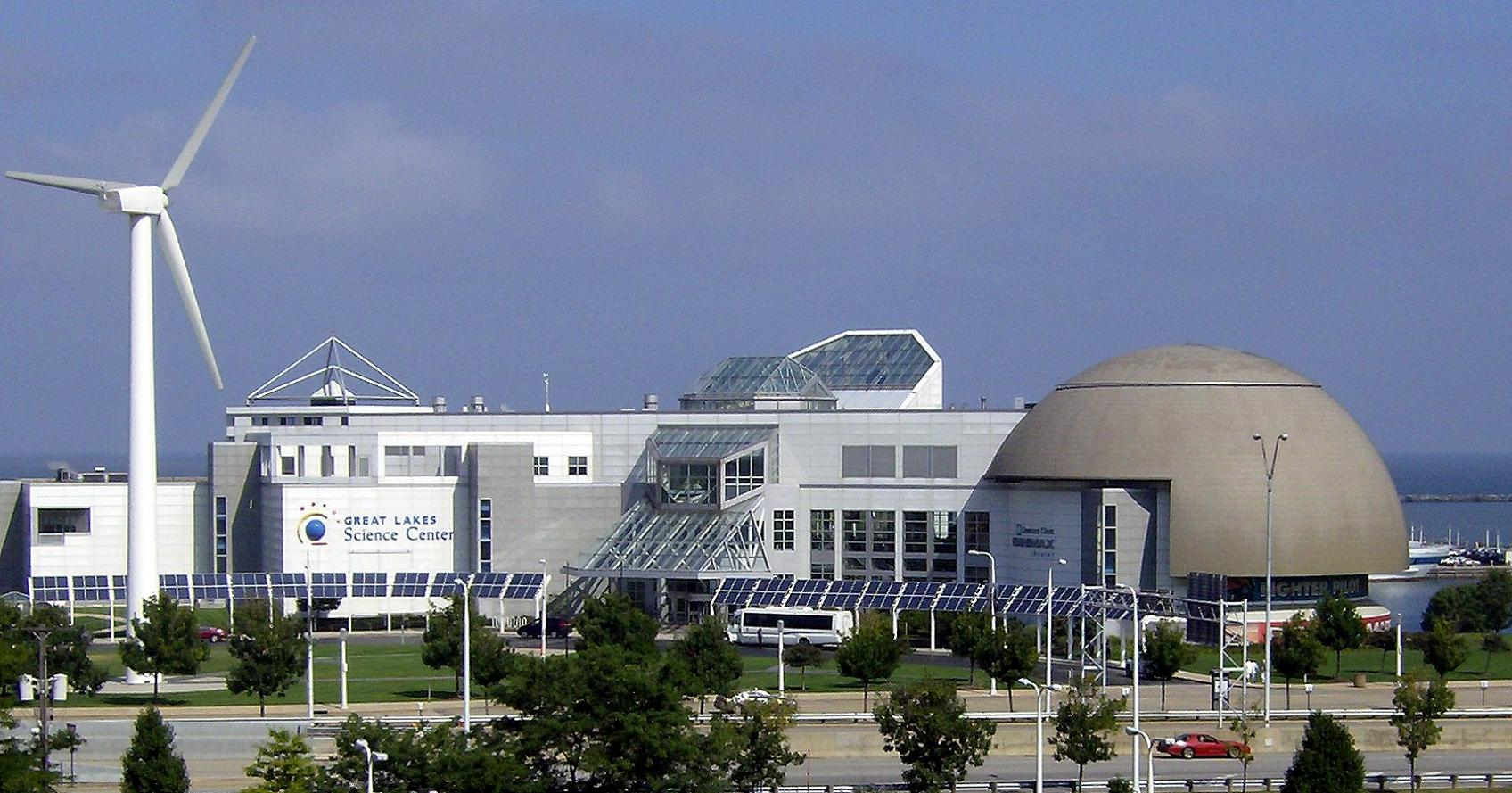
Das Cleveland Great Lakes Science Center.

Das Gebäudeensemble Playhouse Square mit seinen Theatern, Gastronomie- und Kultureinrichtungen ist Sitz zahlreicher Ensembles wie der Cleveland Opera und gehört zusammengenommen zu den größten Kulturzentren der USA. Mit dem Karamu House besteht ferner ein bedeutendes afroamerikanisches Kulturzentrum. Daneben gibt es noch einige Kabarett- und Kleinkunstbühnen; etwa das multikulturell geprägte Cleveland Play House und das experimentell ausgerichtete Cleveland Public Theatre. Das wissenschaftlich-technische Museum Great Lakes Science Center an der Lakefront bietet mehr als 350 interaktive naturwissenschaftliche Exponate und ein IMAX-Kino, in dem naturwissenschaftliche Filme gezeigt werden. Daneben liegt das Museumsdampfschiff William G. Mather vor Anker.
Bedeutende ansässige klassische Museen sind das Kunstmuseum Cleveland Museum of Art, das Naturkundemuseum Cleveland Museum of Natural History sowie die Western Reserve Historical Society, die älteste Kulturorganisation im Nordosten Ohios mit ihrem Regionalmuseum sowie bedeutenden Dokumentarchiven. Der Cleveland Botanical Garden datiert von 1930 und ist der älteste botanische Garten der USA. Das Museum of Contemporary Art Cleveland (MOCA) zeigt jährlich rund zehn Wanderausstellungen verschiedener internationaler Vertreter zeitgenössischer Kunst.
Die Stadtbücherei, die Cleveland Public Library, besteht seit 1869, unterhält 29 Niederlassungen und hält rund 4 Millionen Medien vor.

### Bauten im Stadtzentrum

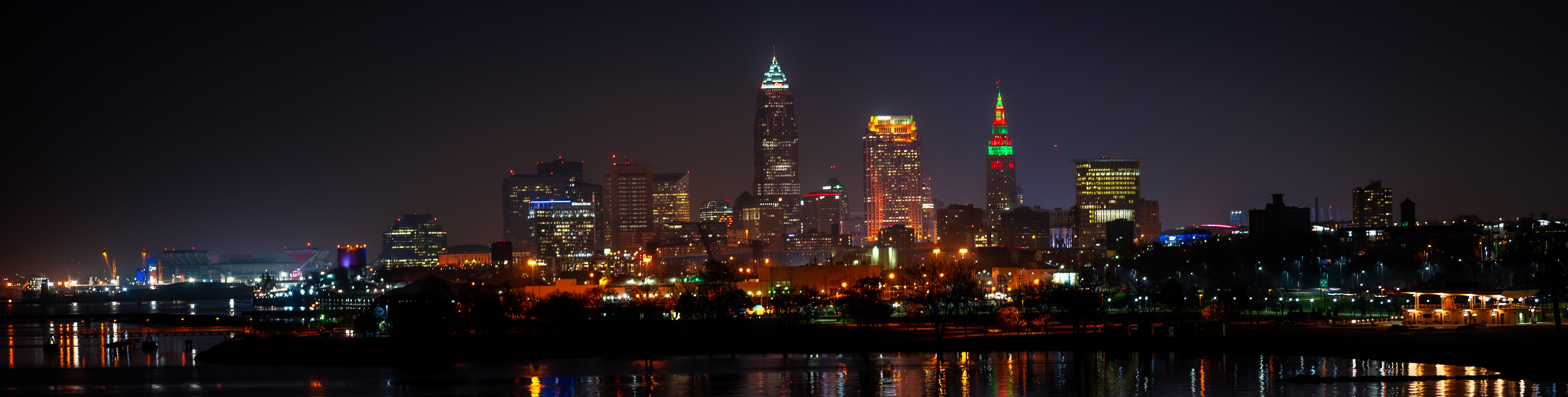
Clevelands Skyline von Westen her gesehen. In der Mitte der Terminal Tower, der Key Tower und 200 Public Square.

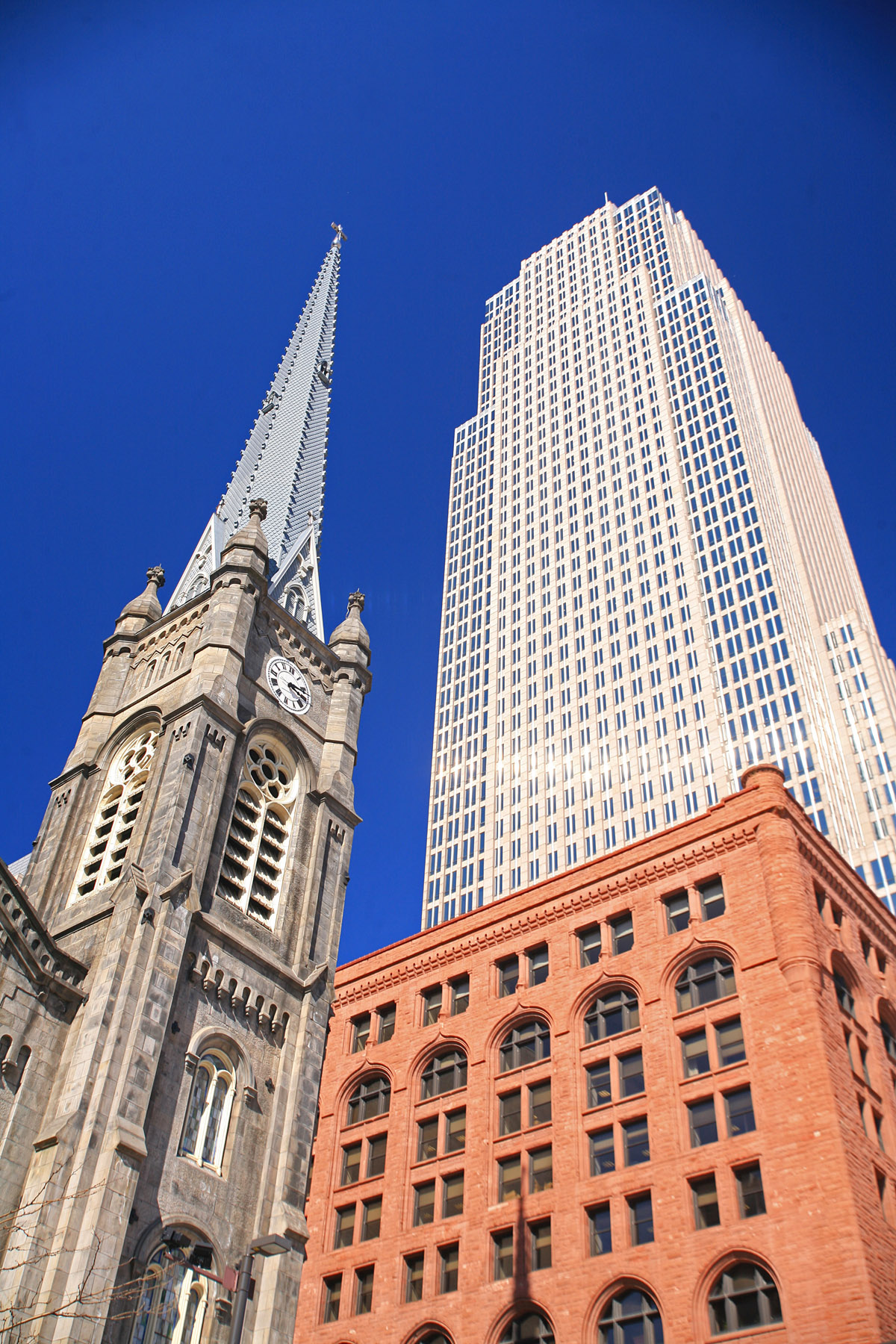
Old Stone Church, Society for Savings Building und Key Tower.

Das Stadtzentrum weist Bauten verschiedener architektonischer Epochen auf. Viele davon sind im Rahmen städtebaulicher Großprojekte entstanden. So befinden sich zahlreiche öffentliche Einrichtungen wie das Rathaus, die Stadtbibliothek und das Gericht in Monumentalbauten im neoklassizistischen Stil, die sich um die Parkanlage Cleveland Mall nördlich des Public Square gruppieren. Das Ensemble aus den Jahren 1910–1931 zählt zu den bedeutendsten und umfangreichsten Beispielen neoklassizistischer Architektur der City-Beautiful-Bewegung aus der Zeit unmittelbar nach der Jahrhundertwende.
Wahrzeichen der Stadt ist der 1930 fertiggestellte Terminal Tower an der Südecke des Public Square. Das in den Jahren 1922–1930 errichtete Hochhaus im Beaux-Arts-/Art-déco-Stil bildet zusammen mit angrenzenden Bürogebäuden einen Gebäudekomplex ähnlich dem Rockefeller Center in New York City – ist aber zehn Jahre früher entstanden. Der Turm mit seinen 708 Fuß (216 m) Höhe war bis 1967 das zweithöchste Gebäude in den Vereinigten Staaten und noch bis 1991 das höchste Gebäude Clevelands. Seitdem wird er vom 289 Meter hohen Key Tower überragt. Der dritte große Wolkenkratzer in der Innenstadt ist 200 Public Square (auch: BP Building) mit 200,6 Metern von 1985. Daneben gibt es in der Innenstadt noch zwei Dutzend weitere Gebäude mit einer Höhe von über 80 Metern.
In den 1960er- und 1970er-Jahren wurde die Innenstadt im Rahmen der Stadterneuerung zwischen der East 6th und East 17th Street nach Osten hin erweitert. Bei den Wohn- und Bürohäusern in diesem Gebiet herrscht der zeitgenössische Internationale Stil vor.

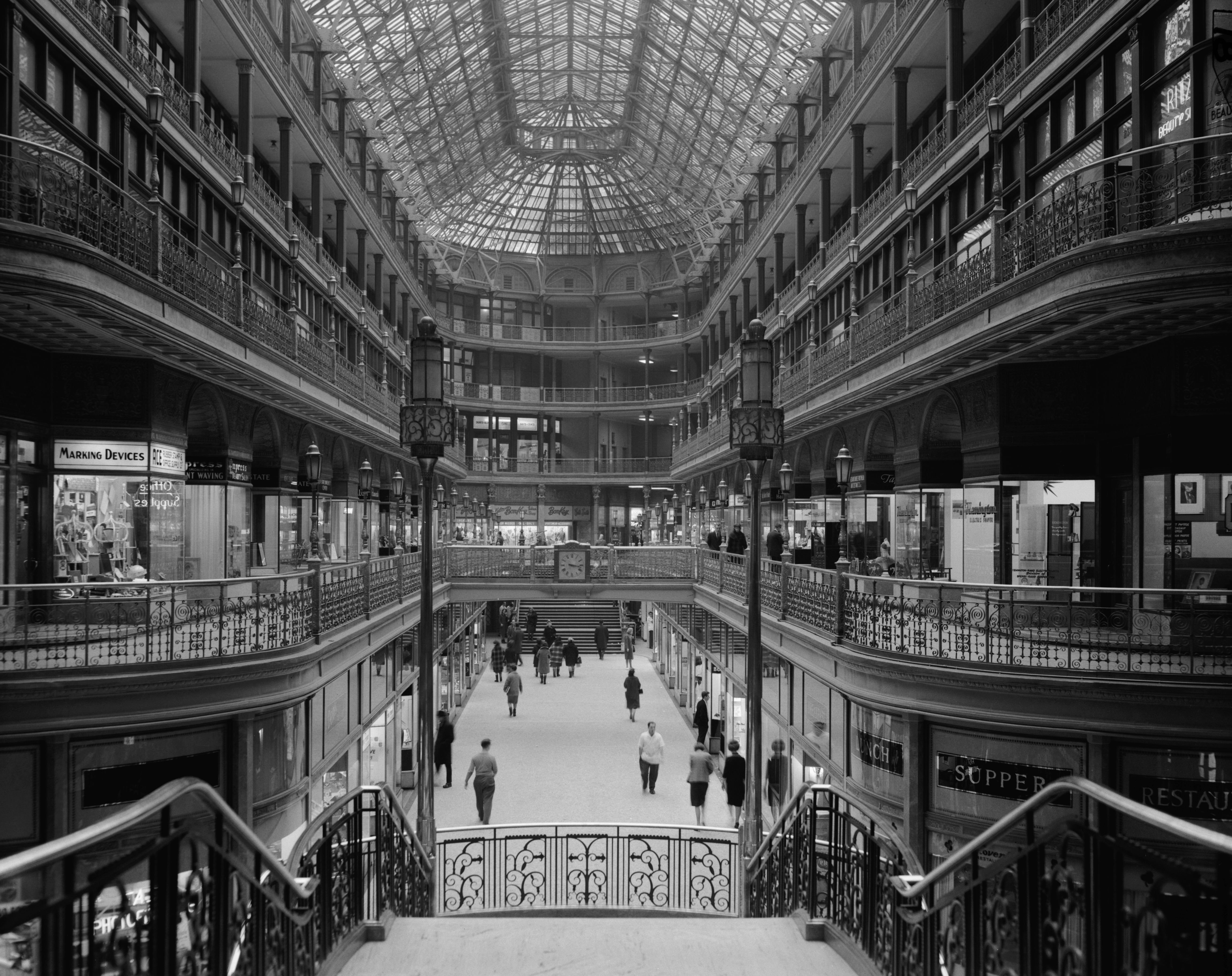
The Arcade, Inneres (Aufnahme von 1966).

Daneben gibt es noch einige markante Bauten im Viktorianischen Stil aus der Zeit um die Jahrhundertwende. Bedeutendstes Bauwerk aus dieser Epoche ist „The Arcade“ von 1890, ein fünfgeschossiges überdachtes Einkaufszentrum mit einem 300 Fuß (91,4 m) langen Glasdach. Aus der gleichen Epoche stammt eine Reihe ehemaliger Lagerhäuser am Hochufer des Cuyahoga westlich des Public Square, die den Historic Warehouse District bilden und heute luxuriöse Wohnungen und Ladengeschäfte beherbergen. Der Historic Warehouse District spielte in den letzten Jahren zusammen mit dem Playhouse Square, dem renovierten Terminal Tower und den Einrichtungen an der Lakefront eine wesentliche Rolle bei der Belebung der Innenstadt.

### University Circle

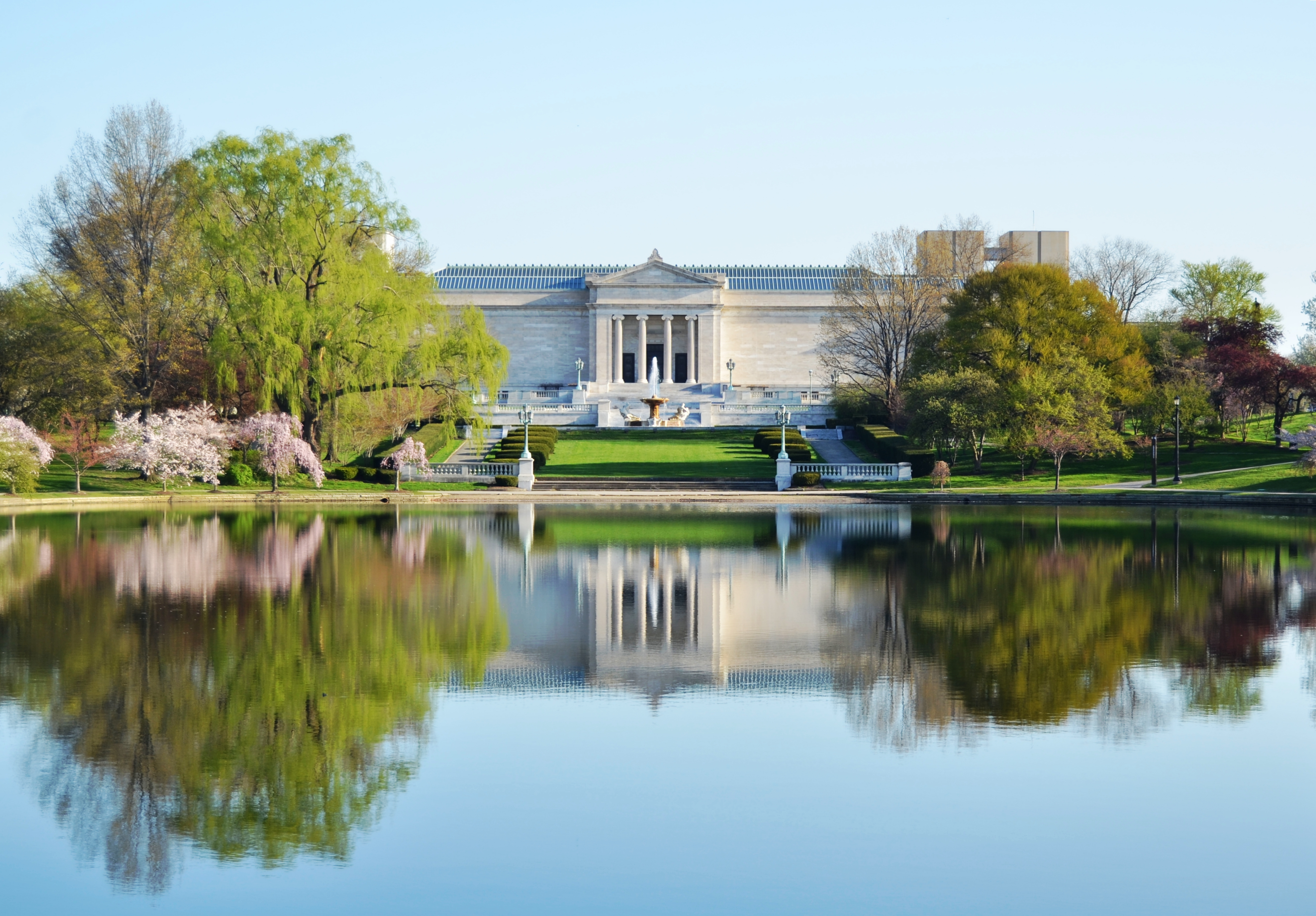
Blick über die Wade Lagoon hinüber auf das Cleveland Museum of Art im University Circle.

Rund sieben Kilometer östlich der Innenstadt, umgeben von Armenvierteln, liegt der University Circle. Das rund 197,5 Hektar große, ähnlich einem Park angelegte Areal beherbergt zahlreiche der kulturell, sozial und pädagogisch bedeutenden Einrichtungen der Stadt. Im University Circle befinden sich der Campus der Case Western Reserve University mit den angegliederten Universitätskliniken und Forschungseinrichtungen, die Western Reserve Historical Society, das Cleveland Museum of Art, der Botanische Garten und die Severance Hall. In der Nachbarschaft liegen zudem die Gebäude der Cleveland Clinic.

### Parks und Grünflächen
Cleveland verfügt über gut 160 öffentliche Parks mit einer Gesamtfläche von knapp 700 hm2. Die Grünanlagen erstrecken sich vornehmlich entlang kleinerer Flussläufe und am Seeufer. Nennenswert sind vor allem der Rockefeller Park am Doan Brook, der auf der East Side an den University Circle anschließt, das Naturschutzgebiet am Big Creek auf der West Side sowie der Cleveland Lakefront State Park am Seeufer, zu dem unter anderem der Edgewater Park und einige Yachthäfen und Strandbäder gehören. Der See ist auch an vielen weiteren Stellen öffentlich zugänglich, wird aber fast auf der gesamten Länge durch Schnellstraßen von der Stadt abgeschnitten und ist im Bereich der Innenstadt teilweise durch Industrieanlagen blockiert. Außerhalb der Stadt bilden die Cleveland Metroparks einen Grüngürtel aus Naturschutzgebieten, der im Radius von etwa 15 Kilometern beinahe um die ganze Stadt herumführt.
In den Wohngebieten selbst gibt es nur kleinere Grünanlagen. Jedoch ist östlich der East 55th Street in den letzten Jahrzehnten ein ungewollt grüner Stadtteil entstanden, der durch offene Wiesen und wuchernde Hecken geprägt ist. Dort sind infolge der anhaltenden Abwanderung eine Vielzahl von Grundstücken nicht mehr bebaut. In einigen Straßenzügen stehen mittlerweile überhaupt keine Häuser mehr. Die Stadt versucht, die Brache durch breit angelegte Ausweisung von Bauland einzudämmen, mangels Investoren wird inzwischen aber auch die landwirtschaftliche oder gärtnerische Nutzung dieser Areale diskutiert.
Ein Stück östlich des University Circle, direkt an der Stadtgrenze, liegt der Lake View Cemetery, auf dem zahlreiche prominente Persönlichkeiten aus Cleveland und Umgebung begraben sind. Unter anderem befindet sich dort die Grabstätte der Familie Rockefeller und das Mausoleum von James A. Garfield, des 20. Präsidenten der Vereinigten Staaten.

### „Forest City“
Die Stadt besitzt den Spitznamen „Forest City“. Die Herkunft dieser Bezeichnung ist nicht vollständig geklärt. Wahrscheinlich geht sie auf den langjährigen Geschäftsführer des örtlichen Gartenbauvereins und späteren Clevelander Bürgermeister William Case (1818–1862) zurück, der 1852 öffentlichkeitswirksam zahlreiche Bäume in der Stadt pflanzen ließ. Erstmals verwendet wurde der Name 1850 für eine Rennbahn; es folgten etliche weitere ansässige Unternehmen und Institutionen. Am bekanntesten ist dabei die börsennotierte Immobiliengesellschaft Forest City Enterprises.

### Sport

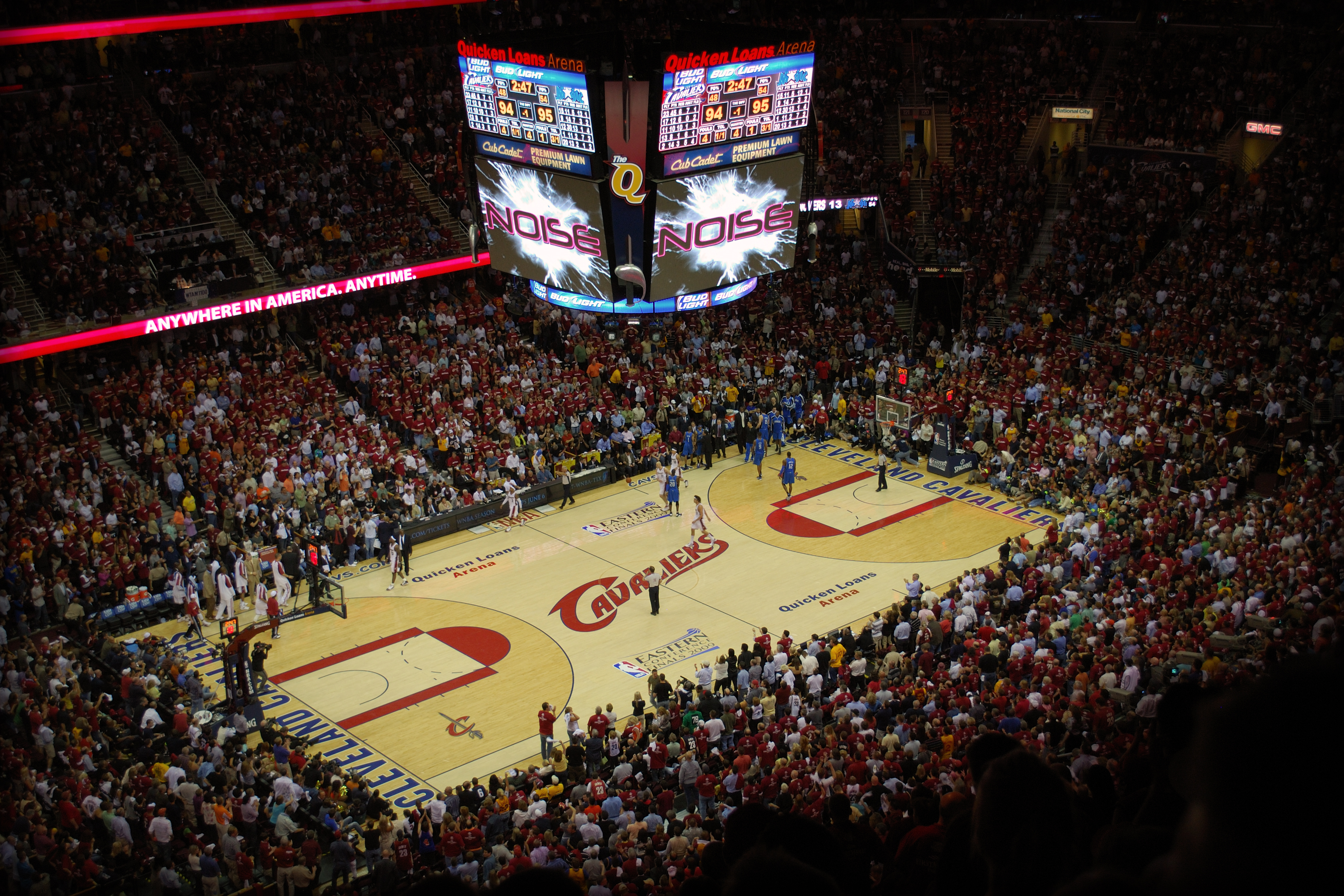
Die Cleveland Cavaliers in der Finalrunde der Eastern Conference 2009

In Cleveland sind insgesamt drei Sportmannschaften aus den jeweils höchsten nordamerikanischen Profiligen beheimatet.
Die Footballmannschaft Cleveland Browns aus der National Football League existiert seit 1946. Die Browns sind im FirstEnergy Stadium beheimatet. Nachdem diese zuletzt im Jahr 1964 die NFL gewinnen konnten, startete im Anschluss eine 52-jährige Durststrecke, während der die Stadt Cleveland keinen Titel mehr in einer Major-Sportart gewinnen konnte. Erst am 20. Juni 2016 fand diese Negativserie durch die Basketballer der Cleveland Cavaliers ein Ende, die die Best-of-seven-Serie gegen die Golden State Warriors trotz zwischenzeitlichem 1:3-Rückstand noch in einen 4:3-Sieg drehen konnten.
Die Cleveland Cavaliers spielen in der Eastern Conference der National Basketball Association (NBA). Die Cleveland Monsters sind eine Eishockeymannschaft aus der American Hockey League (AHL). Die Cleveland Gladiators spielen in der Arena Football League, deren Spielbetrieb nach dem Bankrott der Liga 2009 im Herbst 2010 aber wieder aufgenommen worden ist. Die Cavaliers, Monsters und Gladiators bestreiten ihre Heimspiele in der Quicken Loans Arena.
Die Cleveland Guardians aus der American League der Major League Baseball sind im Progressive Field beheimatet. Bis 2021 war das Team als Cleveland Indians bekannt und trug den Spitznamen „the Tribe“ (deutsch: der (Indianer-)Stamm). Nach einer sehr erfolgreichen Saison 2016 verpassten die Indians nur knapp den Sieg in der World Series. Sie verloren im Finale gegen die Chicago Cubs im eigenen Stadion.
Besonders im Eishockey blickt Cleveland auf eine lange Tradition zurück. Die Cleveland Barons gewannen zwischen 1937 und 1973 insgesamt neun Mal den Calder Cup und waren damit eines der erfolgreichsten AHL-Teams überhaupt. Bis zu ihrer Auflösung 2003 war mit den Cleveland Rockers zudem eines der acht Gründungsmitglieder der Frauen-Basketballliga Women’s National Basketball Association (WNBA) in Cleveland beheimatet. Ebenfalls aufgelöst wurde 2009 die Fußballmannschaft Cleveland City Stars aus der USL First Division, der zweithöchsten US-amerikanischen Fußballliga.
Von 1982 bis 2007 war Cleveland Schauplatz des Grand Prix of Cleveland (deutsch: Großer Preis von Cleveland, ursprünglich: Budweiser Cleveland 500), eines Formel-Automobilrennens der US-amerikanischen CART/Champcar-Rennserie. Der Grand Prix wurde bis zur Fusion der Champcar mit der IndyCar Series insgesamt 26-mal auf dem Rennkurs des Cleveland Burke Lakefront Airport ausgetragen.
Seit 2012 befindet sich im Slavic Village die Radrennbahn Cleveland Velodrome, die einer gemeinnützigen Organisation gehört. Neben Sportangeboten ist das Ziel der Organisation, zur Verbesserung der Infrastruktur im umliegenden Stadtviertel beizutragen.

### Regelmäßige Veranstaltungen
In Cleveland finden eine Reihe überregional bekannter Veranstaltungen aus den Bereichen Film, Musik und Technik statt. Die meisten davon haben sich erst in den letzten Jahrzehnten etabliert.

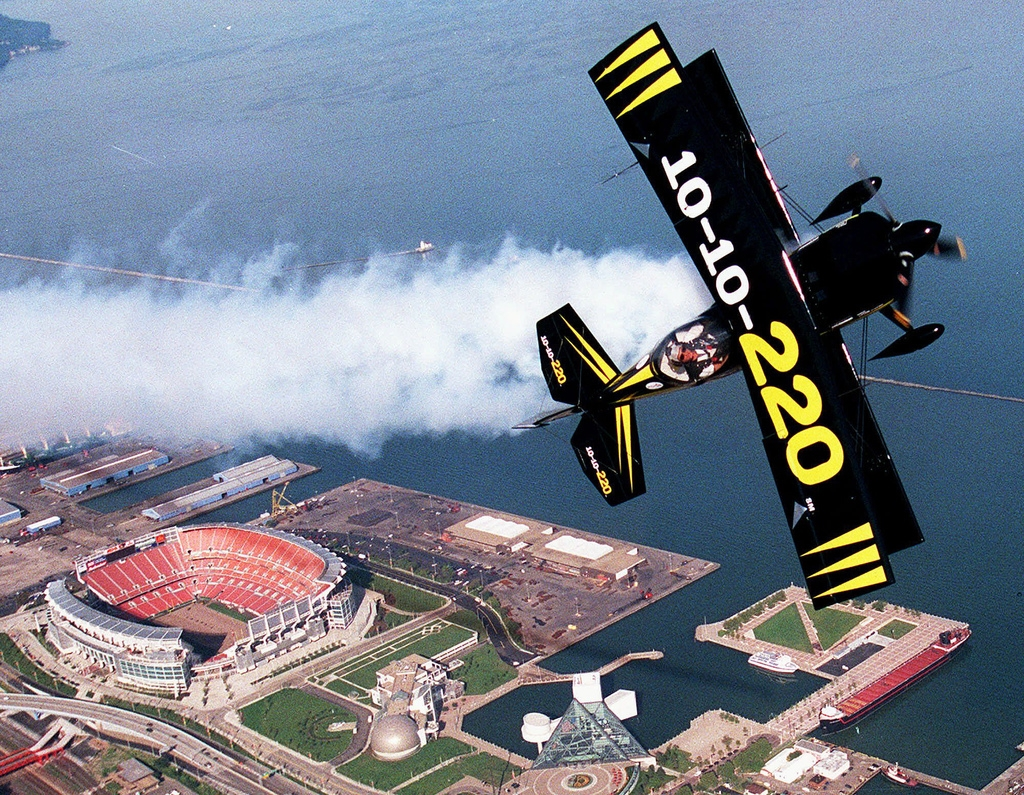
Kunstflieger Sean D. Tucker bei der Flugschau 1999.

Die gemessen an ihrer Besucherzahl größte Veranstaltung ist die Cleveland National Air Show mit (1994) 120.000 Zuschauern. Die Flugschau findet seit 1964 jedes Jahr am Labor-Day-Wochenende Anfang September auf dem Cleveland Burke Lakefront Airport am Seeufer statt. Gezeigt werden verschiedene Stuntflüge sowie moderne wie historische Luftfahrzeuge. Dazu treten im jährlichen Wechsel die beiden US-Kunstflugstaffeln Thunderbirds und Blue Angels auf.
Seit 1977 findet jedes Jahr im März das internationale Filmfestival statt, das Cleveland International Film Festival. Gezeigt werden Premierenfilme aus über 50 Ländern. Das Festival ist die wichtigste derartige Veranstaltung in Ohio und hat in den letzten Jahren stetig an Bedeutung gewonnen. Und beim Tri-C Jazz Fest treten seit 1980 jeden April eine Reihe bekannter US-amerikanischer Jazzmusiker an verschiedenen Orten der Stadt auf, etwa Charlie Haden und George Benson.
Die jüngste Großveranstaltung ist das IngenuityFest. Es bietet seit 2004 künstlerische und musikalische Darbietungen auf verschiedenen Bühnen sowie wissenschaftliche Vorführungen und interaktive technische Installationen.

## Wirtschaft und Infrastruktur

### Wirtschaft
Die Metropolregion von Cleveland erbrachte 2016 ein Bruttoinlandsprodukt von 129,4 Milliarden US-Dollar und belegte damit Platz 30 unter den Großräumen der USA.
Das wichtigste wirtschaftliche Standbein der Stadt sind die medizinischen Einrichtungen. Die renommierte Cleveland Clinic ist mit 10.000 Beschäftigten der größte Arbeitgeber in der Region; zusammen mit den anderen Einrichtungen sind über 30.000 Personen in diesem Sektor beschäftigt. Es folgen Banken und Versicherungen sowie der Öffentliche Dienst mit jeweils über 10.000 Beschäftigten.
Infolge des Niedergangs der Schwerindustrie hat Cleveland als Produktionsstandort stark an Bedeutung eingebüßt. Im Jahr 2000 waren noch 18 % der Arbeitnehmer in diesem Sektor beschäftigt. Die größten verbliebenen Industriebetriebe sind die Gießerei und das Motorenwerk von Ford mit rund 1.900 Beschäftigten und der Stahlkonzern Mittal Steel mit einem Walzstahlwerk mit 1.460 Beschäftigten. Ferner unterhalten General Motors und Lincoln Electric (Schweißgeräte) größere Fabriken.

Das Werk von Mittal Steel in den Flats

Der Fremdenverkehr hat in den letzten Jahren dagegen erheblich an Bedeutung gewonnen. Die in der Region ansässigen Beherbergungsbetriebe zählen rund 21.300 Betten und 4,5 Mio. Übernachtungen pro Jahr. Hotels, gastronomische Betriebe und touristische Attraktionen werden von der Agentur Positively Cleveland (ursprünglich: Convention and Visitors Bureau of Greater Cleveland) unter der Marke Cleveland Plus (CLE+) vermarktet. Die wichtigsten touristischen Ziele sind die Sportstätten sowie die Museen in der Innenstadt und dem University Circle.
Darüber hinaus haben zahlreiche Großunternehmen ihren Sitz in Cleveland, unter anderem Parker-Hannifin und die Eaton Corporation (Maschinenbau), Forest City Enterprises (Immobilien), Sherwin-Williams (Farben, Lacke und Baustoffe), die KeyBank, American Greetings (Grußkarten) und MTD (Gartengeräte). Bis vor einigen Jahren waren ebenso TRW Automotive (Raumfahrt, Automobiltechnik), OfficeMax (Bürobedarf), Standard Oil of Ohio (Petrochemie) und die US-Bank National City mit ihrem Hauptsitz vertreten. 1995 bestand in Cleveland statistisch gesehen die drittgrößte Ansammlung von Großunternehmen in den USA.

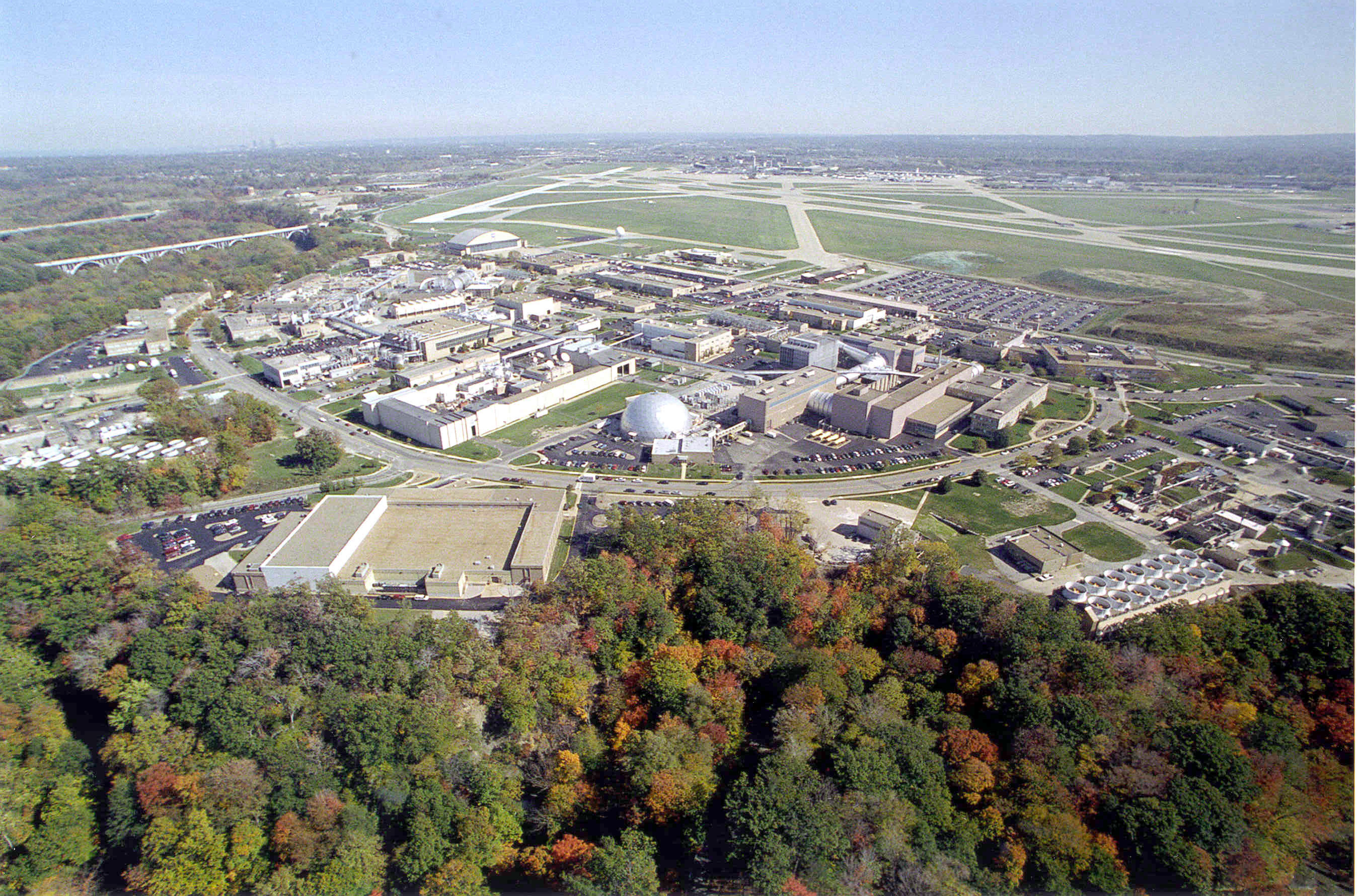
Das Glenn Research Center der NASA im Südwesten der Stadt.

Ferner hat die Stadt eine lange Tradition als Standort für die industrielle Forschung. Die Forschungszentren von National Carbon und General Electric (Nela Park) datieren bereits aus den 1910er-Jahren und gehörten zu den ältesten Einrichtungen dieser Art in den USA. Das Glenn Research Center der NASA entwickelt seit 1941 Techniken für die Luft- und Raumfahrt. Mitte der 1980er-Jahre waren in der Stadt über 200 industrielle Forschungseinrichtungen in Betrieb.
Mit einer Armutsquote von rund 30 % gehörte Cleveland im vergangenen Jahrzehnt zu den ärmsten Städten der USA überhaupt. 2007 betrug das durchschnittliche Haushaltseinkommen 27.007 US-Dollar und damit nur 54 % des US-Durchschnitts. Zudem war die Stadt infolge des Strukturwandels in den 1980er- und 1990er-Jahren über viele Jahre hinweg überdurchschnittlich von Arbeitslosigkeit betroffen. Die Quote lag um 2000 stets zwischen 7,5 und 10 % und damit rund doppelt so hoch wie im Durchschnitt von Ohio. Im Juni 2009 stieg sie zwar auf 12,2 %, lag dafür aber nur noch geringfügig über dem Durchschnitt von 11,2 %. Die Arbeitslosigkeit ist vornehmlich strukturell bedingt und betrifft vor allem Geringqualifizierte. Die Arbeitslosenrate in der Metropolregion von Cleveland sank bis März 2018 auf 4,9 Prozent lag damit aber über dem nationalen Durchschnitt von 3,8 Prozent.
Die Subprime-Krise hinterließ auch in Cleveland deutliche Spuren. Angehörige der ärmeren Bevölkerungsgruppen erwarben zu den Zeiten niedriger Zinsen alte, ohnehin schon heruntergekommene Häuser aus dem örtlichen Bestand auf Kredit und zu überhöhten Preisen. Als sie mit steigenden Zinsen die Kreditraten nicht mehr bedienen konnten, wurden die Häuser von den Banken gepfändet, geräumt und zu Schleuderpreisen versteigert. Da diese Häuser angesichts der ohnehin hohen Zahl an Leerständen praktisch unverkäuflich sind, werden sie zu Spekulationsobjekten und dem Verfall preisgegeben. Ende 2007 waren über 15.000 Einheiten betroffen, davon fast 5.000 von der Deutschen Bank, die damit zumindest kurzzeitig zum wohl größten Immobilieneigner der Stadt geworden ist.
Der entstandene Gesamtschaden aus Steuerausfällen, den Kosten für den Erhalt oder Abriss der Häuser sowie dem Wertverlust der Immobilien wird allein in Cleveland auf mehrere hundert Millionen Dollar beziffert. Die Stadt hat Anfang 2008 Klage eingereicht, um einige der zugrundeliegenden Geschäftspraktiken generell für gesetzeswidrig erklären zu lassen und damit einen gerichtlichen Präzedenzfall zu schaffen.

### Verkehr

#### Straße

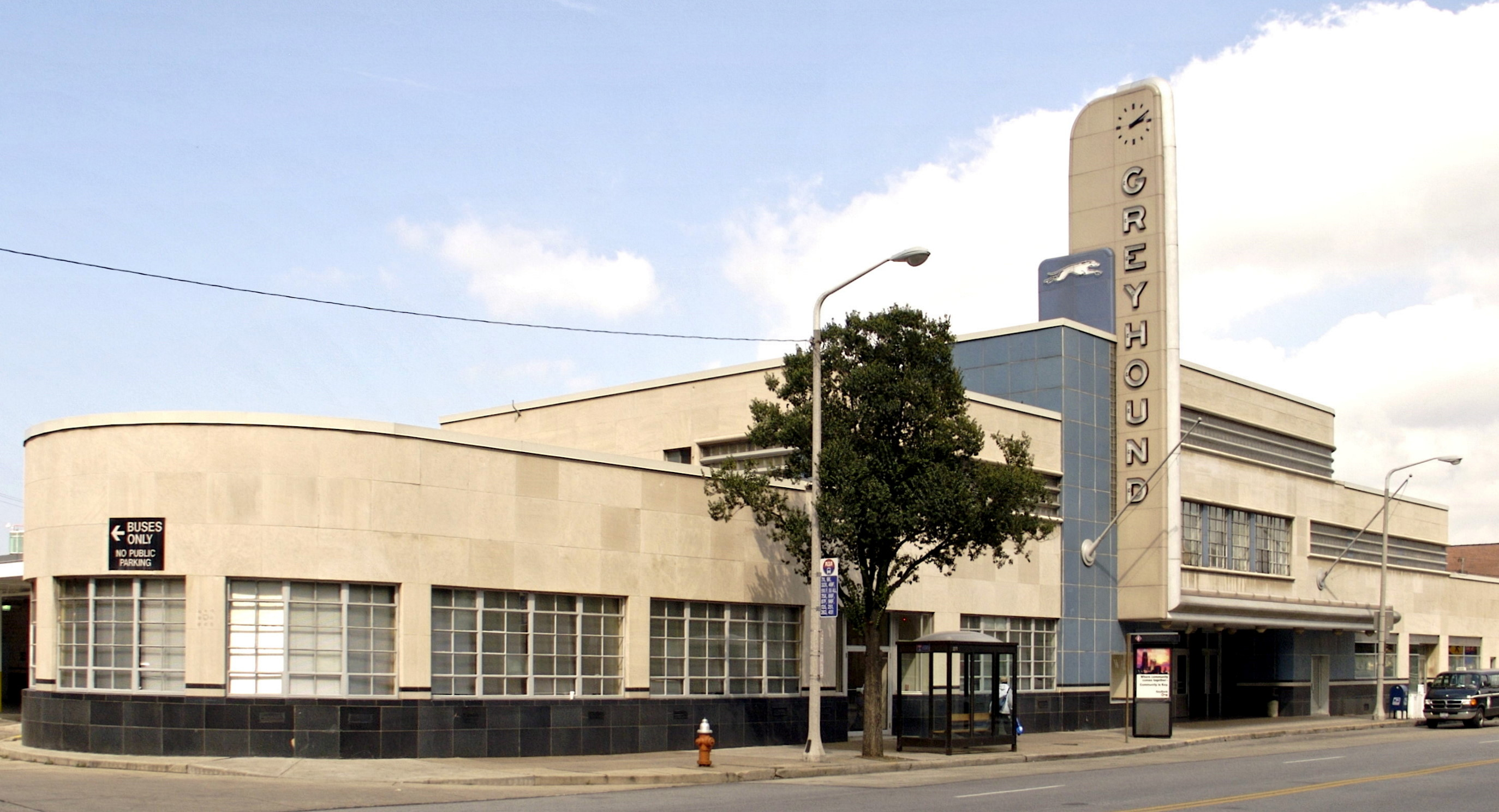
Busbahnhof der Greyhound Lines.

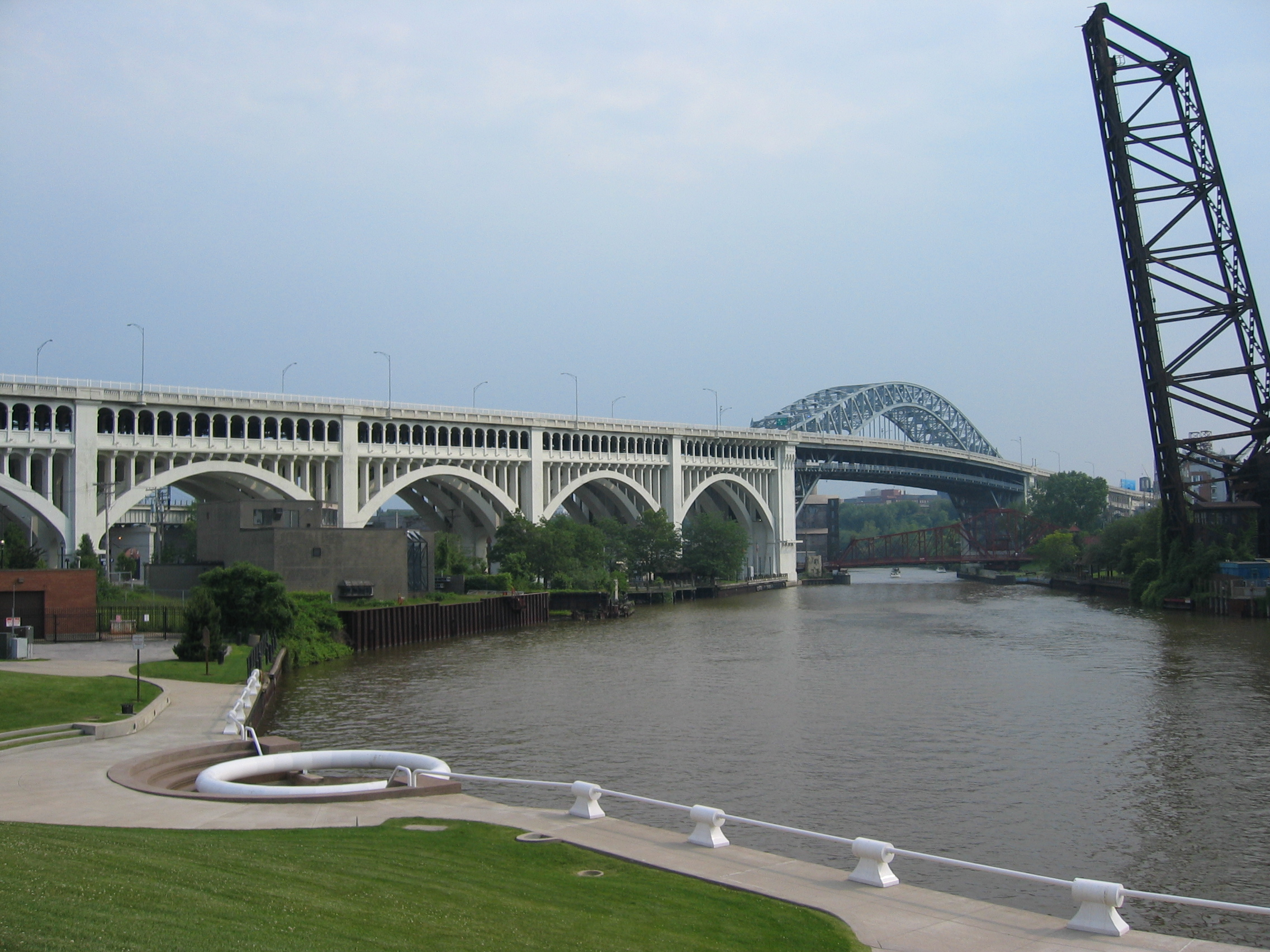
Die Detroit–Superior Bridge am Unterlauf des Cuyahoga.

Cleveland ist über mehrere Autobahnen an das Netz der Interstate Highways angeschlossen. Die I-90 Seattle–Boston verläuft entlang des Eriesee, die I-80 San Francisco–New York City verläuft etwa 22 km Luftlinie südlich an der Stadt vorbei. Von Süden her führen die I-71 aus Columbus und Cincinnati sowie die I-77 in die Stadt. Als Umfahrungsrouten dienen die I-480 im Süden und die I-271 im Osten. Dazu gehen von Cleveland zahlreiche Fernstraßen in radiale Richtungen aus. Das sind die U.S. Highways 6, 20, 42, 422 und 322 sowie etwa ein Dutzend Ohio State Routes. Einige dieser Straßen sind ergänzend zu den Highways streckenweise zu Schnellstraßen ausgebaut.
Die Greyhound Lines betreiben eine Reihe von Fernbuslinien in benachbarte Großstädte und betreiben dafür einen Busbahnhof in der Innenstadt. Vom südwestlichen Vorort Brook Park fahren die Busse der Lakefront Trailways nach Columbus, Athens sowie Charleston in West Virginia.

#### Luftverkehr

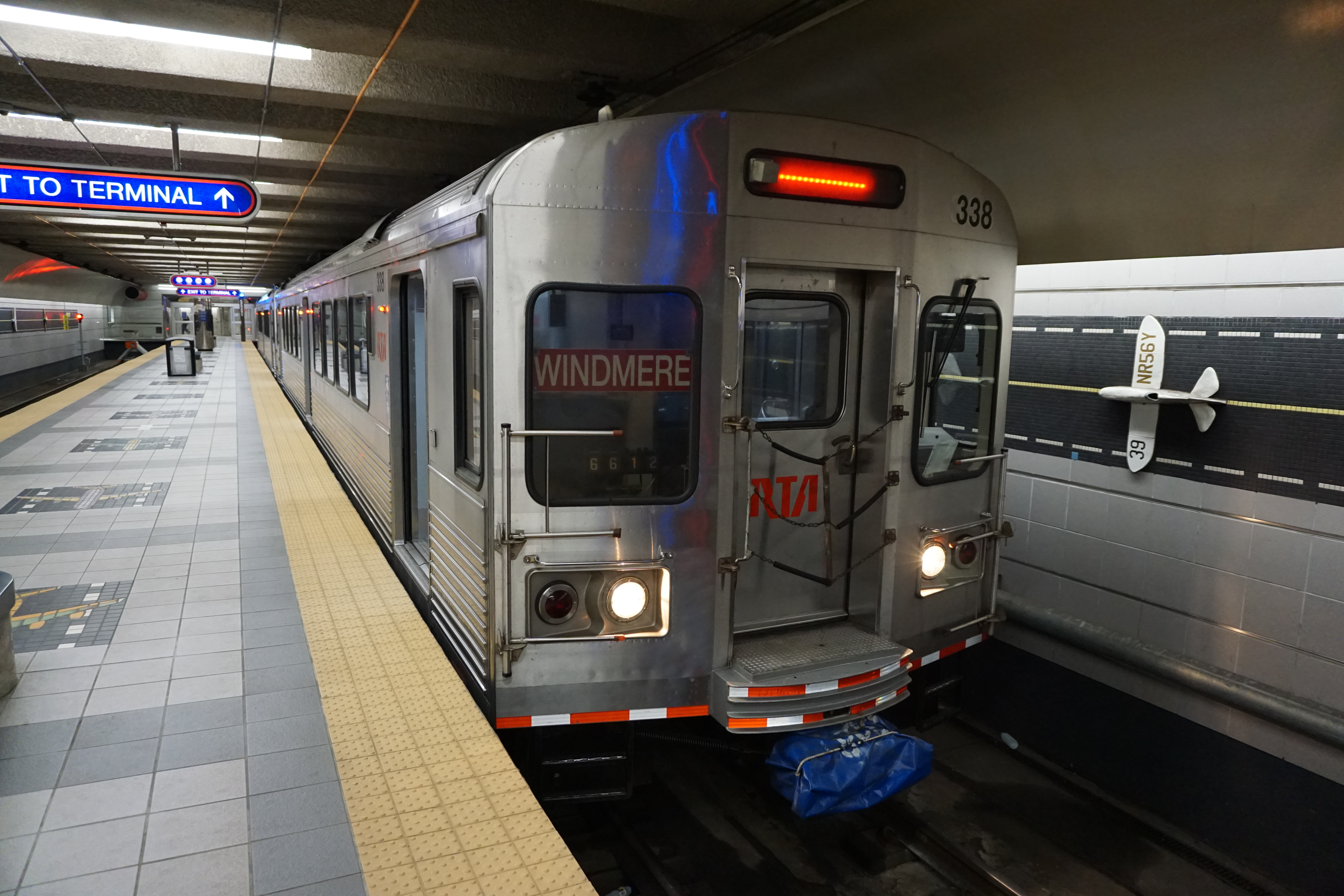
U-Bahn-Station der Red Line (Heavy Rail) der RTA am Hopkins International Airport

Der 1925 eröffnete Flughafen Cleveland Hopkins International Airport befindet sich am südwestlichen Rand des Stadtgebiets, rund 16,7 km Luftlinie vom Stadtzentrum entfernt. Er ist Drehkreuz für die Fluggesellschaft United Airlines und ist mit rund elf Millionen Flugreisenden der wichtigste Flughafen in Ohio. 1968 war er der erste Flughafen in den USA mit direktem Schnellbahnanschluss. Der Cleveland Burke Lakefront Airport in der Innenstadt ist wesentliche kleiner und dient nur der Allgemeinen Luftfahrt.

#### Schifffahrt
Der Hafen Port of Cleveland liegt zu beiden Seiten der Mündung des Cuyahoga in den Eriesee und erstreckt sich einige Flusskilometer ins Landesinnere. Gemessen am Umschlag von durchschnittlich 12,5 Millionen Tonnen jährlich ist er der viertgrößte Hafen im Bereich der Großen Seen. Über 95 % der Fracht entfallen dabei auf Schüttgut wie Kalkstein, Eisenerz und Getreide; bei Stückgut sind vor allem Stahl und Maschinen von Bedeutung.
Der Cuyahoga ist von seiner Mündung bis zum Stahlwerk hin verbreitert und ausgebaggert und wird von Frachtschiffen befahren. Daher haben die Bahn- und Straßenbrücken in diesem Bereich entweder eine sehr hohe Durchfahrtshöhe oder sind als Klapp- und Hubbrücken ausgeführt.

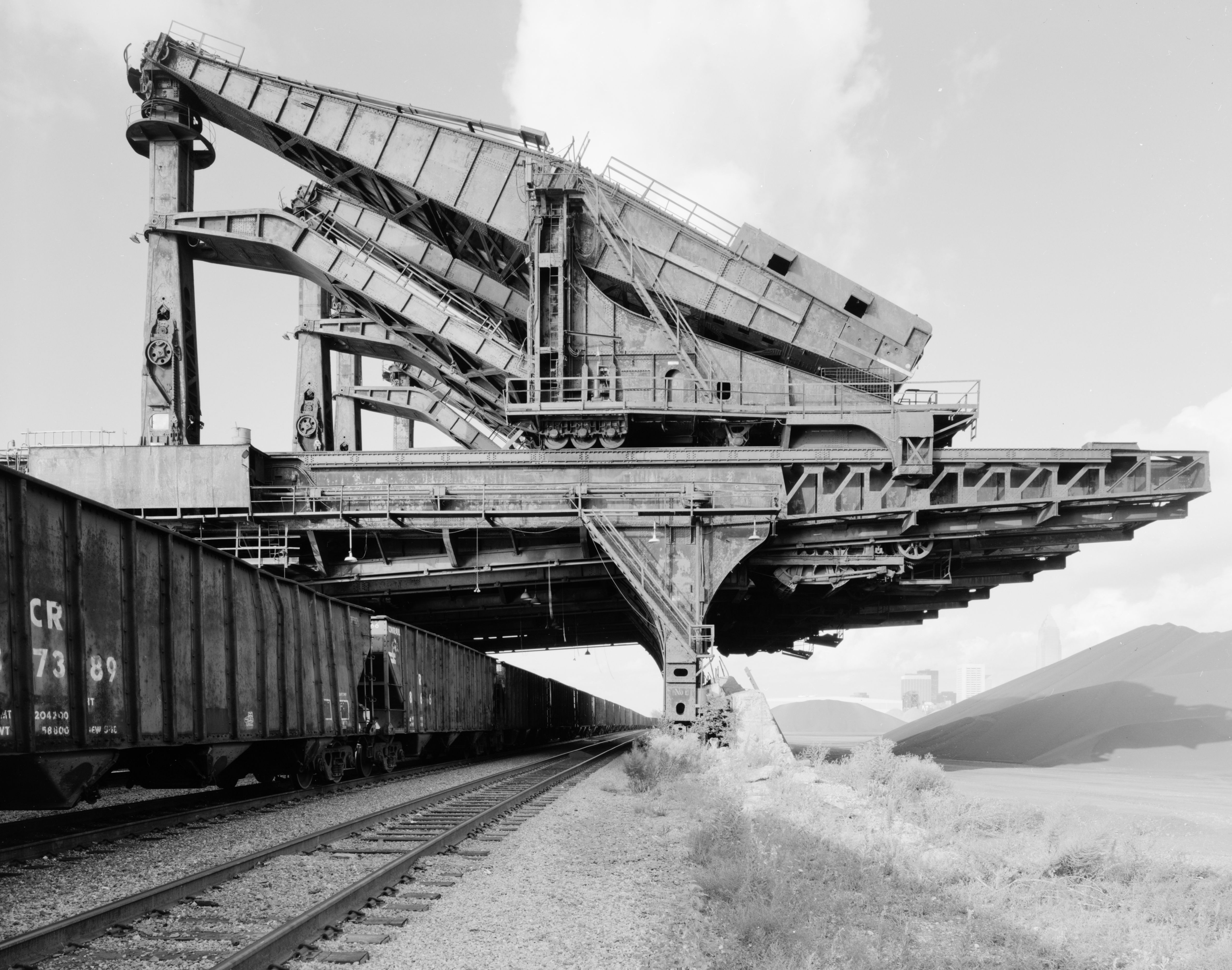
Erzhafen der Pennsylvania Railway
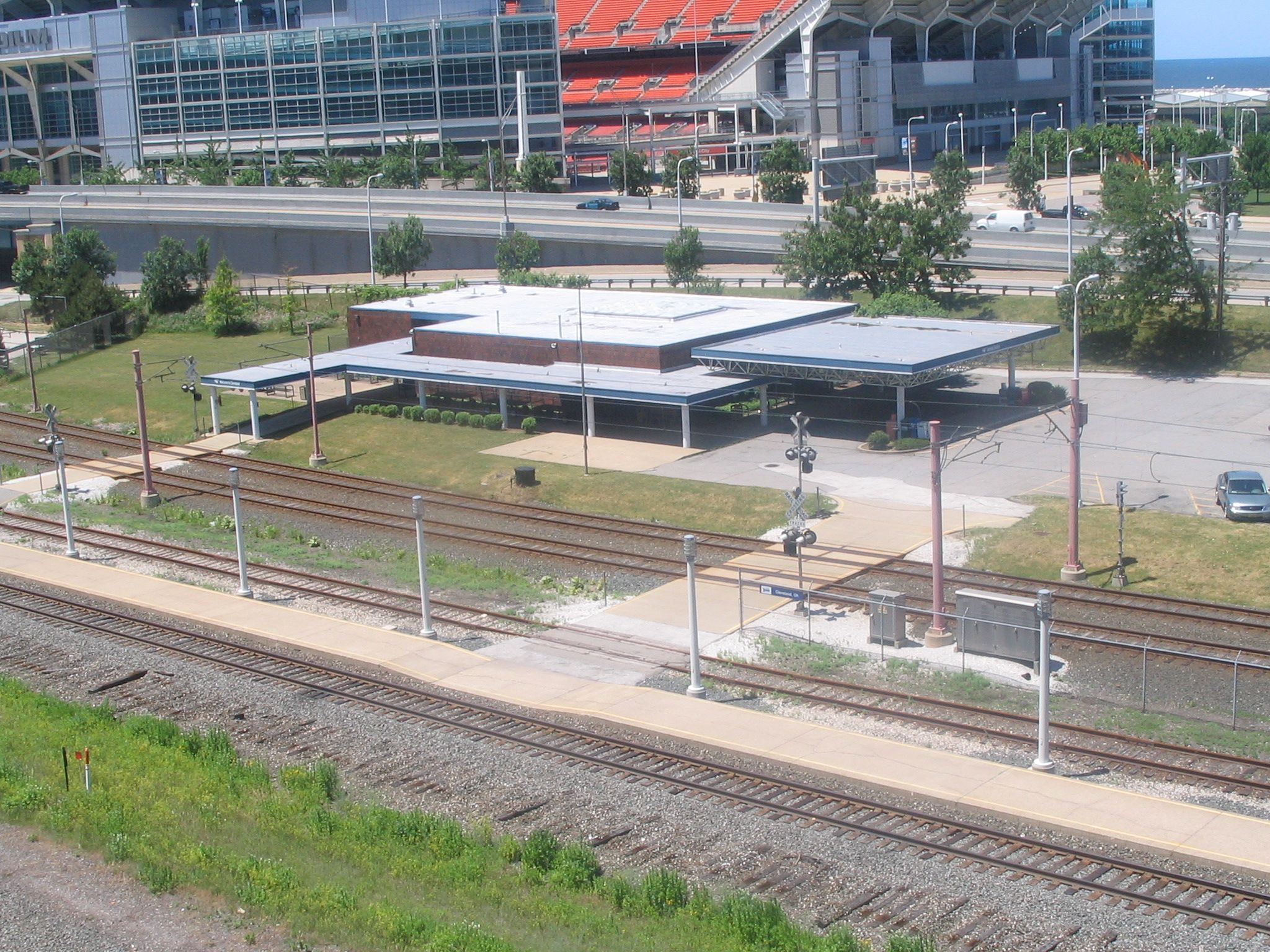
Amtrak-Bahnhof

#### Schienenverkehr
Als alte Industriestadt innerhalb des Rust Belt ist Cleveland auch wichtiger Eisenbahnknoten für den Güterverkehr. Das gesamte Stadtgebiet, davon insbesondere der Bereich um den unteren Cuyahoga und die alten Industriestandorte im Süden und Südosten, ist von einer Vielzahl von Bahnstrecken, Industrieanschlussgleisen, Güterbahnhöfen und entsprechenden Brachen durchzogen. Einst von New York Central Railroad, New York, Chicago and St. Louis Railroad, Baltimore and Ohio Railroad, Pennsylvania Railroad und Erie Railroad betrieben, gehören die Strecken heute größtenteils zur Norfolk Southern Railway und zur CSX Transportation sowie zu einem knappen Dutzend kleiner, lokaler Gesellschaften.
Der einst bedeutende Personennah- und -fernverkehr spielt seit den 1960er-Jahren keine Rolle mehr. Amtrak bedient die Relationen Washington–Chicago und New York City–Chicago mit je einem Zugpaar täglich und benutzt dafür einen kleinen unscheinbaren Haltepunkt am Seeufer. Der ursprüngliche Zentralbahnhof unter dem Terminal Tower im Stadtzentrum wird heute nur noch im innerstädtischen Verkehr bedient.

#### Nahverkehr

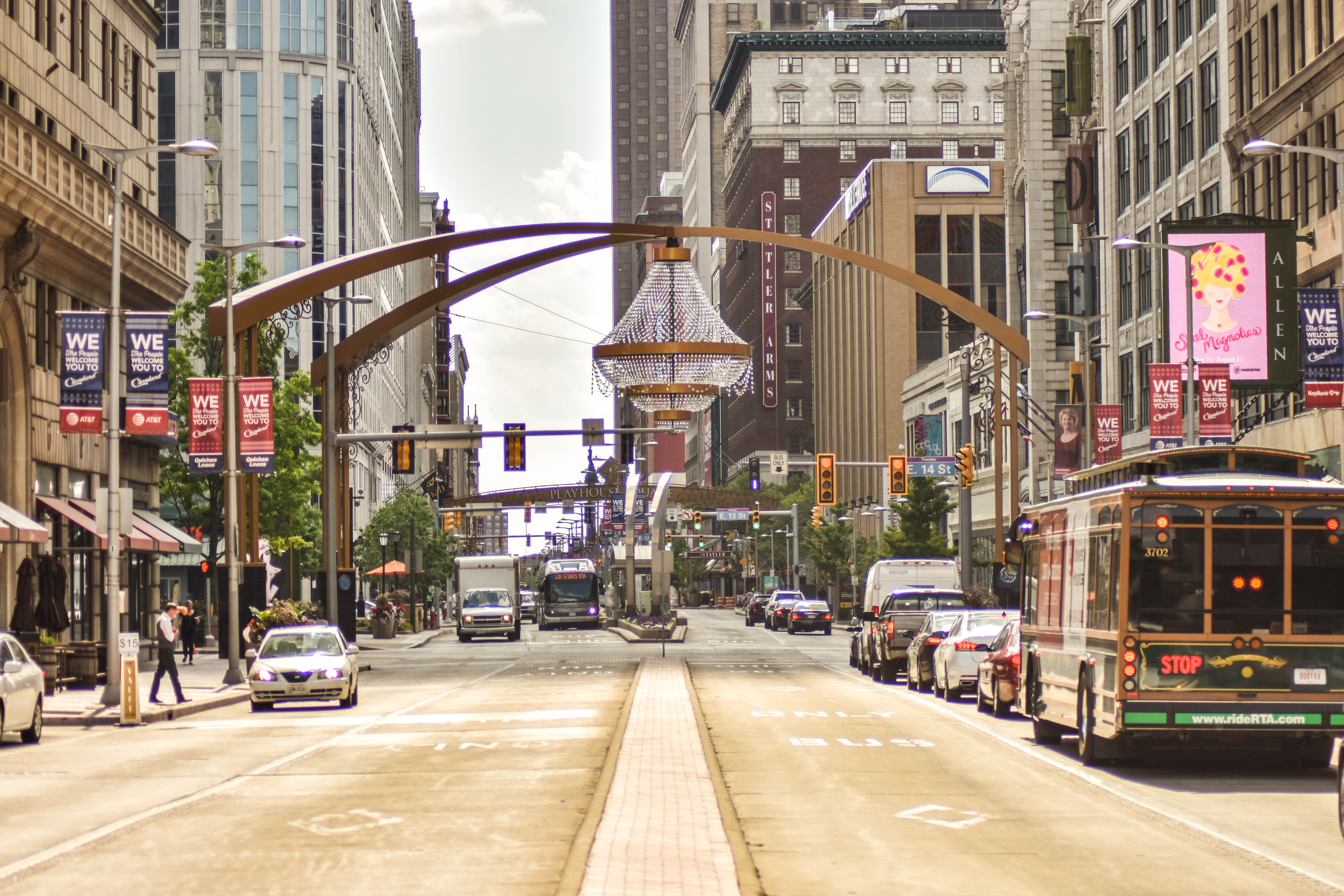
Euclid Avenue im Stadtzentrum: Die beiden mittleren Fahrstreifen sind Linienbussen vorbehalten

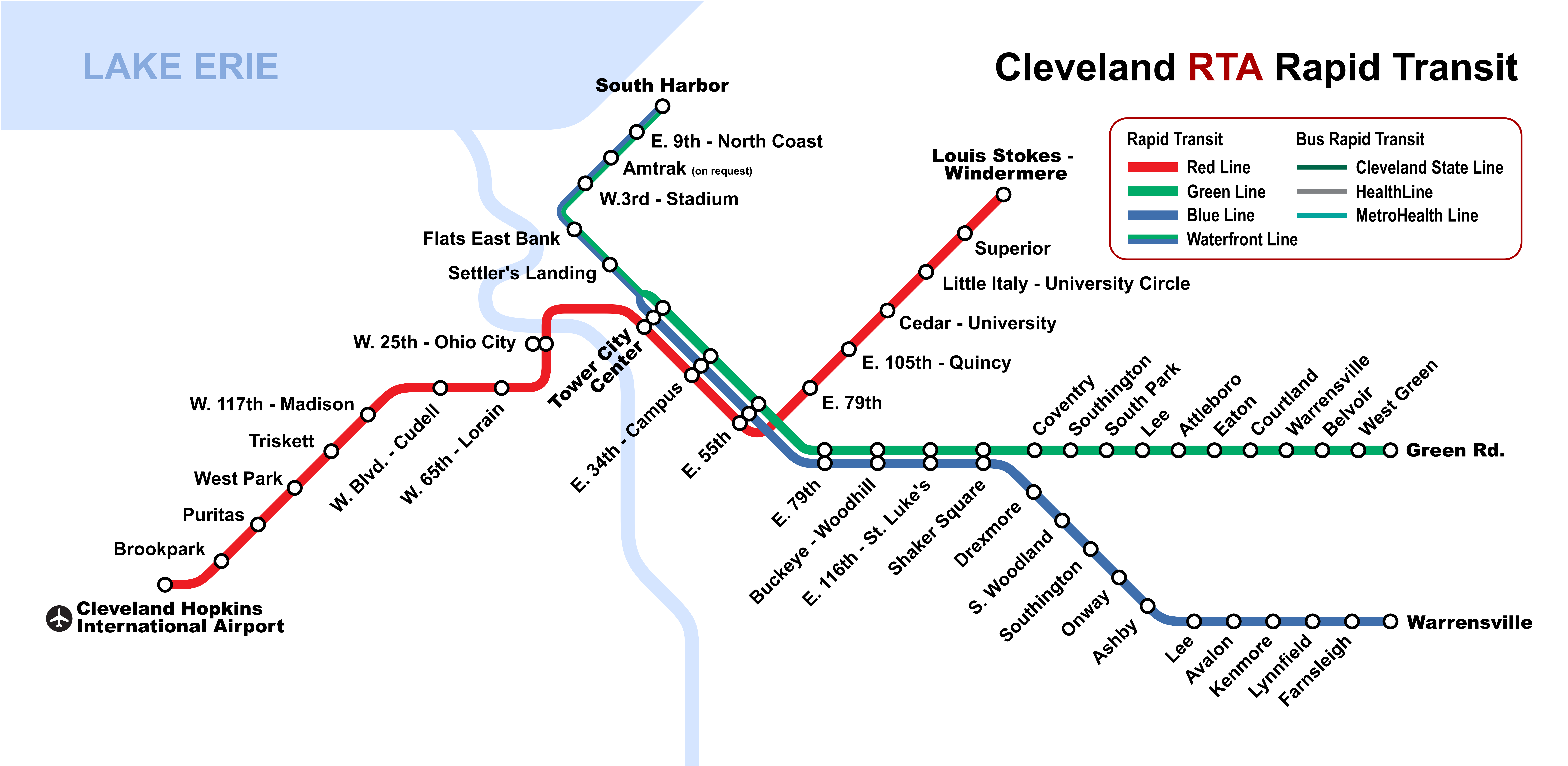
Schienennetz des staatlichen Nahverkehrsbetreibers RTA

Zwischen dem Flughafen, der Innenstadt und dem nordöstlichen Stadtrand verkehrt seit 1955 mit der Red Line eine Schnellbahnlinie. Zwei Light-Rail-Linien führen zudem in den östlichen Vorort Shaker Heights. Diese sind im Gegensatz zu den meisten derartiger Systeme in den USA bereits seit den 1910er-Jahren durchgehend in Betrieb. 1996 erhielten die beiden Light-Rail-Linien als gemeinsame Verlängerung die Waterfront Line, um den Hafen und wichtige Hotels und Institutionen sowie nicht zuletzt das Cleveland Stadium besser mit den ÖPNV zu verbinden. Auf dem Gelände dieses seit 1931 bestehenden multifunktionellen Stadions wurde 1997–2000 das Stadion der Cleveland Browns errichtet.
Die Bahnen werden zusammen mit einem vergleichsweise gut ausgebauten Busnetz von der örtlichen Verkehrsbehörde Greater Cleveland Regional Transit Authority (RTA) betrieben. Dabei bezieht sie rund zwei Drittel des Nahverkehrs-Etats aus Steuermitteln. Der Betrag entspricht dem Steueraufkommen aus 1 Prozentpunkt der Umsatzsteuer des Cuyahoga County.

### Gas, Wasser und Strom
Die städtischen Wasserwerke versorgen Cleveland und 68 seiner Umlandgemeinden mit Trinkwasser. Das Einzugsgebiet ist 640 Quadratmeilen (1658 km²) groß und umfasst über 8.000 Kilometer Leitungen mit 414.000 Anschlüssen und 1,5 Millionen Bewohnern. Das Trinkwasser wird über kilometerlange Saugleitungen vom Grund des Eriesee gefördert und anschließend aufbereitet. Die an sich sehr gute Trinkwasserqualität wurde in der Öffentlichkeit lange bezweifelt, weil seit jeher auch sämtliche Abwässer – wenn auch gereinigt durch Kläranlagen – in den See geleitet werden. Die Versorgung der vergleichsweise wohlhabenden Vororte war und ist angesichts der schwierigen Finanzlage der Stadt eine wichtige Einnahmequelle.
Auf dem örtlichen Strommarkt gibt es zwei konkurrierende Anbieter, einerseits die privatwirtschaftliche Illumniating Company, eine Tochtergesellschaft des Energieunternehmens FirstEnergy, und andererseits die städtische Cleveland Public Power (CPP). CPP ist der nach eigenen Angaben größte kommunale Stromanbieter Ohios. Einziger örtlicher Gasanbieter ist Dominion East Ohio, eine Tochtergesellschaft des Energieversorgers Dominion.

### Bildung

#### Schulen

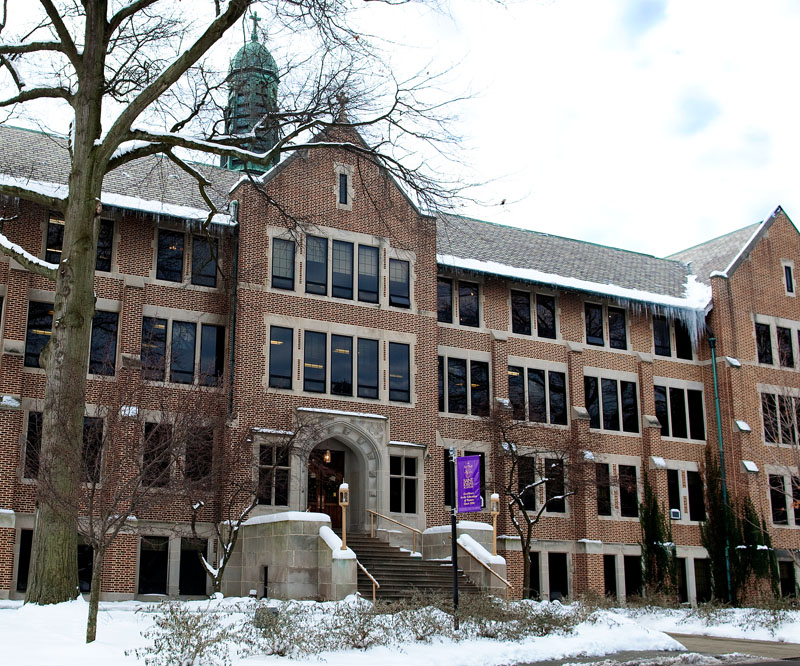
Die Saint Joseph Academy, eine katholische Mädchenschule am Westrand der Stadt.

Der örtliche Schulbezirk Cleveland Metropolitan School District verfügt über 114 öffentliche Schulen mit rund 50.000 Schülern und knapp 3.800 Lehrern. Er ist damit neben Columbus der größte Schulbezirk Ohios. Daneben gibt es eine Reihe von Schulen in privater oder kirchlicher Trägerschaft.
Die Verwaltung der öffentlichen Schulen untersteht seit 1998 dem Bürgermeister. Zwar gibt es auch in Cleveland ein kommunales Schulgremium (School Board), das sich um Schulpolitik, Finanzen, Qualitätssicherung und Öffentlichkeitsarbeit kümmert. Doch die Mitglieder dieses school board werden nicht wie sonst in Ohio üblich von der Bevölkerung gewählt, sondern vom Bürgermeister ernannt. Das ist eine für Ohio einzigartige Form der Schulverwaltung.
Zuvor waren die Schulen in direkter öffentlicher Selbstverwaltung organisiert und somit politischer Kontrolle entzogen. Die Bevölkerung wählte ein fünfköpfiges School Board, das wiederum einen School Superintendent zum Verwaltungschef ernannte. Ähnlich der anfänglichen Organisation der Stadtverwaltung erwies sich diese Konstruktion als ineffizient und zunehmend zerstritten.
Darüber hinaus war die Verwaltung über Jahrzehnte hinweg den Problemen nicht gewachsen, die sich aus der Zuwanderung der Schwarzen ergeben hatten. Zwischen 1950 und 1963 waren die Schülerzahlen von 100.000 auf über 150.000 angewachsen, wobei immer mehr Kinder aus sozial benachteiligten Familien stammten. Dem auftretenden Mangel an Lehrkräften, Lernmitteln und Schulgebäuden konnte nur schleppend begegnet werden, weil die anhaltende White flight die finanzielle Basis der Schulen schwinden ließ. Steuererhöhungen zum Ausgleich des wachsenden Defizits wurden von der Bevölkerung jedoch abgelehnt.
Dazu kam, dass die US-Bundesrichter die ungleichmäßige Verteilung der schwarzen Schüler, die sich aus der Bevölkerungsstruktur in der Stadt ergab, als Diskriminierung ansahen. In einem Urteil von 1978 verfügten sie, dass Schüler aller Ethnien gleichmäßig über alle städtische Schulen zu verteilen seien. Daraufhin mussten 22 Jahre lang täglich 30.000 Schüler unter hohem Kostenaufwand zwischen den Schulsprengeln hin- und hergefahren werden. Dieses sogenannte Desegregation Busing oder Busing hat nach Ansicht von Kritikern die Abwanderung der Weißen in die Vororte verstärkt und durch seine hohen Kosten die finanziellen Probleme weiter verschärft.
Durch die anhaltend schlechten Lernbedingungen wuchs die Zahl der Schulabbrecher. 1998 erreichte Cleveland mit einer Quote von 28 % High-School-Absolventen nur knapp die Hälfte des US-Durchschnitts und lag damit im bundesweiten Vergleich auf dem letzten Platz. Seit der Verwaltungsreform von 1998 stieg die Quote zwar auf über 60 % an, sie liegt aber immer noch deutlich unterhalb der anderen Großstädte Ohios.

#### Universitäten und Hochschulen

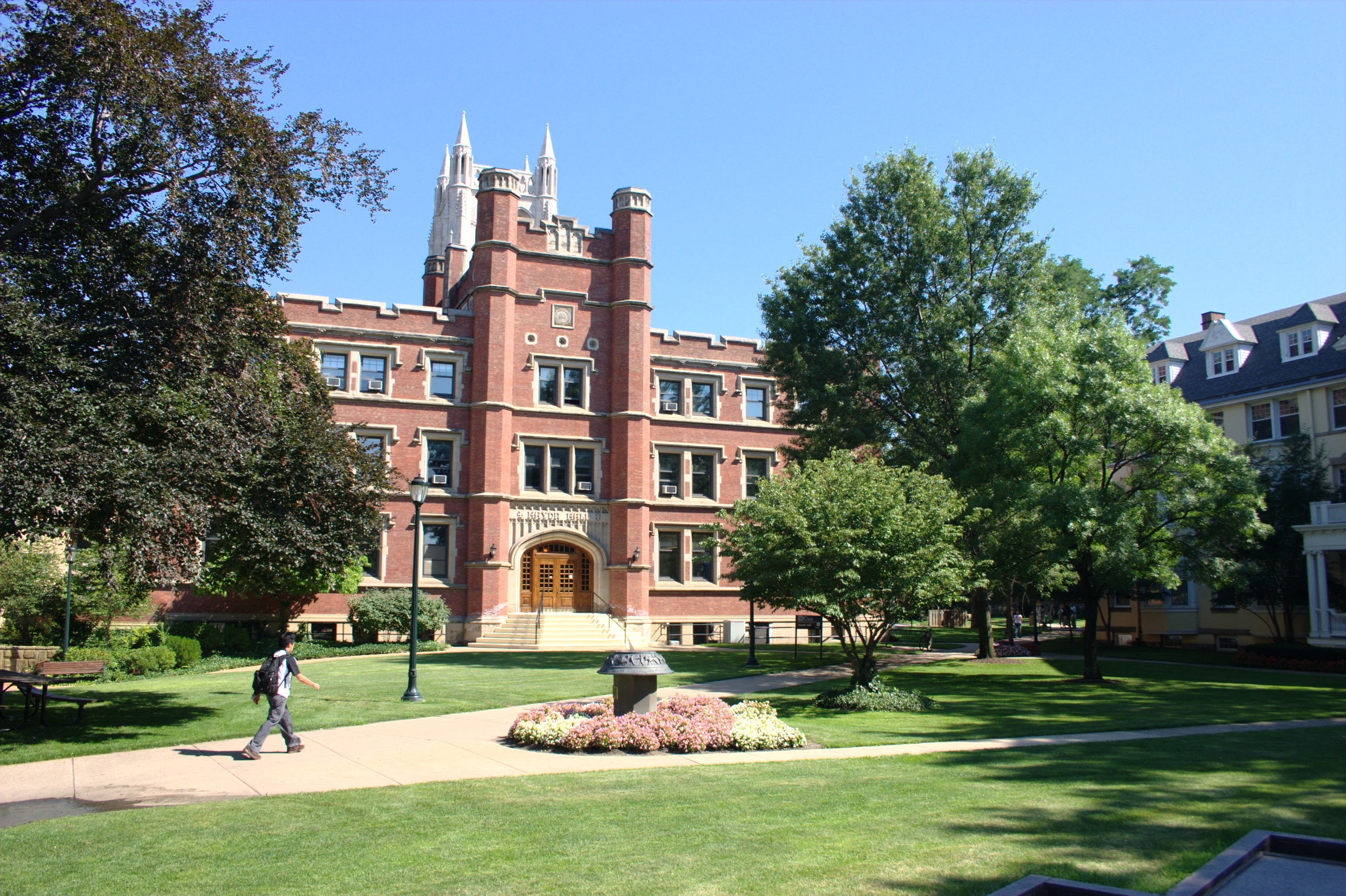
Die Haydn Hall auf dem Campus der Case Western Reserve University.

Cleveland ist Standort mehrerer Hochschulen, darunter dreier Universitäten. Die private Forschungsuniversität Case Western Reserve University (CWRU) entstand 1967 aus dem Zusammenschluss der 1880 gegründeten Case Institute of Technology mit der 1826 gegründeten Western Reserve University. Die Lehr- und Forschungseinrichtungen liegen im University Circle und erstrecken sich über insgesamt acht Fachbereiche; einige Studiengänge werden in Zusammenarbeit mit den umliegenden Kulturzentren und der Cleveland Clinic durchgeführt. Die Case Western hat (2000) rund 4900 Angestellte und (2001) knapp 9500 eingeschriebene Studenten sowie ein Stiftungsvermögen von über einer Milliarde US-Dollar.
Die katholische John Carroll University (JCU) ist eines von 28 Jesuitenkollegien in den USA. Sie wurde 1886 von ausgewanderten deutschen Jesuiten unter dem Namen St. Ignatius College gegründet. An der JCU sind 3100 Bachelor- und 700 Masterstudenten eingeschrieben sowie 385 wissenschaftliche Mitarbeiter beschäftigt. Die angegliederte Boler School of Business gehört laut U.S. News & World Report zu den besten Managementschulen der USA. Der Campus befindet sich seit 1935 im Vorort University Heights etwa 13,5 km östlich der Innenstadt.
Die staatliche Cleveland State University (CSU) besteht seit 1964. Sie geht auf eine Initiative des Bundesstaates Ohio zurück, durch Schaffung neuer Universitäten breiten Bevölkerungsschichten höhere Schulbildung zu ermöglichen. Die CSU wuchs durch zahlreiche Institutsneubauten bis etwa 1980 schnell auf über 15.000 Studenten und 450 wissenschaftliche Mitarbeiter an. Obwohl sie eigentlich eine eher durchschnittliche US-amerikanische Universität ist, hat die rechtswissenschaftliche Fakultät besondere Bedeutung. Das geht auf die Eingliederung des Cleveland-Marshall College of Law im Jahr 1969 zurück, dessen Ursprünge bis 1897 zurückreichen. Die CSU liegt an der East 17th Street östlich der Innenstadt.
Dazu kommen noch drei kleinere Hochschulen: die private Managementschule Chancellor University mit (1995) 1400 Studenten, das Cleveland Institute of Art, eine Kunst- und Designhochschule mit rund 500 Bachelor-Studenten, sowie das Cleveland Institute of Music, das neben 1700 Laien auch 400 ordentliche Musikstudenten zählt.
Das örtliche Community College Cuyahoga Community College (CCC) unterrichtet 25.000 Personen verteilt auf drei Standorte. Es geht auf dieselbe bundesstaatliche Initiative zurück wie die Cleveland State University und war im Zuge des Strukturwandels maßgeblich an der Umschulung der Industriearbeiter beteiligt.

### Medien

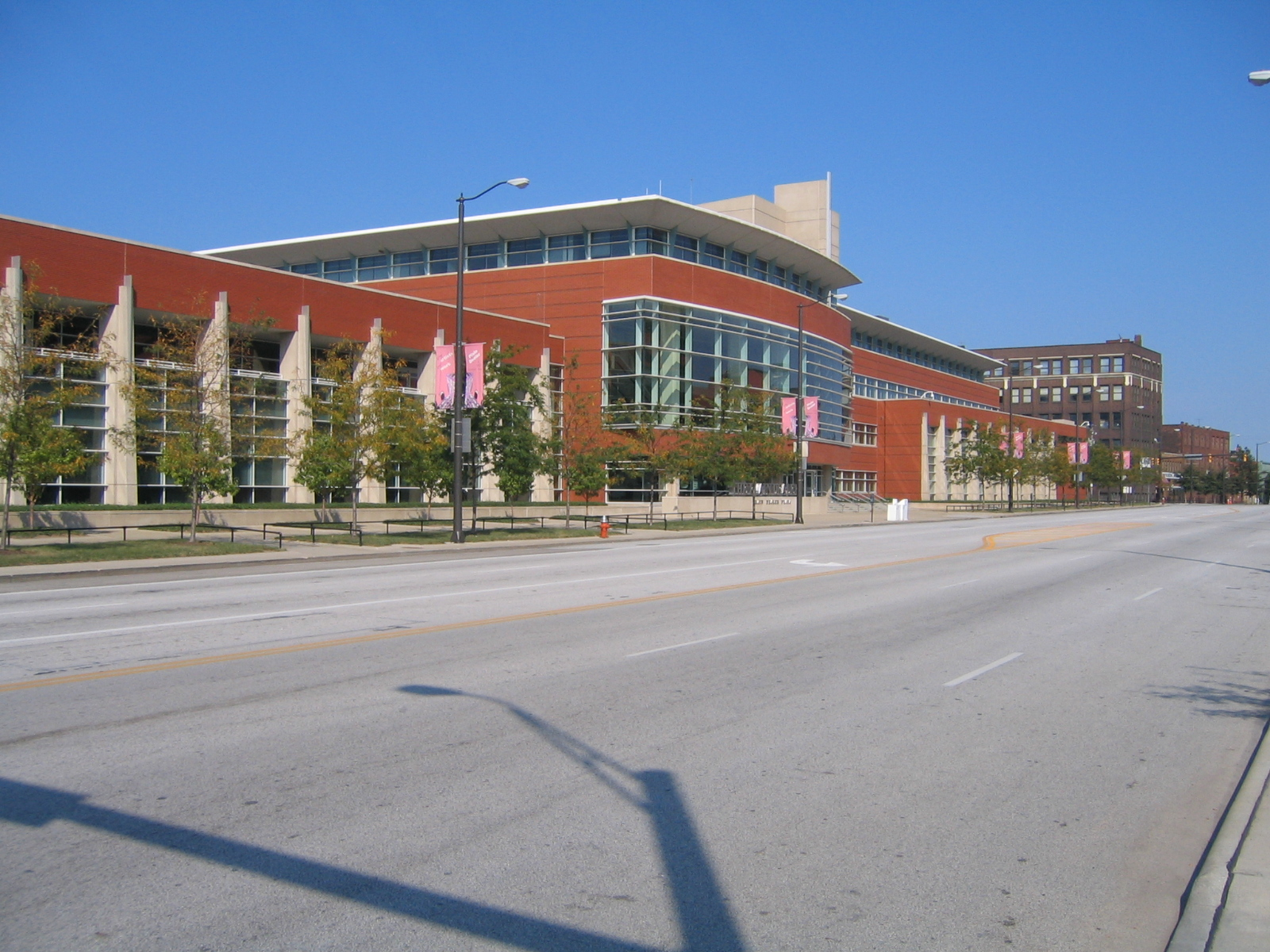
Redaktionsgebäude des Plain Dealer in der Superior Avenue.

Die einzige noch in Cleveland erscheinende Tageszeitung ist der Plain Dealer. Er wird von der Mediengruppe Advance Publications herausgegeben und ist mit rund 95.000 (ehemals 300.000) verkauften Exemplaren an Werktagen und 171.000 (ehemals 400.000) an Sonntagen eine der auflagenstärksten Tageszeitung in Ohio (Stand 2019). Aus demselben Verlagshaus stammen die Sun Newspapers, eine Kette von Wochenzeitungen, die nur in den Vororten und auf der West Side erhältlich sind. Die beiden Redaktionen liefern auch die Inhalte für die regionale Nachrichten-Website cleveland.com.
Wöchentlich erscheinen außerdem Crain’s Cleveland Business, eine regionale Wirtschaftszeitung von Crain Communications sowie die Scene von Times-Shamrock Communications, eine kostenlose und werbefinanzierte Alternative Wochenzeitung mit einer Auflage von 60.000 Exemplaren. Größte regionale Monatszeitschrift ist das Cleveland Magazine von Great Lakes Publishing mit einer Auflage von rund 45.000 Exemplaren. Die seit 1985 erscheinende Alternative Press widmet sich Moderner Musik und wird in ganz Nordamerika und vielen weiteren Ländern vertrieben, darunter auch in Deutschland.
Der Fernsehmarkt bietet eine Reihe regionaler Fernsehanstalten. Sie gehören zu den großen Medienunternehmen (Networks) des Landes wie NBC, ABC, FOX oder der spanischsprachigen Univision und strahlen deren Mantelprogramme aus. Daneben ist der nicht-kommerzielle Public Broadcasting Service (PBS) mit dem US-weiten Kanal PBS World, dem regionalen Ohio Channel und dem Spartensender Create vertreten.
Außerdem sind mehr als zwei Dutzend meist regionale Hörfunksender verschiedener Genres zu empfangen, die meisten auf UKW. Darunter befindet sich mit WCPN auch ein Partner des National Public Radio (NPR). Auch die drei großen Universitäten unterhalten jeweils einen eigenen Radiosender.

## Persönlichkeiten

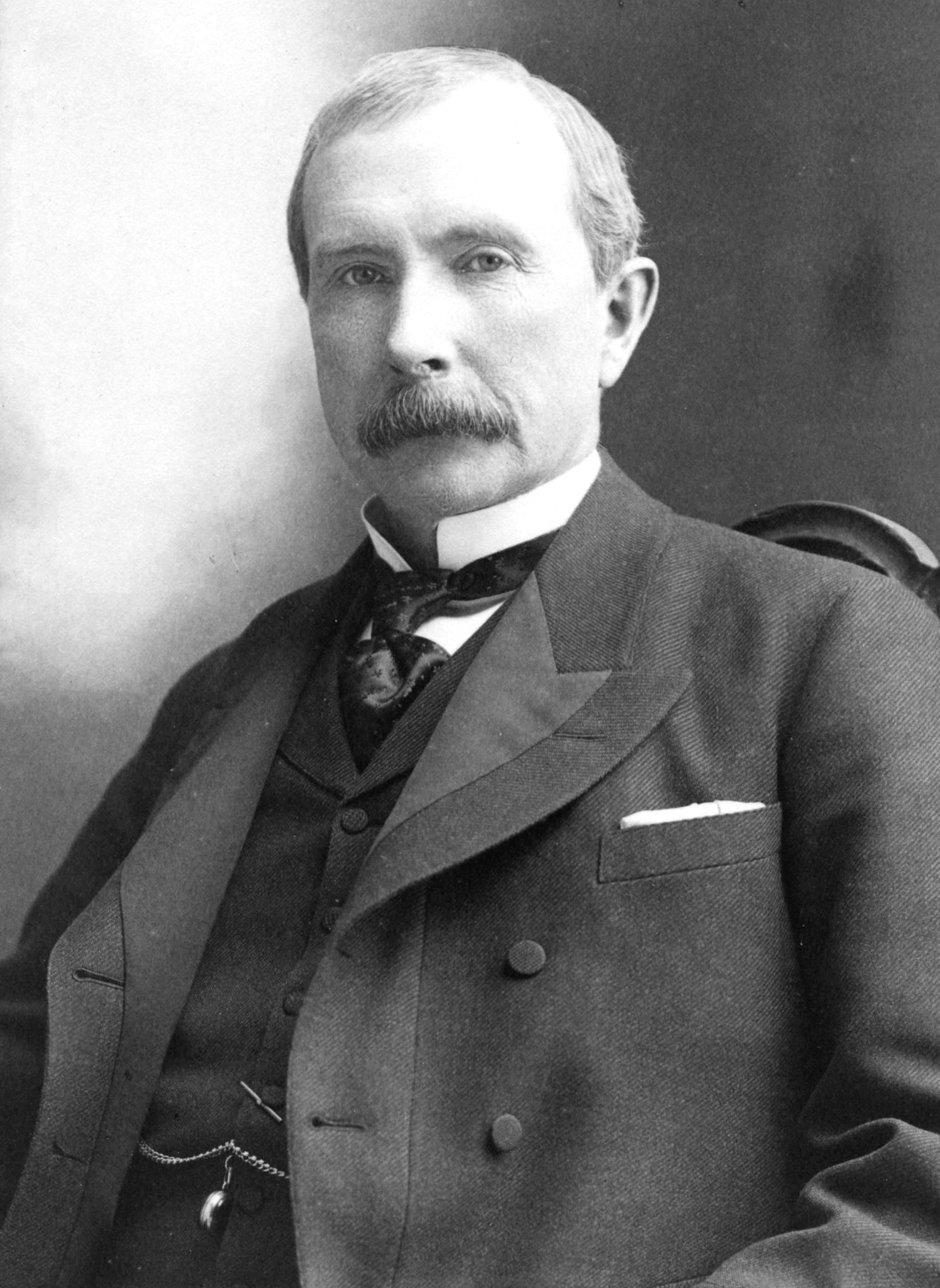
John D. Rockefeller (1885)

Cleveland war und ist Wirkungsstätte zahlreicher Persönlichkeiten aus unterschiedlichen gesellschaftlichen Bereichen. Viele von ihnen wurden nach ihrem Tod auf dem Lake View Cemetery begraben.
Mit Abstand am bekanntesten ist der Industrielle John D. Rockefeller (1839–1937). Er steuerte von Cleveland aus über eineinhalb Jahrzehnte seine gesamten wirtschaftlichen Aktivitäten, bis er mit seinem Unternehmen Standard Oil 1885 nach New York City umzog. In späteren Jahren stiftete er Parks und gemeinnützige Einrichtungen. Auch die Erdgasversorgung der Stadt geht auf sein Unternehmen zurück.
Die Gebrüder Van Sweringen (Oris Paxton 1879–1936 und Mantis James 1881–1935) kontrollierten bis zum Zusammenbruch ihres Imperiums während der Großen Depression ein Eisenbahnnetz von knapp 50.000 km Länge. Ferner entwickelten sie zwischen 1909 und 1930 den Vorort Shaker Heights im Stile einer modernen Gartenstadt und errichteten das Tower City Center.

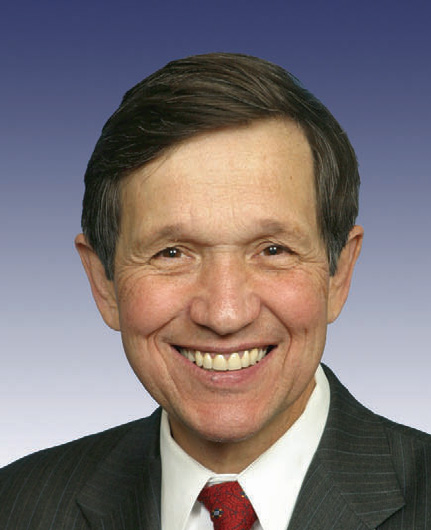
Dennis Kucinich

Bekannte Persönlichkeiten aus der Politik sind neben dem schwarzen Bürgermeister Carl Stokes (1927–1996) vor allem der linksliberale Kongressabgeordnete und zweimalige Kandidat für die Präsidentschaftsnominierung Dennis Kucinich (* 1946). Das Amt des Clevelander Bürgermeisters hatten auch der spätere US-Kriegsminister Newton Baker (1871–1937), Gouverneur Frank J. Lausche (1895–1990), der gebürtige Italiener und spätere US-Gesundheitsminister Anthony J. Celebrezze (1910–1998) sowie der ehemalige Gouverneur und US-Senator George Voinovich (1936–2016) inne.
Der in Cleveland ansässige Geschäftsmann Mark Hanna (1837–1904) führte als Manager des republikanischen Präsidentschaftskandidaten William McKinley 1896 aus heutiger Sicht moderne Wahlkampfmethoden ein. Der spätere US-Außenminister John Hay (1838–1905) lebte von 1875 bis 1886 in Cleveland und schrieb seine Eindrücke über die hiesige Gesellschaft in seinem Buch The Bread Winners nieder.
Der Gründer der Cleveland Clinic, George Washington Crile (1864–1943), zählte seinerzeit zu den führenden Chirurgen der Vereinigten Staaten. An seiner Institution wirkten auch nach seinem Tod zahlreiche international bekannte Ärzte wie René Favaloro, Maria Siemionow und der Physiologe Irvine Page. Ferner stammt der Physiker und Nobelpreisträger Donald A. Glaser (1926–2013) aus Cleveland.

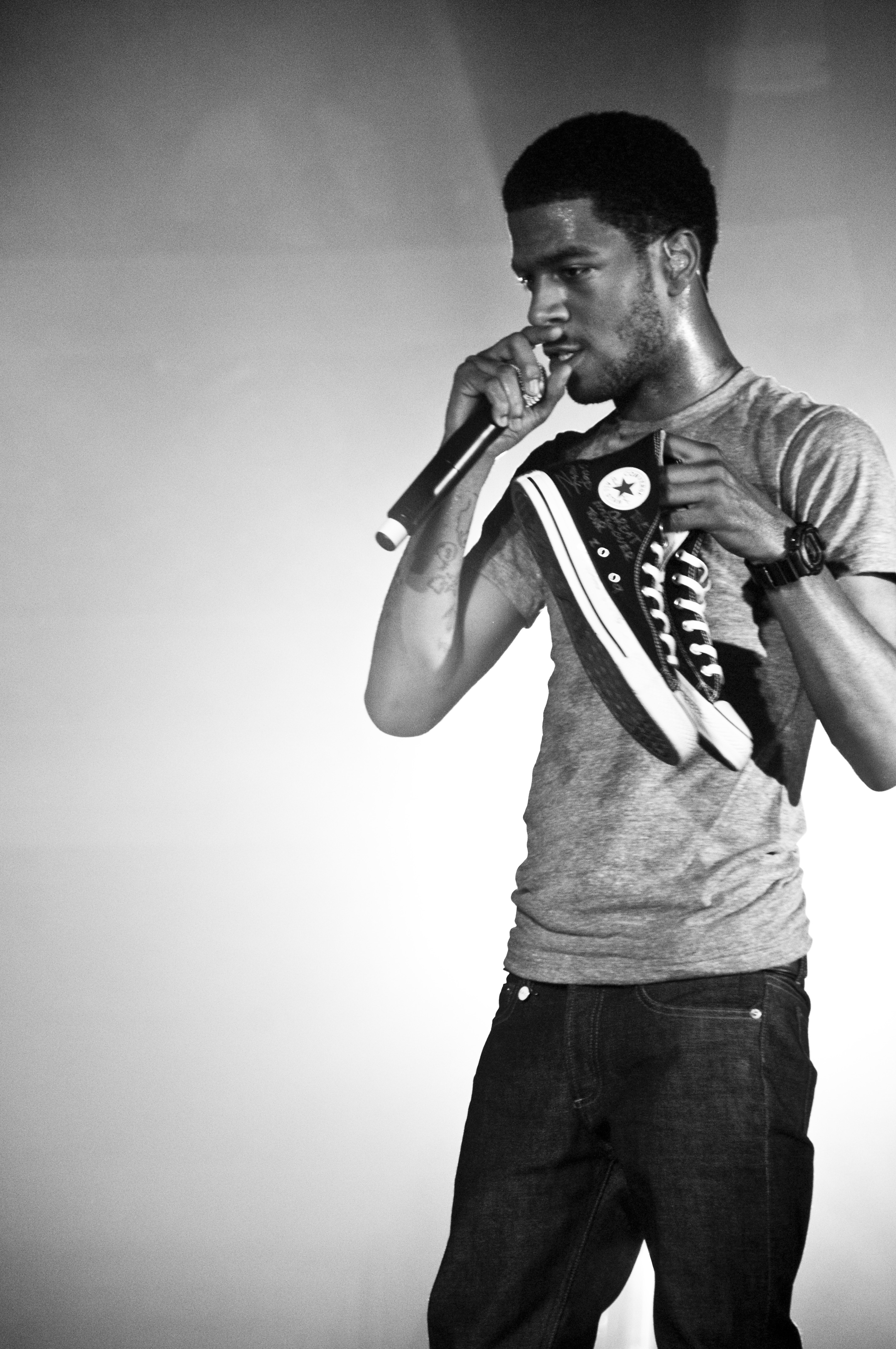
Der Rapper Kid Cudi

Dazu sind neben der Klassischen Musik auch etliche Vertreter Moderner Musik in Cleveland ansässig. Dazu gehören das experimentelle Industrial-Rock-Musikprojekt Nine Inch Nails, die Crossover-Metal-Band Mushroomhead, die Art-Punk-Gruppe Rocket from the Tombs, die Rock-, Soul- und Bluesband Welshly Arms und die viel beachtete, aber kommerziell wenig erfolgreiche Rockband Pere Ubu. Die ebenfalls in Cleveland ansässige Band Chimaira gilt als Begründerin des Metalcore-Genre.
Zu den Vertretern afroamerikanischer Musik gehören die Grammy-Preisträgerin Dazz Band, die Hip-Hop-Gruppe Bone Thugs-N-Harmony, die besonders in den 1990er-Jahren sehr erfolgreich war, sowie der mehrfach mit Platin ausgezeichnete R&B-Sänger Avant. Aus Cleveland stammt auch der Rapper Kid Cudi (* 1984), der einen seiner Songs nach der Stadt benannte, Cleveland Is the Reason.